# Historia de Chiapas
Chiapas es uno de los 32 estados de México. Está en la región sureste del país, limitando al norte con Tabasco, al este y sureste con los departamentos guatemaltecos de Petén, Quiché, Huehuetenango y San Marcos, al sur con el océano Pacífico, al oeste con Oaxaca y al noroeste con Veracruz. En tiempos prehispánicos el actual territorio de Chiapas no conformó una unidad política ni étnica. Su gran diversidad fisiográfica y ecológica y su ubicación ístmica entre ambos océanos y entre Norte y Centro América lo configuró como un espacio sujeto a múltiples contactos demográficos, políticos y comerciales.: 27–32 La región estuvo habitada por pueblos de diversas filiaciones lingüísticas y culturales. A diferencia de la opinión popular que considera a este rincón del mundo exclusivamente como parte del área maya, las investigaciones arqueológicas y etnolingüísticas han puesto en evidencia que a lo largo del tiempo, además de los mayas, distintos grupos como los mokayas, los zoques, los mixes y los chiapanecas ocuparon el territorio.: 27–32  Las fronteras entre estos grupos variaron con el tiempo a medida que interactuaron entre sí, y las nuevas migraciones que evolucionaron sus propias lenguas y culturas.: 36 
La primera vez que en Chiapas surgió un territorio político unificado fue a raíz de la conquista española del siglo XVI. El proceso de incorporación a la Monarquía Hispánica estuvo marcado por dos acontecimientos: la creación de la Audiencia de los Confines (en 1543) que a partir de entonces funcionó como el tribunal de justicia más importante para toda la región de la actual Centroamérica y la organizaron del obispado por parte de los frailes dominicos en 1545, siendo fray Bartolomé de las Casas su primer obispo. La jurisdicción del nuevo obispo caía sobre la Alcaldía Mayor de Chiapas y la gobernación del Soconusco. A pesar de pertenecer a una misma jurisdicción, la provincia de Chiapa y Soconusco tuvieron organizaciones político-administrativas distintas. Cada una de estas estuvo dividida informalmente en distintos partidos. Finalmente, ambas fueron incorporadas a la Audiencia de Guatemala en 1570. No obstante, la zona lacandona no fue conquistada sino hasta finales del siglo XVII. En 1786 se reorganizó el territorio para formar la Intendencia de Chiapa, la cual agrupó tanto a la Alcaldía Mayor de Chiapas como a la gobernación de Soconusco. Estos cambios buscaban mejorar el control del territorio y su población, particularmente en cuanto a la organización y recaudación del tributo pagado por los indios. Finalmente, Chiapas se convirtió en una provincia del Imperio Mexicano en 1821,del cual formó parte el Reino de Guatemala. Tras la transformación del Imperio en República, pasó a formar parte del territorio mexicano y se desmembró de Guatemala.

## Chiapas en la época prehispánica (1300 a.C. - 1540 d.C.)
En tiempos prehispánicos el actual territorio de Chiapas no conformó una unidad política ni étnica. Su gran diversidad fisiográfica y ecológica y su ubicación ístmica entre ambos océanos y entre Norte y Centro América lo configuró como un espacio sujeto a múltiples contactos demográficos, políticos y comerciales.: 27–32 
La región estuvo habitada por pueblos de diversas filiaciones lingüísticas y culturales. A diferencia de la opinión popular que considera a este rincón del mundo exclusivamente como parte del área maya, las investigaciones arqueológicas y etnolingüísticas han puesto en evidencia que a lo largo del tiempo, además de los mayas, distintos grupos como los mayas, los zoques, los mixes y los chiapanecas ocuparon el territorio.: 27–32  Las fronteras entre estos grupos variaron con el tiempo a medida que interactuaron entre sí, que llegaron nuevas migraciones y que evolucionaron sus propias lenguas y culturas.: 36 

### Prehistoria (13000 - 2000 a.C.)
Es muy poco lo que se sabe de los primeros pobladores del territorio, pues si estos grupos humanos llegaron a través de la costa, como se presume, la mayor parte de los yacimientos arqueológicos han de haber desaparecido con la subida del nivel del mar a finales del Pleistoceno. Aun así se puede afirmar que Chiapas estuvo poblado desde fechas remotas.: 21–29  En los milenios que siguieron al final del Pleistoceno —conocidos como el Paleoindio y el Arcaico— la población se compuso principalmente de cazadores recolectores que solían buscar refugio en cavernas o grandes formaciones rocosas.: 237  En algún momento entre el cuarto y segundo milenio antes de nuestra era, surgieron los primeros grupos seminómadas en la región, principalmente en la costa de Chiapas aprovechando, los grandes recursos pesqueros del área lo que les permitió tener un suministro constante de alimentos a los grupos de la costa antes del desarrollo de la agricultura.: 195–196 

### Formativo (2000 a.C. – 200 d.C.)

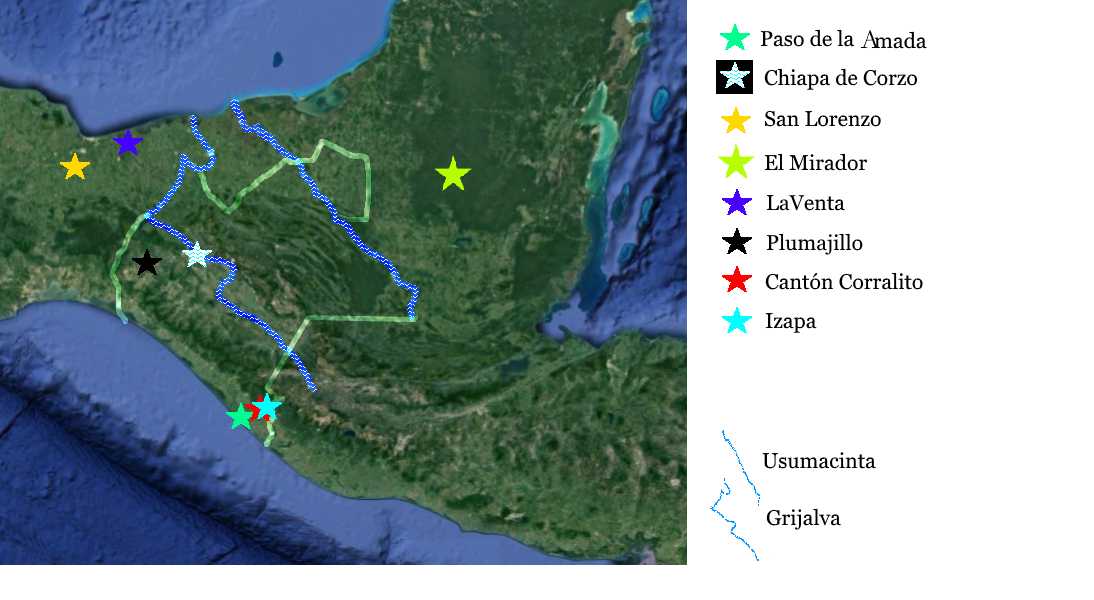
Algunas zonas del Formativo mencionadas en este artículo.

A comienzos del segundo milenio se produjo un profundo cambio en los patrones de asentamiento seminómadas de la zona y se observa el surgimiento de los primeros asentamientos completamente sedentarios. Los habitantes de estas primeras aldeas, como en Paso de la Amada en el Soconusco (1800-1100 a. C.), se alimentaron principalmente de pescados y mariscos.: 198–199   Fue esta región costera uno de los primeros focos de vida sedentaria en Mesoamérica en los que se desarrolló el cultivo de frijol, maíz y calabaza.: 198–199 

#### Los mokayas (1800 – 1150 a.C.)
Se le da el nombre de mokayas a estas primeras civilizaciones sedentarias que se desarrollaron en el Soconusco entre el 1800 y el 1150 a. C.: 41  Junto a la civilización apareció una estratificación social marcada. El surgimiento de arquitectura doméstica diferenciada, de distintos tipos de entierros, el consumo de productos exóticos y una producción artesanal especializada y patrocinada son pruebas de esta naciente desigualdad social. Los primeros cacicazgos mokayas fueron políticamente independientes entre sí, pero la vida económica comenzó a gravitar alrededor de poblados mayores que fueron adquiriendo el rango de cabeceras, con una población de unos 1,200 habitantes.: 47–48 
Los mokayas hablaron una lengua ancestral que luego daría origen al mixe y al zoque actuales y al tapachulteco ahora extinto. Florecieron en parte gracias a la condición de frontera, característica del actual territorio de Chiapas. Establecieron así una red estrecha de comercio con las primeras sociedades sedentarias de Mesoamérica a lo largo de la costa del Pacífico, así como con las de la del Golfo a través del Istmo de Tehuantepec. Exportaron principalmente cacao y plumas de aves, mientras que de la zona de Guatemala importaron obsidiana y jade.: 41 
La población mokaya más importante de este periodo fue Paso de la Amada, que, de hecho, fue la comunidad más grande de Mesoamérica hacia el 1600 a. C. Ahí vivían en aquel entonces unas 5,000 personas. En el sur del poblado había una gran plaza en forma de U y al poniente un juego de pelota,: 42  que parece ser el más antiguo de Mesoamérica.: 269  Las excavaciones arqueológicas han demostrado que, aunque ya había comenzado el consumo de maíz y frijol, en realidad los peces y la fauna silvestre siguieron siendo los alimentos más importantes durante todo el periodo. El maíz, de hecho, no llegó a ser la base de la alimentación en Paso de la Amada sino a partir de 850 a. C.: 79–80 

#### La expansión del sedentarismo al interior del territorio (1400 a.C.)
En esta época los mokaya fundaron el asentamiento de Izapa hacia el año 850 a. C. que llegaría a ser el más importante de la región.: 62–63  Por su parte, las primeras aldeas del interior de Chiapas surgieron en los valles de Cintalapa, Chiapa de Corzo, Acala y en la cuenca del alto Grijalva hacía 1400 a. C. Estos pueblos tuvieron una fuerte influencia de la cultura mokaya.: 42  Es desde esta zona donde comenzaría la colonización de los valles altos del área de Comitán y Las Margaritas durante el Formativo Medio (1200-400 a. C.). En todos ellos se habló la lengua madre del mixe-zoque.: 63  Para ese entonces la población más importante de Mesoamérica era la capital olmeca de San Lorenzo, en el actual estado de Tabasco.: 36 

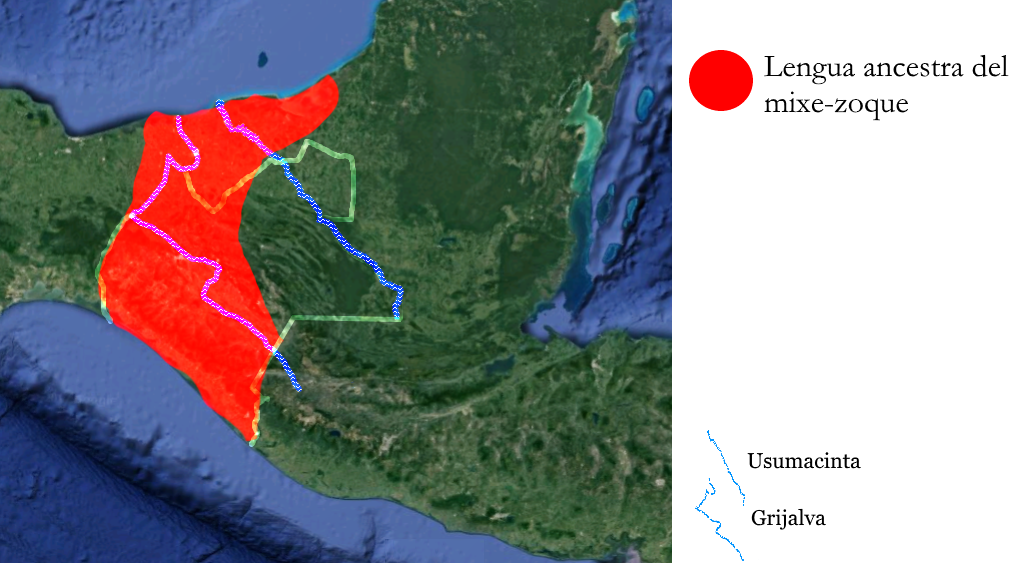
Distribución de lenguas en Chiapas durante la mayor parte del preclásico. La zona en rojo es el grupo lingüístico mixe-zoque.

#### La primera expansión olmeca (1250-850 a.C.)
San Lorenzo fue por doscientos años la ciudad más importante del área, casi 10 veces más grande que su competidor más cercano.: 43–45  A su vez, sus gobernantes fueron reyes que gobernaron un amplio territorio. Influida en un primer momento por la cultura mokaya,: 67  el intercambio cultural enriqueció a la cultura olmeca y facilitó su desarrollo hasta convertirse en la cultura más importante de Mesoamérica hacia el 1250 a. C. De esta forma, la expansión olmeca en Chiapas fue una especie de reflujo cultural.: 49–50 
No se sabe hasta qué punto el dominio cultural de los olmecas se tradujo en dominio político. Pero para el caso de Chiapas hay fuertes indicios que sugieren que los olmecas ejercieron un control directo sobre el sitio de Plumajillo, en el valle de Cintalapa.: 44  En contraste, San Lorenzo no parece haber sometido políticamente a Chiapa de Corzo, aunque sí entabló relaciones comerciales con ésta.: 229–232  En la zona del Soconusco se produjeron fuertes cambios culturales que denotan la penetración de la cultura olmeca. En general, se nota un proceso de sustitución de los estilos del área por los de filiación olmeca. Esto fue especialmente marcado en Cantón Corralito, posiblemente otra colonia olmeca. De hecho, la llegada de los olmecas al área se relaciona con la pérdida de importancia de Paso de la Amada y su abandono definitivo.: 207–211  La influencia olmeca en Soconusco duró hasta el fin de San Lorenzo hacia 950 a. C. aunque la región siguió floreciendo por cien años más, hasta que entró en declive y sufrió una fuerte emigración. Se cree que varios de sus pobladores se trasladaron a la costa de Guatemala.: 44–45 
El fin del predominio de San Lorenzo sobre la costa del Pacífico coincide en el tiempo con la aparición de las primeras pirámides de Mesoamérica. En este sentido, se les confiere a los mixe-zoques el crédito de la invención de las pirámides, que fueron rápidamente adoptadas por los pueblos maya, xinca y lenca.: 45–50  Finalmente, hacia el 850 a. C. Mesoamérica vería aparecer una nueva potencia: La Venta, en Tabasco.

#### La segunda expansión olmeca (850-400 a.C.)
El periodo que corre desde el 850 hasta el 400 a. C. se caracteriza por la fuerte influencia de La Venta, la segunda de las grandes ciudades olmecas. Fue una época de gran desarrollo de la cultura mesoamericana, especialmente en Chiapas. Las ciudades empezaron a ser planificadas. En efecto, La Venta está construida a lo largo de un eje que corre paralelo al horizonte y que va a parar a un grupo piramidal 50 m al oeste.: 45–50  La traza de Chiapa de Corzo es la que guarda una mayor similitud con La Venta y su plaza principal tiene una capacidad para contener a 36,000 personas, lo que hace patente la importancia de Chiapa de Corzo como centro de peregrinaje y de reuniones masivas en la zona.: 40–42   Al parecer, La Venta sí ejerció un dominio político directo sobre esta urbe.: 107 Uno de los entierros de élite más antiguos encontrados en la antigua Chiapa de Corzo data del 750 a. C. y se trata de una mujer que parece haber tenido un fuerte vínculo con La Venta.: 44–45  Es justamente en este periodo que Chiapa de Corzo creció hasta convertirse en el sitio más poblado del río Grijalva en los valles internos de Chiapas.
Un rasgo notable de esta época es la construcción de grandes sitios a lo largo del río Grijalva. Probablemente estos pueblos se encargaban de cuidar el comercio de jade y obsidiana desde las montañas guatemaltecas hasta el área olmeca. Es difícil conocer la relación exacta que existía entre estas ciudades y La Venta, probablemente fueron señoríos aliados o tributarios. Durante el predominio de La Venta (850 – 400 a. C.) se produjo la separación del mixe y el zoque de su lengua madre. El zoque se desarrolló en la zona olmeca y en los valles centrales y altos de Chiapas; mientras que en la costa del pacífico se usó el mixe.: 40–50  Hacia el 400 se rompe el equilibrio que había reinado en la región por 450 años, con el abandono de La Venta. Chiapa de Corzo e Izapa, sin embargo, continuaron existiendo.: 50–53 

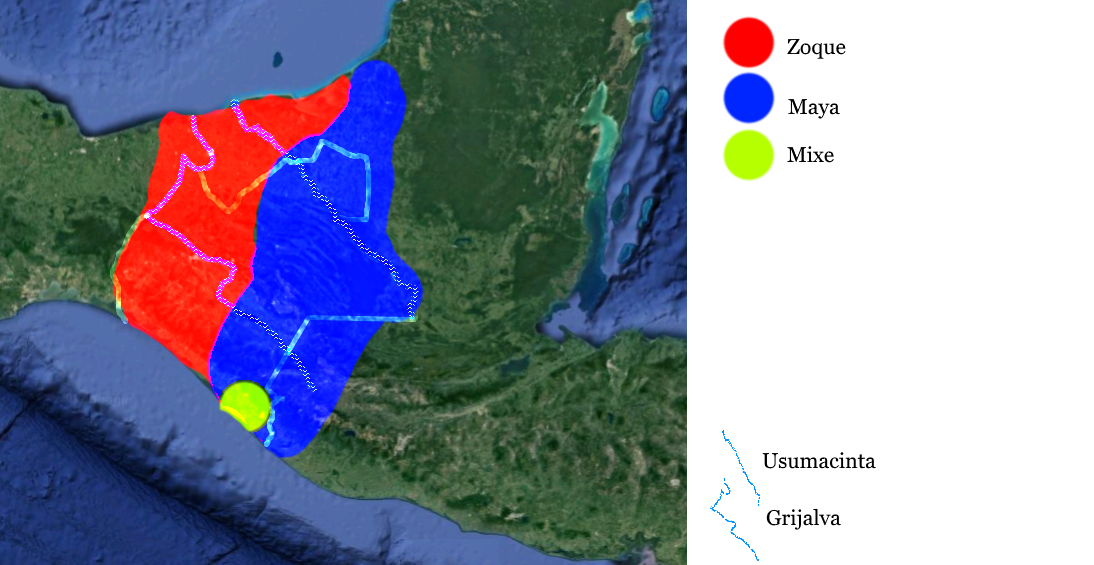
Distribución de grupos lingüísticos en Chiapas a finales del Preclásico, orden que se mantuvo en sus trazas más generales hasta finales del periodo Prehispánico. Salvo por la entrada de los Chiapanecas al área de Chiapa de Corzo en el Posclásico.

#### La fragmentación del mixe-zoque y la llegada de los mayas (400 a.C. – 200 d.C.)
Con la caída de La Venta florecieron dos grandes ciudades en el actual territorio de Chiapas. Por un lado, Izapa alcanzó su momento de mayor esplendor entre el 300 a. C. y el 50 d. C. Esta ciudad desarrolló un estilo escultórico característico que recibe su nombre. Aunque no hay garantía de que haya tenido su origen en el sitio, sí fue este el pueblo que lo acogió con más entusiasmo. Se han encontrado piezas de ese estilo en Veracruz, Oaxaca, el Petén y Yucatán. No obstante, a partir del 50 d. C. el sitio dejó de crecer y empezó a reducirse hasta volverse un pequeño centro, que fue abandonado definitivamente en 1200 d. C.: 62–80 : 179–191 
Es también en esta época cuando Chiapa de Corzo experimentó su mayor crecimiento, entre el 450 a. C. y el 450 d. C. impulsado por las excelentes tierras de cultivo a su alrededor, el control del comercio a lo largo del Grijalva y por la descentralización del poder tras la caída de La Venta. No obstante, a pesar de haber sido la ciudad más importante de los valles de Chiapas, nunca logró imponer su dominio político en toda la zona.: 89 
Mientras tanto, en el Petén Guatemalteco se desarrolló la ciudad más grande de todo el Formativo mesoamericano: la ciudad maya de El Mirador. Hay indicios de una creciente influencia cultural maya sobre Chiapa de Corzo hacia el 50 d. C.: 107–114  que ha llevado a considerar la posibilidad de que esta ciudad se hubiese vuelto tributaria de El Mirador, aunque la mayoría de su población continuara siendo zoque.: 55  Por estos años, grupos mayenses llegaron a las montañas centrales de Chiapas y a los valles altos de Comitán en donde convivieron y más tarde desplazaron a los antiguos pobladores zoques.: 127  El resto de la población zoque del noroccidente de los valles centrales no parece haber estado nunca bajo el dominio político de El Mirador, que fue abandonado en 100 d. C. Para finales del Formativo el actual territorio chiapaneco había quedado dividido en tres zonas: los zoques al oeste, grupos mayenses al este y mixes en el Soconusco.: 55–57 

### Clásico (200 d.C. – 900 d.C.)
El Clásico fue el periodo de la historia de Mesoamérica caracterizado por la expansión de grandes estados centralizados con gobiernos teocráticos. Este periodo se suele dividir en dos: el Temprano (200 – 600 d. C.) que vivió el auge de Teotihuacán en el Altiplano Central; y el Tardío (600 – 900 d. C.), cuando Teotihuacán perdió su empuje como gran potencia del área y el poder político se fragmentó. En el área maya este fue el momento de auge de sus mayores ciudades como Tikal y Calakmul. Chiapas, siendo un área de contacto entre las diversas regiones de Mesoamérica, no fue ajena a los efectos de estos desarrollos.

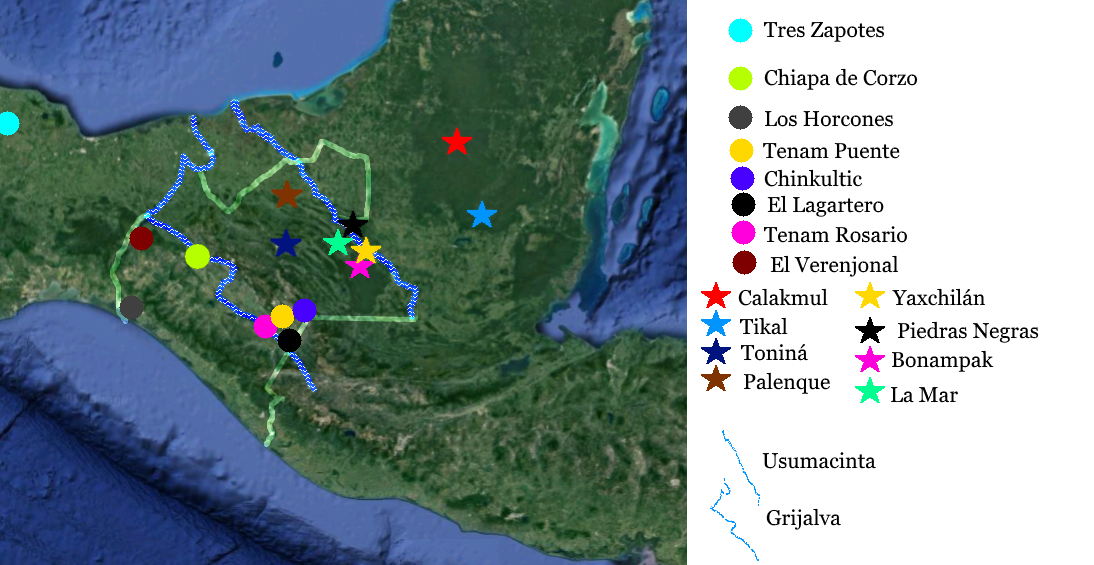
Zonas arqueológicas del Clásico mencionadas en este artículo.

#### Área zoque
El área zoque no fue solo una de contacto, sino de innovación: las fechas calendáricas en cuenta larga más antiguas de Mesoamérica provienen del área zoque y corresponden al 31 a. C. en Tres Zapotes y al 36 a. C. en Chiapa de Corzo.
Tras la caída de influencia de El Mirador, se reforzó en Chiapa de Corzo la presencia de rasgos cerámicos de la región del Pacífico y disminuyó la maya. Los últimos edificios construidos antes del abandono del sitio datan del 500 d. C. Existen pruebas de contactos con Teotihuacán, pero el alcance de éstos es desconocido.: 114–116  Chiapa de Corzo finalmente fue abandonado alrededor de 600 d. C., y sus ruinas permanecieron desocupadas hasta el Posclásico.: 116  Sin embargo, la zona zoque continuó estando densamente poblada alcanzando su pico demográfico en la segunda mitad del Clásico entre el 600 y el 900 d. C.: 69–70  Una de las zonas más exploradas por los arqueólogos es la del cañón del río La Venta y la selva de El Ocote. Allí se desarrolló El Varejonal, que llegó a contar con dos juegos de pelota, así como varios asentamientos menores.: 122–135  Pese a la construcción de centros urbanos, las cuevas del área se utilizaron con fines rituales durante todo este periodo y el Posclásico, no solo en el área del cañón, sino también en los cerros del sur del estado como el Cerro Bernal.: 237–263 

#### El área del Pacífico
La importancia de la costa chiapaneca para el comercio del Pacífico atrajo la atención de diversos grupos externos. Uno de ellos fue Teotihuacán. Los lazos de esta urbe con el sitio de Los Horcones, cerca de Tonalá, fueron muy estrechos como lo revela la gran afinidad escultórica y cerámica y el uso de la obsidiana. Este sitio debió de haber sido clave para el control de la ruta marítima hacia las plantaciones de cacao del Soconusco. Aun así, no fue un sitio completamente teotihuacano como lo indica la presencia de seis juegos de pelota, los cuales no eran habituales en Teotihuacán, a diferencia de lo que sucedía en las culturas del Pacífico, del Istmo y del Golfo.: 265–275 

#### Las tierras altas mayas en Chiapas
El valle de Comitán y los lagos cercanos a Las Margaritas destacaron en esta época por su importancia como punto de contacto entre las rutas comerciales del Grijalva y las rutas del Usumacinta. Estas, a su vez, unían las rutas del Golfo con el Pacífico.: 312 Las ciudades prehispánicas más conocidas de esta zona son Tenam Puente y Chinkultic, fundadas por grupos mayenses.: 29–30  En algún momento entre el 350 y el 500 d. C. parecen haber llegado al área nuevos grupos mayas hablantes del tojolabal que se asentaron en la zona.: 298–299  La segunda mitad del Clásico (600-900 d. C.) fue un momento de auge para las poblaciones mayas de las tierras altas de Chiapas. Llama la atención la tardía adopción de la práctica de introducir fechas calendáricas en las construcciones del valle de Comitán, siendo la más antigua registrada el 780 d. C.: 145–149  Tanto Tenam Puente como Chankultik se abandonaron hacia el mil de nuestra era.: 298–299 : 290 
En la cuenca superior del río Grijalva se desarrollaron otros centros mayas como Tenam Rosario y El Lagartero. A diferencia de otras zonas mayas, aquí los grupos humanos no se congregaron en grandes urbes, sino que tendieron a hacerlo de manera dispersa.: 95–97  La comparación de los estilos cerámicos demuestra que la zona no estuvo aislada del resto del mundo maya y que tuvo un papel fundamental en el sistema comercial que unía la zona de los Altos de Guatemala con el Golfo, la zona zapoteca y el Altiplano Central a través del río Grijalva.: 196–176 

#### Las tierras bajas mayas en Chiapas
En las tierras bajas mayas se desarrollaron las ciudades prehispánicas que dejaron los restos físicos más espectaculares y famosos de la actualidad. En las orillas del Usumacinta encontramos las ruinas de una de las dos grandes ciudades mayas que se desarrollaron a sus orillas: Yaxchilán, que alcanzó su máximo desarrollo durante el Clásico Tardío (600 – 900 d. C.). Esto al mismo tiempo que todas las ciudades mayas de la zona, y mantuvo una estrecha competencia por el control de las rutas comerciales del río con su vecino Piedras Negras, en el actual territorio guatemalteco. La corriente del río se acelera pasando Yaxchilán camino al Golfo y se calma nuevamente a la altura de Piedras Negras. Este camino no es navegable río arriba en ciertas temporadas del año, por lo cual la posición estratégica de ambas ciudades tenía como objetivo controlar el tránsito terrestre de esta ruta. Ambas ciudades compitieron durante toda su historia por el control de estas rutas comerciales y esta encarnizada competencia evitó que ninguna de las dos lograra imponer su hegemonía en la zona.: 42–56 Otra ruta importante fue la que conectaba esta zona del Alto Usumacinta con los reinos orientales de Palenque y Toniná. La ciudad mediana de La Mar ocupó un lugar central en esta ruta, lo que le valió ser el centro de continuas disputas entre las grandes urbes de la zona, que la gobernaron en forma alternada.
Estas cuatro capitales mayas empezaron su historia como pequeñas aldeas a finales del Preclásico. La dinastía del k’uhul ajaw o rey divino de Yaxchilán data del 359 d. C. mientras que la de Piedras Negras del 430 d. C.: 215 , la de Palenque del 431 d. C.: 205–206   y la de Toniná del 593 d. C.: 245–251  Durante el siglo V y VI Yaxchilán se expandió hacia el occidente hasta la zona de Bonampak; mientras que Piedras Negras realizó diversas campañas buscando someter la región baja del Usumacinta en su camino hacia el Golfo de México en donde topó con la oposición de Pomoná. La segunda mitad del siglo VI se caracteriza por la ausencia de inscripciones en Yaxchilán y Piedras Negras, al igual que en otros sitios importantes del área maya como Tikal. Este periodo de silencio coincide con el mayor auge de Calakmul como potencia militar. Esta ciudad llegó incluso a imponerse sobre la lejana Palenque en el 599 y el 611.: 216–219 
En el siglo VII Calakmul perdió buena parte de su poder. Los reinos del Usumacinta volvieron a luchar entre ellos a partir de 624 d. C.: 219 Estos conflictos coincidieron con la primera gran expansión de Palenque bajo el reinado de Pakal I (615-683). Esta ciudad logró vencer a Pomoná en el 659 e impuso su control sobre La Mar.: 21–29   No obstante, medio siglo después fue derrotada por Toniná en una importante batalla del 711.: 270–272  Un patrón generalizado en este siglo es que las esculturas de las capitales mayas empezaron a presentar a los reyes en compañía de los gobernantes de las urbes subordinadas y otros miembros de su corte, lo que se ha interpretado como una debilitación del poder central de los reyes divinos.: 226–227 
La historia de estas grandes urbes terminó de manera repentina. Por un lado, Piedras Negras se alió con La Mar y libró una serie de campañas exitosas contra sus antiguos rivales del Golfo como Pomoná entre el 785 y el 795. No obstante, en el 808 fue derrotada definitivamente por Yaxchilán. Piedras Negras fue saqueada e incendiada, lo que contribuyó a su abrupto abandono. Pero a diferencia de lo que uno pensaría, el triunfo definitivo de Yaxchilán sobre su antigua rival no vino acompañado de su apogeo: la última fecha registrada en esta urbe es del 809. Un siglo más tarde no subsistía ningún asentamiento importante en toda la región, aunque las orillas del río no fueron completamente abandonadas: pequeñas poblaciones dispersas continuaron habitando los bordes del Usumacinta durante los siglos IX y X.: 237  Por su parte, Palenque fue derrotada definitivamente por Toniná en el 805, acontecimiento que puso fin a su dinastía reinante y la ciudad entró en decadencia para ser abandonada hacia el 850.: 241   A diferencia de Yaxchilán, la nobleza de Toniná sí tuvo tiempo para disfrutar la victoria sobre su antiguo rival. La última fecha registrada en el sitio data del 909, la cuenta larga más antigua del área maya.: 276–277 
Se ha discutido mucho sobre las razones que llevaron al abandono de los grandes sitios mayas a finales del Clásico, periodo en el que las zonas más pobladas perdieron hasta el 90% de su población. El estudio de los esqueletos encontrados indica que este fue un periodo de hambrunas. Al parecer, la sobrepoblación fue el mayor de los problemas de las sociedades mayas. En el siglo VIII se calcula que el área maya pudo haber tenido 10 millones o más de habitantes. Es posible que un ambiente sujeto a mucho estrés ecológico hubiese roto su punto de equilibrio con las fuertes sequías que parecen haber azotado el siglo IX. La falta de agua en momentos críticos de la germinación y la polinización afecta severamente el crecimiento del maíz, sumado esto a un ambiente de guerra que ya de por sí alejaba a los campesinos de sus parcelas y creaba descontento social. Todos estos debieron de haber sido importantes factores en el colapso.: 507–512 

### Postclásico (900 d.C. – 1540 d.C.)

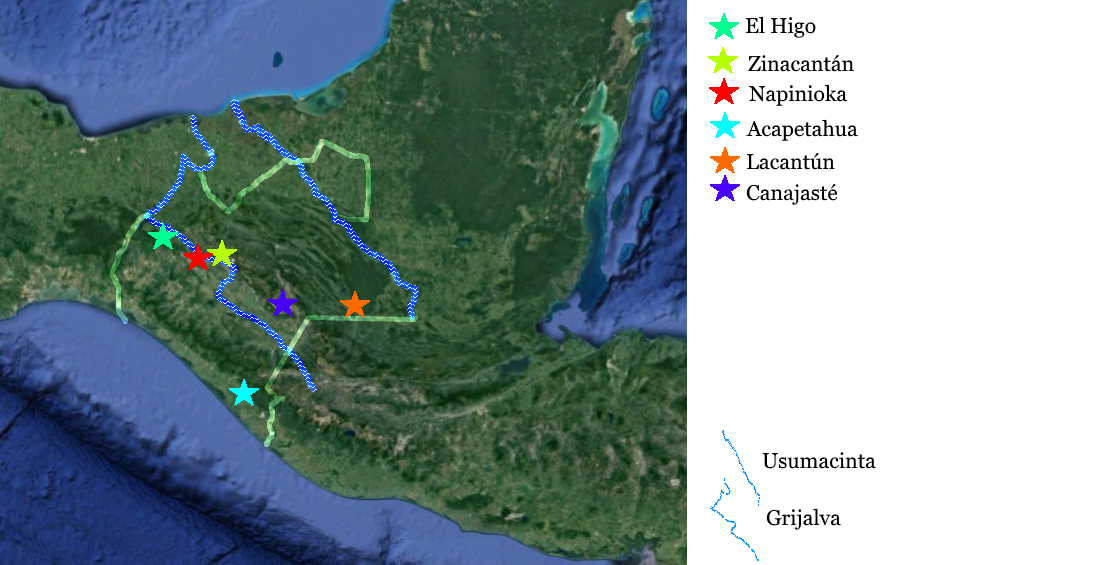
Algunas zonas arqueológicas del Posclásico mencionadas en el artículo.

En el periodo Posclásico se produjo una descentralización del poder en Mesoamérica al debilitarse los antiguos grandes reinos del Clásico. Los militares y comerciantes adquirieron mayor predominio a costa de los sacerdotes.: 177–179 Por eso los sitios del Posclásico suelen tener una arquitectura menos llamativa a primera vista que los del Clásico y esto explica el menor interés popular en ellos.: 178–179 

#### Los chiapanecas
El territorio del actual estado de Chiapas continuo siendo durante el Posclásico un área de frontera cultural y lingüística. Durante el Posclásico esta complejidad se enriqueció con la llegada de un grupo nuevo a la zona hacia el 900 d. C.: los chiapanecas. Su lengua pertenecía a la familia otomangue, emparentada por lo tanto a varias lenguas del Altiplano Central, Oaxaca y el Golfo, pero también de Costa Rica y Nicaragua. La versión más aceptada sugiere que tuvieron su origen en el centro de México y debieron de haber llegado al sur en un movimiento migratorio: unos grupos se quedaron en Chiapas, mientras que otros continuaron su camino hasta Nicaragua.: 89–91 
Los que se quedaron en Chiapas fundaron su principal asentamiento sobre las ruinas abandonadas de la antigua Chiapa de Corzo. Ahí erigieron una gran ciudad con plazas bien construidas y distribuidas de acuerdo a un plan urbano preciso, con más de 4,000 casas y con algunas villas tributaras alrededor. Desde allí, expandieron sus dominios sojuzgando y desplazando a mayas tsotsiles y zoques. Algunos de estos últimos se volvieron tributarios suyos, que debían pagar en especie y trabajando sus tierras de cultivo. Su territorio se expandió sobre los vecinos de Acala, Suchiapa, Chiapilla, Totolapa y La Frailesca. También mantuvieron una fuerte relación comercial con el resto de Mesoamérica, especialmente con las zonas de Tehuantepec, el Soconusco y Guatemala. Establecieron una fuerte rivalidad con el señorío maya vecino de Zinacantán, que a su vez también dominó varios pueblos tributarios.: 15–25 
Una peculiaridad del gobierno chiapaneca fue que el poder de su rey estaba fuertemente cimentado en los sacerdotes. Dos conquistadores españoles describieron que, en un enfrentamiento con ellos, los soldados chiapanecas se congregaron alrededor de una sacerdotisa profusamente ataviada. En Chiapa de Corzo, el templo principal de la capital estuvo dedicado a Matove. El edificio permaneció en la ciudad hasta su destrucción por los frailes dominicos en 1544. Se dice que eran muy diestros en la fabricación de telas de algodón, aunque solo las usaban los sacerdotes y principales.: 21–25 

#### Los mayas chiapanecos del Postclásico
Si bien a finales del Posclásico los chiapanecas llegaron a ser el grupo más preponderante de la región, la mayor parte del territorio estaba poblado por grupos mayas divididos en innumerables señoríos. En el siglo XVI los distintos grupos mayenses estaban divididos de la siguiente manera: las tierras bajas, en donde se habían desarrollado los antiguos reinos del Usumacinta y Palenque estaban pobladas por grupos tseltales y choles; mientras que la región de Los Altos estuvo habitada por los tsotsiles y tseltales; al oriente de los valles centrales, en el alto Grijalva, coexistían hablantes del tseltal, mochó, cabil y tojolabal.: 45  En la actualidad se hablan otras lenguas mayas en Chiapas: lacandón, chuj, kanjobal, jacalteco y mam, pero esto es producto de movimientos de población de los siglos posteriores.: 339 
La historia política de los mayas del Posclásico es mucho menos conocida que la de sus antepasados, en gran parte porque abandonaron la costumbre de grabar textos en piedra. No obstante, no debe creerse por esto que abandonaron la escritura. Más bien ésta se trasladó a otros soportes como los códices, que tienen la ventaja de ser más fáciles de transportar y copiar; pero que resultaron más frágiles ante las inclemencias del tiempo y ante la furia evangelizadora de los frailes católicos.: 226–227 
La actividad constructiva se redujo a la reutilización de edificios anteriores o a la elaboración de pequeñas plataformas. Es posible que por estas fechas los grupos mayas de Chiapas adoptaran el nuevo rito asociado a Serpiente Emplumada, pero en menor intensidad que sus vecinos yucatecos.: 328–336  La densidad de población del área fue de unas 10 personas por km cuadrado, mucho menor a la que llegaron a tener zonas del Clásico como Tikal.: 14  Estos centros surgieron en posiciones defensivas, como islas, penínsulas y cimas de cerros. Por ejemplo, el asentamiento chol en la isla de Lacamtun en las tierras bajas, o Canajasté en el área de Comitán.: 295–316  Pero al igual que en otras regiones de Chiapas, el auge económico no se acompañó de la construcción de grandes edificios.: 45  Ello sugiere la existencia de periódicos enfrentamientos bélicos. Al parecer, la planificación de plazas y construcción de edificios estaba volviendo a recuperar su escala de pasadas épocas al momento de la llegada de los españoles.
Solo durante el gobierno de Moctezuma II, los mexicas lograron extender sus dominios en el Chiapas central, avanzando por la región zoque hasta alcanzar Huixtán (el actual Santiago El Pinar). Se ha afirmado que llegaron a establecer una guarnición en Zinacantán, pero las pruebas de su existencia no son concluyentes. Tal vez, se haya producido, más bien, una alianza militar contra el enemigo común: los chiapanecas.

#### Los zoques del Postclásico
A comienzos del Posclásico la población zoque sufrió un retroceso demográfico similar al de sus vecinos mayas. En el cañón del Río La Venta se abandonaron todos los sitios mayores y solo en dos cuevas del área se han encontrado restos del Posclásico. La población no se recuperó sino hasta la segunda mitad del periodo, aunque aún entonces el único sitio monumental reocupado fue El Higo. Algunos autores sostienen que los zoques regresaron al cañón del El Ocote huyendo de la invasión: 80–83  Los pequeños asentamientos de la región en esta época se asentaron en posiciones defensivas, lo que sugiere enfrentamientos bélicos entre distintos señoríos.
En cuanto a los valles centrales, a finales del Posclásico los zoques estaban divididos en varios señoríos y algunos de ellos fueron tributarios de otros poderes, como Zinacantán, la Triple Alianza o Chiapa de Corzo. Otros, como el señorío de Quechula, permanecieron independientes. Este último estaba asentado en los márgenes del Grijalva y tuvo un papel importante en el control de las rutas comerciales que pasaban del golfo hacia los Altos de Guatemala.: 343 

#### El Soconusco Postclásico
En la primera mitad del Postclásico (900 – 1200) se expandió por toda Mesoamérica la cerámica plomiza conocida en Izapa, hasta lugares tan distantes como Colima, Tula y Chichén Itzá. Esto hace evidente que el Soconusco era un punto nodal en el que confluían distintas rutas comerciales: las del Pacífico norte y sur de Mesoamérica, así como las del Golfo a través de Istmo e incluso las del Altiplano Central.: 23  El crecimiento del comercio a larga distancia se ve reflejado en la mayor importancia de los asentamientos costeros en este periodo, pues su tamaño aumenta considerablemente. Tras el abandono de Tonalá a finales del Clásico el mayor centro del área fue Acapetahua.: 295–316  Pero al igual que en otras regiones de Chiapas, el auge económico no se acompañó de la construcción de grandes  edificios.: 45 
Se sabe poco acerca de la organización política del área durante la mayor parte del Posclásico, pero se cree que la región estuvo fragmentada en varios reinos o señoríos cuyas fronteras y número estaban en constante cambio. Esta situación empezó a cambiar a partir de 1400. En el siglo XV llegaron al área los mayas quichés que intentaron conquistarla, imponiendo entre 1424 y 1475 su control sobre los pueblos de Ayutla, Mazatán y Tapachula.: 3–4  Entre el 1486 y 1502 los mexicas conquistaron la zona, forzando la unidad política e imponiendo una capital de nombre Soconusco. Es muy posible que antes de esta intrusión y la anterior de los quichés haya habido ocho señoríos en la zona, que se convirtieron en los ocho pueblos tributarios mexicas: Mapastepec, Soconusco, Acapetahua, Huixtla, Huehuetán, Mazatán, Coyoacán y Ayutla. Estos pagaban tributo en ámbar, algodón, plumas de pájaro, pieles de ave y jaguar, tacomates, adornos de oro y 480,000 granos de cacao.: 7–9 

## Conquista de Chiapas

### Pedro de Alvarado (1524)

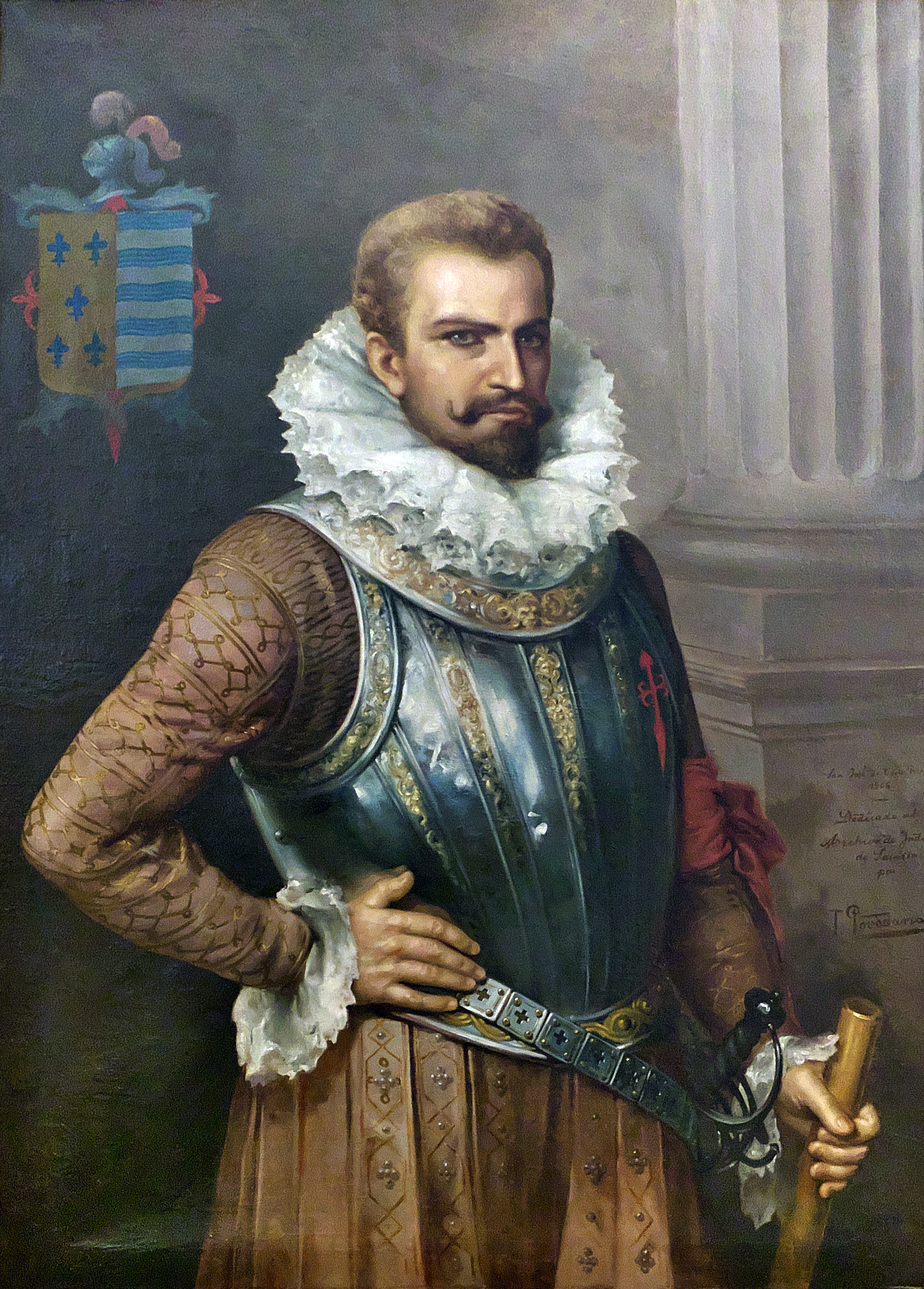
Pedro de Alvarado

La conquista de Chiapas comenzó en 1524. Pedro de Alvarado fue el primer conquistador español en incursionar en el actual territorio de Chiapas. Salió de la Ciudad de México en diciembre de 1523. En enero de 1524, después de someter Tehuantepec en Oaxaca, atravesó todo el Soconusco, una de las provincias tributarias de la Triple Alianza, que entregaba a México-Tenochtitlan cacao, ámbar y plumas de quetzal, entre otros productos. Según fray Antonio de Remesal, Pedro de Alvarado causó muchos estragos y sometió a toda la región por las armas. En cambio, según relata Bernal Díaz del Castillo, Alvarado fue bien recibido “y le dieron presente oro y se dieron por vasallos de su majestad.”: 946  Después de recorrer todo el Soconusco, Pedro de Alvarado se dirigió a Los Altos de Guatemala. En febrero de 1524, tuvo un primer enfrentamiento con los quichés en Xetutul (actualmente Zapotitlán, Guatemala), dando así inicio a la conquista del actual territorio de Guatemala.

### Luis Marín (1524)
La segunda expedición española que incursionó en el actual territorio de Chiapas salió de la villa del Espíritu Santo (actualmente Coatzacoalcos) en la primavera de 1524. Estaba comandada por Luis Marín, uno de los soldados que llegaron con Hernán Cortés en 1519. El grupo estuvo conformado por treinta hombres de a caballo, cien peones y dos tiros de artillería. Además, se incorporaron a la expedición, Alonso de Grado y algunos vecinos de la villa del Espíritu Santo. Esta expedición tenía la misión de pacificar la provincia de Chiapa y fundar en ella una villa española.: 946 
Adelante del grupo iban cuatro exploradores; entre ellos, Bernal Díaz del Castillo. Partieron hacia la región zoque pasando por el poblado de Tepuzuntlán (en lo que hoy es Tabasco). Cuando alcanzaron el pueblo de Quechula, convencieron a algunos indios y al cacique de que los acompañasen para abrir camino.: 946  Durante la Cuaresma de 1524, continuaron el camino, no sin antes intentar cobrar tributo a los pueblos alrededor de Quechula. Al dejar el poblado, llegaron a Estapa (futura parcialidad de Chicoasén). Según relata Díaz del Castillo, sus pobladores lo habían abandonado recientemente. Descansaron allí y encontraron comida para abastecerse. Durante la noche, el grupo fue alertado por dos de los exploradores españoles sobre la presencia de guerreros chiapanecas.: 946  Díaz del Castillo comenta que el aviso les permitió adelantarse y librar batalla toda la tarde hasta que anocheció. El enfrentamiento dejó trece soldados heridos, entre ellos a Luis Marín. Además, murieron dos de los conquistadores y cuatro caballos. Al anochecer, los chiapanecas se retiraron, dejando en el campo de batalla a 15 muertos y a muchos heridos.: 949 

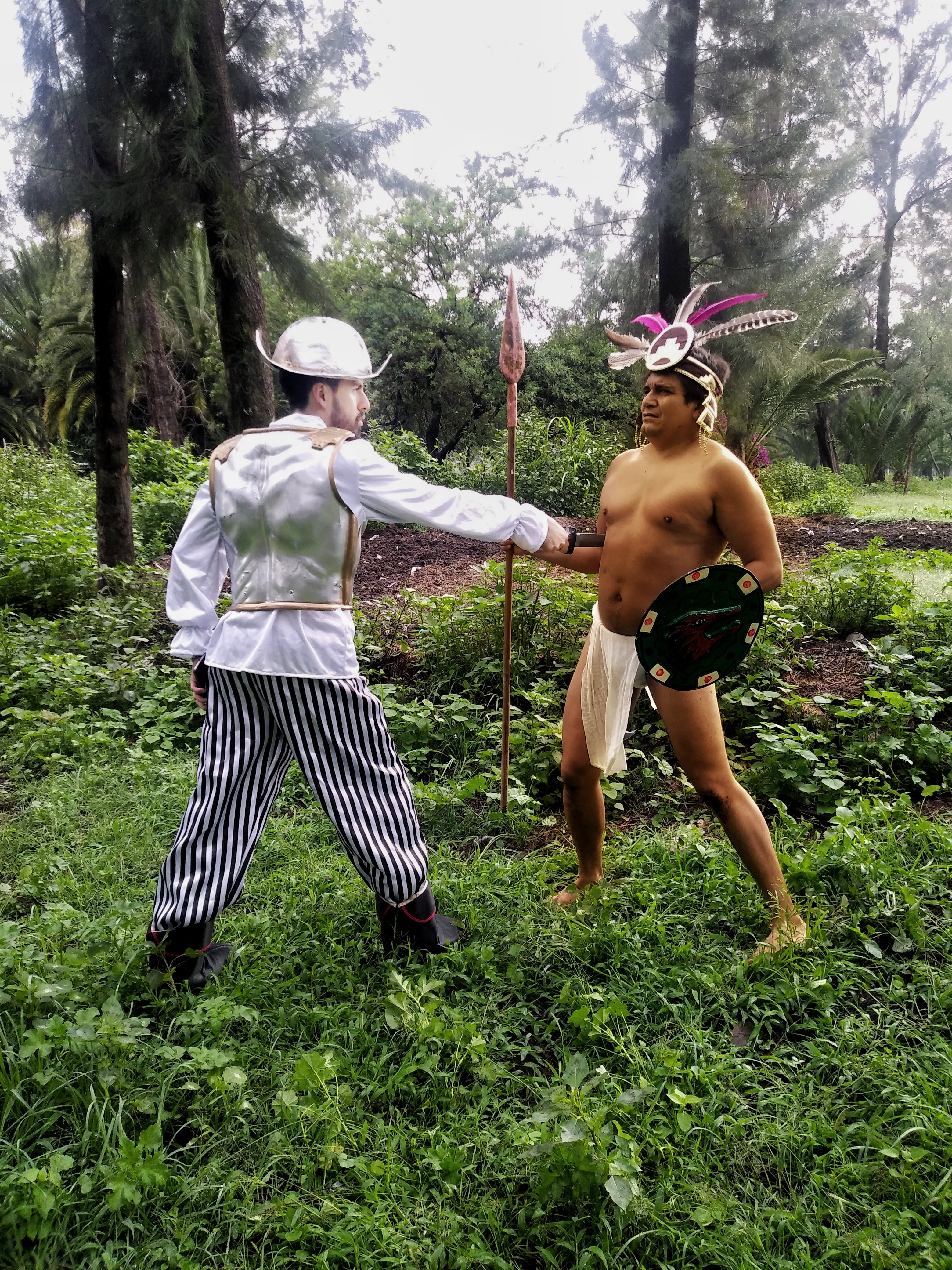
Recreación de una batalla entre un indígena y un conquistador.

Después de la confrontación en Estapa hubo dos enfrentamientos más. En el primero, la inexperiencia de algunos conquistadores les valió ser heridos o muertos. Los chiapanecas se lanzaban en grupos pequeños contra los españoles que se apartaban de los demás y abrazaban a los caballos para tirar al suelo a sus jinetes.: 949  El segundo enfrentamiento se dio en el camino hacia Chiapan. Díaz del Castillo relata que fueron atacados por varios flancos. Por la ferocidad de los embates, un esclavo negro artillero que los acompañaba, en un primer momento, no logró disparar y, cuando pudo hacerlo, apuntó mal e hirió a tres españoles.: 949 
A diferencia de los españoles, el terreno dificultoso y pedregoso le daba ventaja a los chiapanecas. Los exploradores españoles supieron advertirlo y se mantuvieron alerta todo el tiempo. Las fuertes arremetidas asombraron a los conquistadores, sin embargo, los enfrentamientos continuaron todo el día, hasta que, nuevamente, los chiapanecas se replegaron a los montes y escaparon cruzando a nado un río.: 949 
El grupo de Luis Marín prosiguió su avance hasta llegar al río Grande (ahora conocido como Grijalva). En la otra orilla, se encontraba Chiapan (hoy Chiapa de Corzo), que era la ciudad más grande del señorío chiapaneca. Este señorío abarcaba el oeste del valle del río Grande y colindaba con la región zoque y Los Altos. En ese lugar, las tropas de Luis Marín encontraron un aliado inesperado. Durante la noche unos indios zoques de Jaltepec (futura parcialidad de Quechula), cruzaron el río en cinco canoas y ofrecieron ayudar a los españoles a cambio de que los liberasen de los chiapanecas, quienes los tenían esclavizados. Dos indios zoques se quedaron con los españoles, mientras los demás se regresaron a conseguir más canoas. Al amanecer volvieron con veinte canoas y guiaron a los españoles a un vado donde el río no era muy profundo. Cuando al fin pudieron llegar a la otra orilla, los españoles fueron nuevamente atacados por los chiapanecas. Pero unos pueblos de esclavos de los chiapanecas se rebelaron y atacaron a estos por detrás, uniendo sus fuerzas a las de los españoles. Así los conquistadores lograron tomar Chiapan.
Según Díaz del Castillo, entraron por una parte de la ciudad donde las casas y oratorios estaban muy cerca uno del otro. Por tanto, decidieron acampar fuera, en una parte donde los chiapanecas no pudieran hacerles daño. Seguidamente, Luis Marín envió a tres mensajeros, uno de ellos de Jaltepec, y a seis capitanes chiapanecas que habían sido apresados, para exigirles su rendición: “que vengan luego de paz, y se les perdonará lo pasado, y que, si no vienen, que los iremos a buscar y les daremos mayor guerra que la pasada.”: 956  La respuesta de los chiapanecas fue la de capitular. Enviaron un presente de oro y, según Bernal Díaz del Castillo, se disculparon por haberles hecho la guerra. A cambio, Luis Marín ordenó a los auxiliares mexicas que venían con ellos y a los indios zoques de Quechula que no hiciesen nada en contra de los chiapanecas. Después de la capitulación de los chiapanecas, Marín mandó llamar a todos los pueblos de la región para que “vengan de paz a dar obediencia a su majestad.”: 956  Los primeros en acudir fueron Zinacantán, Copanaguastla, Pinola (hoy villa Las Rosas), “Gueguistlán” (el actual Huixtán), Chamula y otros pueblos tsotsiles y zoques, cuyos nombres no recordaba Bernal Díaz del Castillo.: 956 
Las tropas de Luis Marín dejaron Chiapan y guiados por los zinacantecos se dirigieron a Los Altos. El 29 de marzo de 1524, Diego Godoy y Francisco de Medina salieron con un grupo de indios a explorar la provincia de Chamula. Al llegar al primer asentamiento, lo encontraron despoblado. Al seguir avanzando, alcanzaron a ver un grupo de chamulas armados. Diego de Godoy  envió a un indio de Zinacantán a parlamentar con ellos. Su respuesta fue que “no querían venir, ni que fuésemos allá; que qué los queríamos; que no volviésemos; sino, que allí estaban con sus armas apercibidos para recebirnos.”
El causante de la rebelión de los chamulas había sido Francisco de Medina. Según Bernal Díaz del Castillo, Medina, acompañado de ocho indios mexicas, había ido a Chamula a exigir tributo en oro, asegurando falsamente que Luis Marín lo había exigido. Como las joyas que le habían entregado le habían parecido insuficientes, había apresado a su cacique. Los chamulas, viendo su atrevimiento, habían intentado sin éxito matarlo. Después de lo cual se habían alzado en armas, provocando que también Huixtlán se rebelara.: 957 
El 30 de marzo, las tropas de Luis Marín salieron a poner fin a la rebelión de chamulas y huixtecos. Chamula se ubicaba en la cima de un cerro y se hallaba protegido por una albarrada de piedras y una palizada. Después de una encarnizada lucha, los españoles pudieron entrar al poblado, que los chamulas habían abandonado. Antes de retirarse, habían colocado sus lanzas en la albarrada y en las puertas de las casas para que los conquistadores pensasen que seguían defendiéndose. Las tropas españolas acamparon en el valle de Jovel (en donde se ubica ahora San Cristóbal de Las Casas). Ahí Luis Marín, como gesto de paz, ordenó liberar a algunos de los prisioneros que habían hecho. Al siguiente día, los chamulas regresaron por los demás prisioneros y juraron obediencia al rey de España, quedando nuevamente pacificados. Después de ello, las tropas conquistadoras fueron a atacar Huixtán, que seguía rebelde. Tras una nueva batalla, la escena de Chamula volvió a repetirse. Los españoles entraron a la fortaleza de Huixtán, que había sido abandonada por sus habitantes. Lograron hacer algunos prisioneros para obligar a los huixtecos a venir en son de paz, trayéndoles un poco de oro y unas plumas de quetzal.: 962 
Después de estas batallas, los conquistadores consideraron que no existían las condiciones para fundar una villa y decidieron regresar a Espíritu Santo, pasando por Los Cimatanes para castigar a los indios que habían matado a dos españoles.
El 11 de abril salieron de Zinacantán. En el camino cruzaron por Tapilula, Solosuchiapa, Coyumelapa, Ixtapangajoya, Tecomajiaca y Teapa. Pasando los Cimatanes, en Talatupán (tal vez el actual Jalupa, Tabasco) sufrieron un ataque sorpresa con flechas en el que resultaron heridos veinte soldados y muertos dos caballos. Como no lograron que los indios se rindieran, los españoles decidieron regresar a la villa de Espíritu Santo.: 966 
A pesar de que las tropas de Luis Marín no fundaron ninguna villa en el actual territorio de Chiapas, las regiones por las que incursionaron quedaron relativamente pacificadas. En los años siguientes, varios españoles las atravesaron sin mayores contratiempos. Los vecinos de Espíritu Santo iban periodicamente a cobrar tributos a los pueblos zoques con lujo de violencia.: 98-99 y 128-129 

### Diego de Mazariegos y Pedro Portocarrero (1527-1528)

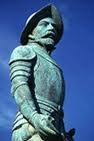
Diego de Mazariegos

Unos años después de la expedición de Luis Marín, dos grupos de conquistadores más incursionaron en Chiapas. El primero, encabezado por Pedro Portocarrero, salió de Santiago de los Caballeros el 22 de noviembre de 1527, por orden del teniente de gobernador de Guatemala Jorge de Alvarado. El segundo dirigido por Diego de Mazariegos, primo hermano del gobernador de la Nueva España Alonso de Estrada, de la Ciudad de México el 27 de noviembre de 1527 con el cargo de teniente de gobernador de “las provincias de Chiapa y los Llanos de ellas”. Ninguno de los dos conquistadores tenía conocimiento de la campaña militar del otro. Las dos incursiones tenían como objetivo pacificar la provincia de Chiapa y fundar una villa.Cada expedición tomó rutas conocidas. La de Portocarrero siguió el camino que pasaba por Huehuetenango, cruzó el río Grande de Chiapa en Aquespala y llegó hasta Copanaguastla, para luego subir a los Llanos de Comitán. Ahí, Portocarrero fundó San Cristóbal de los Llanos a principios de 1528. Gudrun Lenkersdorf sostiene que, a lo largo de esta expedición, no hubo enfrentamientos de importancia: “Los habitantes evitaron los grandes enfrentamientos frontales como resultado de las expediciones sufridas”: 157 La expedición de Mazariegos —quien iba acompañado de 80 españoles, de su hijo menor Luis, de algunos esclavos negros y de un numeroso grupo de indios auxiliares mexicanos— salió de la Ciudad de México y atravesó Oaxaca. Tras vencer a los zapotecas de Tehuantepec en Suchitepec, continuó el camino hasta Jiquipilas, en donde los conquistadores fueron recibidos por unos zinacantecos que se habían desplazado para darles la bienvenida.: 177  En febrero de 1528, Mazariegos y sus hombres arribaron a Chiapan sin encontrar resistencia alguna y, muy cerca de esa población, fundaron la Villa Real. Antes o después de esta fundación (los testimonios no concuerdan en el momento), el teniente de gobernador fue informado de la presencia de otros conquistadores en la región. Algunos eran encomenderos de la villa del Espíritu Santo y otros, del grupo de Portocarrero.: 178  Esto generó preocupación en las tropas de Mazariegos. En el mes de marzo, Mazariegos fue a Huixtán para encontrarse con Portocarrero.: 183 En la reunión ambos conquistadores acordaron que la decisión de quién tenía el derecho de conquistar Chiapa quedaría en manos de Alonso de Estrada.: 184 Después de ese encuentro y antes de que llegara la respuesta de Estrada, Mazariegos decidió trasladar la Villa Real al valle de Jovel (o Hueyzacatlán, por su nombre en náhuatl). Si bien la principal razón que dio fue que la región de Chiapan era demasiado caliente, el objetivo era en realidad “quitarle a la Villa del Espíritu Santo sus encomiendas en las tierras altas y juntarlas con los pueblos controlados por San Cristóbal para formar la provincia de Chiapa.”: 80  Así, el nuevo asentamiento se erigió como una cuña entre San Cristóbal de los Llanos y la villa del Espíritu Santo.: 186 Algunas semanas después llegó la respuesta del gobernador Estrada a favor de Mazariegos y mandando que Portocarrero despoblase la villa que había fundado. El 9 de mayo de 1528, Mazariegos envió al alcalde de Villa Real Pedro de Orozco a encontrarse con Portocarrero en Comitán, y este decidió acatar la orden de Estrada.: 190  Algunos de los conquistadores que habían llegaron con Portocarrero decidieron quedarse con Mazariegos con la esperanza de que este respetaría las encomiendas que habían recibido.

### Las rebeliones contra los conquistadores (1528-1533)
En agosto de 1528 Mazariegos sustituyó a gran parte de los anteriores encomenderos en favor de sus parientes y allegados. Esto generó tensiones entre los nuevos señores y los indios. Los españoles empezaron a exigirles a los naturales alimentos, leña y zacate y que construyeran sus casas. Los pueblos se negaron a obedecer y se alzaron en contra de los españoles.: 81 
Villa Real comenzó a sufrir del desabasto y los conquistadores optaron por reprimir las armas a la mano a los rebeldes. Al verse agredidos, “los indios decidieron abandonar los poblados, se retiraron a los peñoles, escondieron a mujeres y niños en las cuevas y se defendieron con gran valentía.”: 34  Después de someter a unos indios apostados en el peñol de Quezaltepeque, Mazariegos enfermó y se retiró a Copanaguastla. La región seguiría sin pacificarse varios años más.

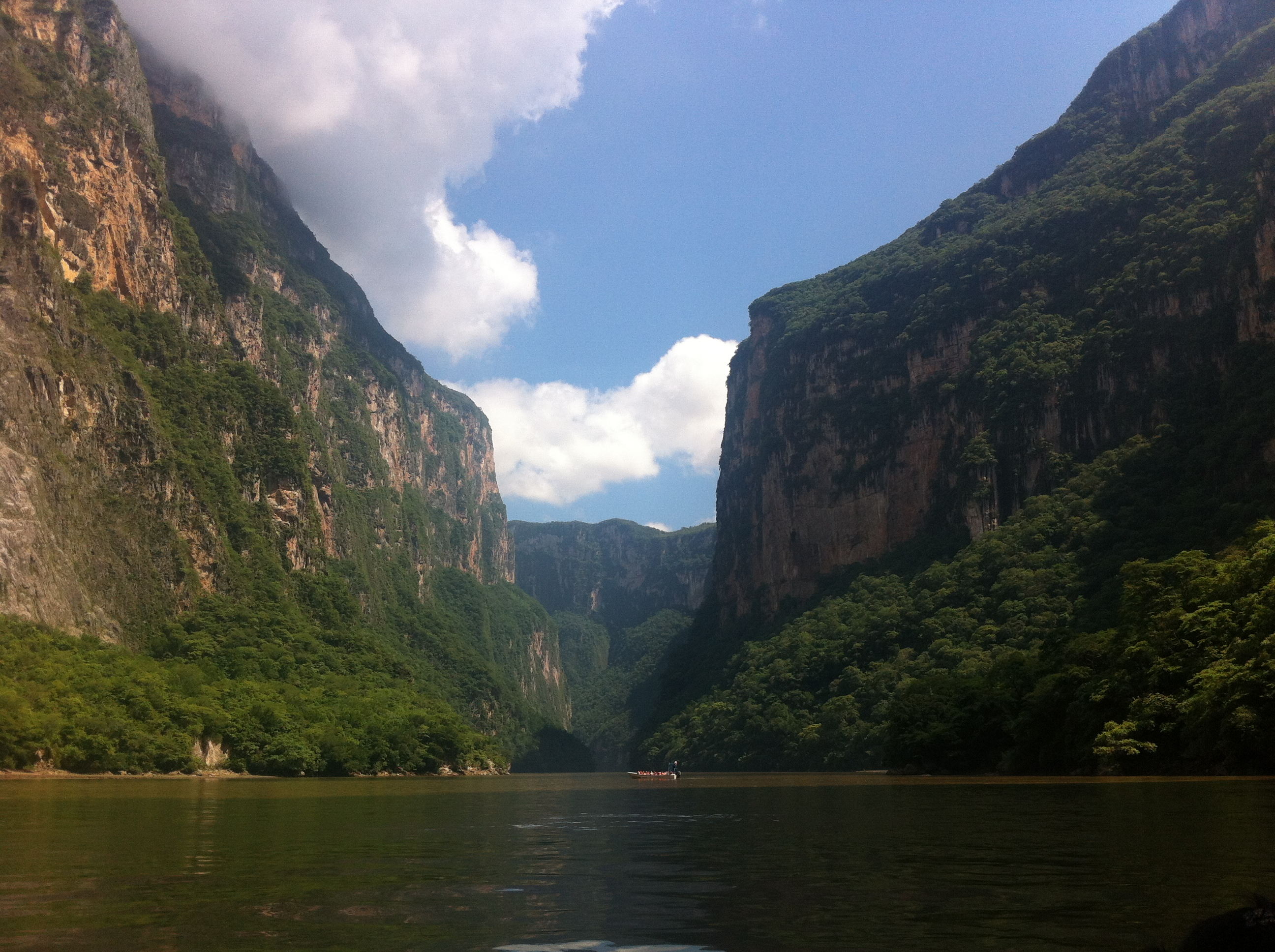
Cañón del Sumidero, Chiapas

Para el año de 1532, muchos pueblos seguían rebelados, entre ellos Chiapan. El nuevo teniente de gobernador de Chiapa, Baltasar Guerra, logró someter a algunos pueblos rebeldes con la ayuda de algunos indios amigos. Los chiapanecas rebeldes en vez de enfrentarse a las tropas españolas optaron por refugiarse en un antiguo centro ceremonial a orillas del Río Grande, pero, presionados por los españoles abandonaron pronto el sitio y se escondieron en unas cuevas en lo alto del Cañón del Sumidero.: 35–36  Ahí se produjo la primera de las batallas del Sumidero.
Al año siguiente, Baltasar Guerra emprendió una campaña para reconquistar la provincia de Los Zoques. Después de pacificar a los pueblos de Ixtacomitán, Comeapa, Solosuchiapa, Nicapa, Ostuacán, Coalpitán (rebautizado como Francisco León en el siglo XX), Zozocolapa y Suchitepeque, regresó a Chiapan, renombrado como Chiapa de los Indios.
Ese mismo año de 1533, Guerra impuso a los chiapanecas dos gobernadores indios. “Estos dos señores recibieron el encargo de controlar la recaudación de los tributos y de fomentar la conversión de sus súbditos a la religión católica.”: 37  El nuevo encomendero y los gobernadores indios obligaron a los chiapanecas a pagar tributos excesivos y a trabajar en los lavaderos de oro cerca de Copanaguastla. A la sazón de las nuevas exigencias, a finales del año de 1533, un grupo de chiapanecas se rebeló y se refugió, al igual que la vez anterior, en el Cañón del Sumidero, en donde libraron batalla hasta que no tuvieron más remedio que rendirse. Algunos de los capturados, entre ellos el líder principal de nombre Sanguieme, fueron ajusticiados en la plaza de Chiapa de los Indios.: 36–38 

### La conquista de la Selva Lacandona
Los españoles solo lograron conquistar la Selva Lacandona a finales del siglo XVII, después de muchos intentos. En 1525, Pedro de Alvarado, para alcanzar a Cortés quien se dirigía Las Hibueras (Honduras), atravesó la provincia del Lacandón. Sin embargo, ante lo intrincado de sus serranías y lo caudaloso de sus ríos, decidió regresar a Guatemala.: 48 

En 1530, un grupo encabezado por Alonso Dávila —capitán del adelantado de Yucatán, Francisco de Montejo— se adentró en la Selva Lacandona buscando un camino que lo llevara a la provincia de Acalan. Sin proponérselo, se encontraron con la laguna e islas de Lacam-Tum
; a unas treinta leguas de Comitán. Después de saquear la isla, los conquistadores abandonaron el área y no regresaron.: 48–55  Cinco años después, en 1535 por órdenes de Pedro de Alvarado, el capitán Francisco Gil Zapata salió de Ciudad Real a pacificar a la provincia de Los Zendales. Se internó en la selva y fundó una villa en el valle de Tequepan-Pochutla (probablemente en el corazón de la selva). Desde ahí se dedicó a atacar los asentamientos cercanos y a hacer esclavos a todos los indios que lograba capturar. Al poco tiempo, el conquistador ordenó despoblar la villa y continuar el camino hasta el río Usumacinta cerca de Tenosique.: 53–58 
Siendo gobernador de Chiapas Francisco de Montejo, se llevó a cabo en 1542 una nueva entrada al norte de Los Zendales, a cargo de Pedro de Solorzano. En esta se logró someter a los pueblos de Tila, Petalcingo y Entena, despejando así el camino hacia la selva.: 58–63 
En un primer momento, los dominicos, llegados a Chiapas con fray Bartolomé de Las Casas, intentaron por medios pacíficos que los indios de la selva reconociesen la autoridad de la Corona española. Sin embargo, los repetidos ataques de pochutlas y lacandones contra varios de los recién fundados pueblos de indios, los llevaron a abandonar esa opción.: 64–76 
En 1559 la Audiencia de Guatemala autorizó una nueva incursión a la selva, conocida como la Guerra del Lacandón a cargo de tropas de la provincia de Chiapa y de Guatemala. El contingente que partió de Ciudad Real estaba comandado por Gonzalo de Ovalle, y contaba entre sus filas con 600 indios de Chiapa y 200 de Zinacantán. Después de varios enfrentamientos, las tropas invasoras, gracias a la capacidad de los indios de Chiapa, consiguieron conquistar el peñol de la isla de Lacam-Tum. Después lanzaron una incursión en el pueblo de Topiltepeque. En ese lugar sufrieron una emboscada que causó varios heridos,a pesar de lo cual tomaron el pueblo, abandonado por sus habitantes, y lo destruyeron.. Las huestes comandadas por Solórzano continuaron su camino hacia Pochutla. Lograron ocupar la isla en la que se encontraba ese pueblo, pero una vez más, los indios se escabulleron por la selva. La llegada de las lluvias y las deserciones de los indios auxiliares convencieron a los mandos militares de dar por terminada la entrada a la selva y regresar a Ciudad Real.: 82–84  Simultáneamente, otras tropas comandadas por el gobernador indio de Chamelco, Juan Matalbatz, incursionaron desde la Verapaz. En esa campaña prácticamente exterminaron a los acalaés e hicieron prisioneros a 150 lacandones.: 85–89 
Ninguna de esta campañas logró reducir a los pueblos rebeldes, menos aun evangelizarlos. Esta empresa solo la consiguió el dominico fray Pedro Lorenzo de la Nada. Este religioso había llegado a Ciudad Real en 1560 y había sido asignado al convento de Santo Domingo. En 1563, decidió evangelizar pacificamente a los pochutlas que habían vuelto a poblar la isla lacustre en la que habitaban. Acompañado solo por unos diez indios amigos, logró llegar a la isla y fue recibido con amabilidad por el cacique Chanaghoal. Solo necesitó tres días para convencer al cacique y a su pueblo de irse a vivir a algún pueblo bajo el control de los frailes. En 1564, el cacique y su gente se asentaron en Ocosingo.: 89 
A pesar de los éxitos de la política de conquista pacífica de fray Pedro Lorenzo de la Nada, quedaban todavía indios indómnitos en la selva. En 1586 Juan de Morales organizó una campaña militar contra los lacandones. La tropa salió desde Ciudad Real el 17 de febrero y llegó hasta la laguna de Lacam-Tum el 2 de marzo. Si bien logró ocupar el poblado, los lacandones se escabulleron en la selva: 98–99  y se dirigieron al río Lacantún, en donde fundaron Sac-Bahlán.: 338 
En ese nuevo asentamiento los lacandones mantuvieron su libertad durante un siglo hasta que fueron descubiertos por el franciscano Antonio Margil de Jesús en 1694. El religioso no logró evangelizarlos pacíficamente. Solicitó entonces al presidente de la Audiencia apoyo militar para someterlos. Se organizaron tres incursiones simultáneas: desde la provincia de Chiapa, desde Huehuetenango y desde La Verapaz. “Sac-Bahlán fue conquistado el Viernes de Dolores de 1695 por las tropas venidas de Huehuetenango. Dos semanas después, fue ocupado también por el ejército de Chiapa, encabezado por el presidente de la Audiencia de Guatemala y por fray Antonio Margil.": 338 
El pueblo fue rebautizado con el nombre de Nuestra Señora de los Dolores y se estableció ahí una misión religiosa y una guarnición militar. Ya convertidos, los lacandones fueron diezmados por las epidemias. En 1714 se retiró el presidio militar, y los sobrevivientes terminaron sus días en el pueblo guatemalteco de Santa Catarina Retalhuleu.: 338 

### La conquista espiritual y evangelización
La conquista espiritual o evangelización consolidó la presencia española en el Nuevo Mundo. En Chiapas, fue llevada a cabo principalmente por los frailes de las órdenes de Santo Domingo y San Francisco.

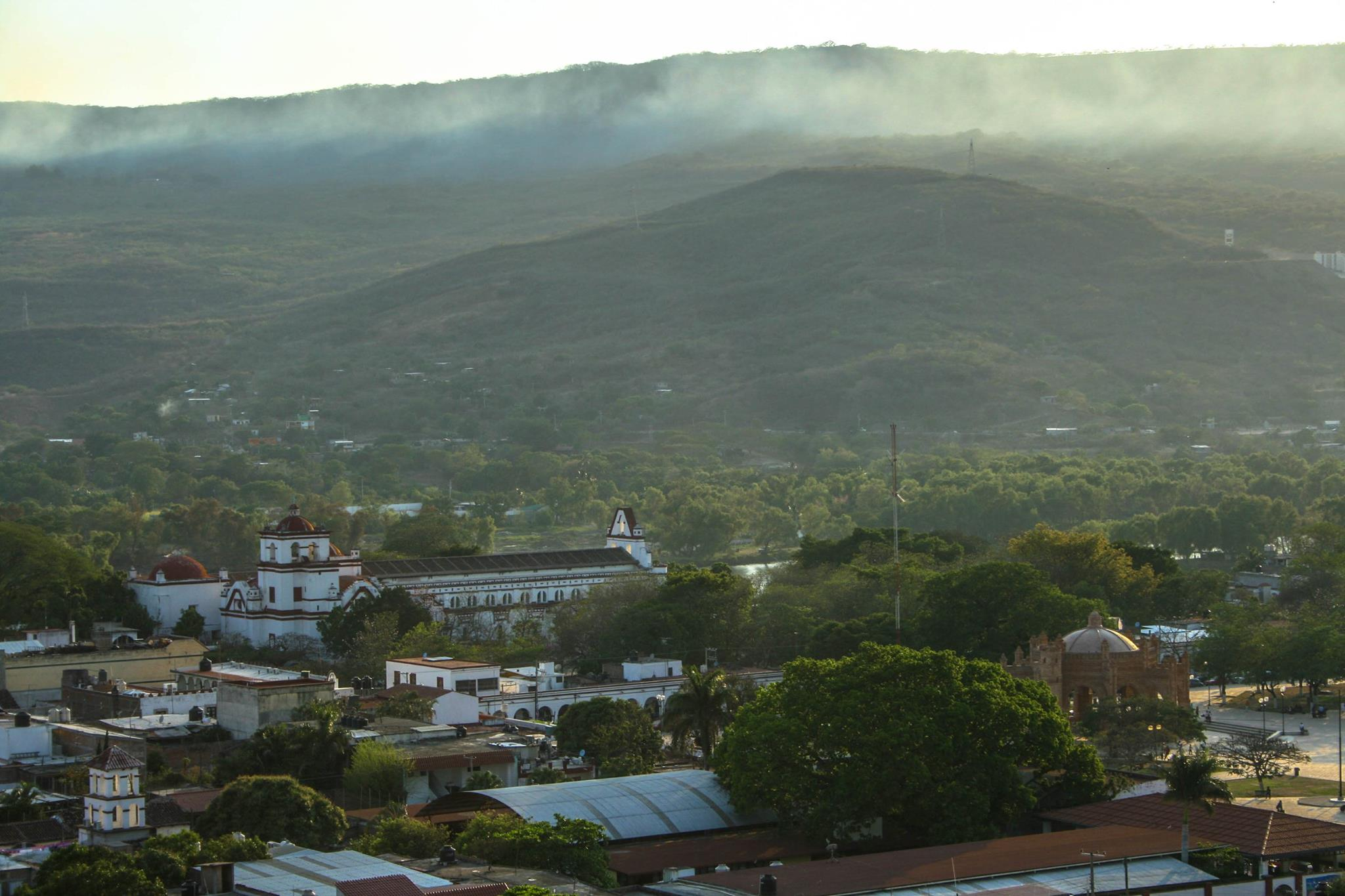
Vista de la ciudad de Chiapa de Corzo desde el cerro de San Sebastián

La evangelización comenzó en Chiapas con la llegada a Ciudad Real de fray Bartolomé y de religiosos de la orden de Santo Domingo en 1545. Aunque fray Bartolomé de Las Casas permaneció poco tiempo en Chiapa debido a los enfrentamientos que tuvo con los encomenderos por la aplicación de las Leyes Nuevas, sus acompañantes los dominicos emprendieron rápidamente la evangelización de los indios. Su primera decisión consistió en establecerse en los principales poblados indios: Chiapa, Zinacantán y Copanaguastla; y posteriormente en Tecpatán. Esto les permitió dominar rápidamente las lenguas de mayor difusión: chiapaneca, tsotsil, tseltal y zoque.
Entre 1549 y 1575, los dominicos procedieron a congregar a los habitantes de la provincia de Chiapa en los llamados “pueblos de indios”. Cada pueblo recibió un nombre, un santo patrón, tierras, una caja de comunidad y un cabildo para su autogobierno. A diferencia de la Nueva España, estos pueblos de indios no respetaron la organización político-territorial prehispánica. Por ello, los pueblos de indios se reducían a la cabecera y no tenían pueblos sujetos, con la única excepción de Zinacantán.
En 1575 llegaron a Ciudad Real los primeros frailes franciscanos a solicitud de los encomenderos que querían limitar el poder de los dominicos, quienes se esforzaban por disminuir las cargas que pesaban sobre los indios. Los franciscanos fundaron un convento en Ciudad Real y tuvieron bajo su administración a los barrios de San Antonio y de San Diego y al cercano pueblo de San Felipe.: 147–207   También recibieron los pueblos del valle de Huitiupán en donde fundaron la Guardianía de Huitiupán, cuya cabecera se encontraba en Asunción Huitiupán.Si bien los curas seculares tuvieron desde un inicio la administración de la gobernación del Soconusco, el primer pueblo que recibieron en la provincia de Chiapa fue el de Palenque. Este pueblo había sido fundado por fray Pedro Lorenzo de la Nada para congregar a los indios choles que había logrado convencer de que salieran de la Selva Lacandona. Pero a la muerte del fraile, los dominicos no quisieron hacerse cargo del pueblo y lo dejaron bajo el control de los curas seculares. En 1584, los seculares recibieron de manos del obispo fray Pedro de Feria los pueblos del valle de Jiquipilas y, en 1595, los pueblos cercanos a Palenque: de Tila, Tumbalá y Petalcingo.
Para poder llevar a cabo la evangelización, los religiosos empezaron por convertir a los caciques para que luego los indios del común siguieran el ejemplo de sus dirigentes. En un inicio, para comunicarse con los indios, comenzaron usando intérpretes o incluso recurrieron a la mímica. Pero, rápidamente, se esforzaron por aprender las lenguas locales. Para facilitar esta tarea a sus sucesores en las doctrinas, escribieron diccionarios y confesionarios bilingües, gramáticas y sermonarios.

## Chiapas bajo el dominio español (siglosXVIaXIX)

### Gobierno y estructura administrativa
En el caso del territorio chiapaneco y sus habitantes, el proceso de incorporación a la Monarquía Hispánica cobró fuerza a mediados del siglo XVI. Este proceso estuvo marcado por dos acontecimientos. La creación de la Audiencia de los Confines (en 1543) que a partir de entonces funcionó como el tribunal de justicia más importante para toda la región de la actual Centroamérica y la organizaron del obispado por parte de los frailes dominicos en 1545, siendo fray Bartolomé de las Casas su primer obispo. 

#### La administración civil
Diferentes instancias conformaron la estructura del gobierno civil, siendo su máxima autoridad el rey español y en seguida, para la particular administración de los reinos americanos, el Consejo de Indias.  

##### La Audiencia de los Confines y la Capitanía General de Guatemala

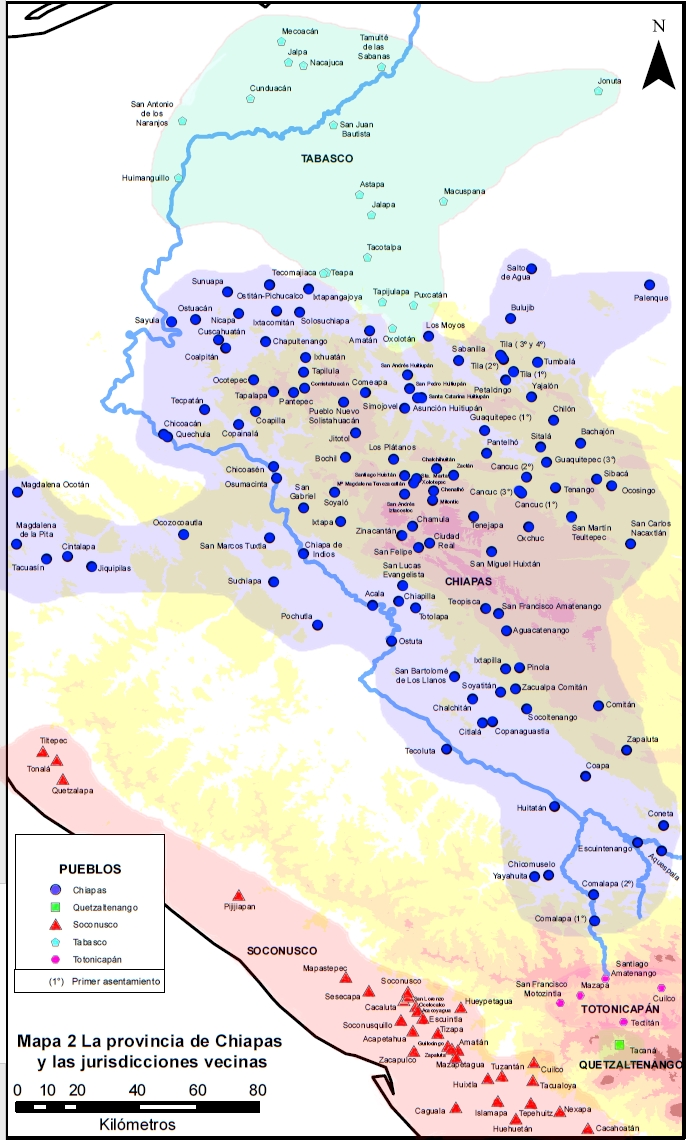
La provincia de Chiapas y las jurisdicciones vecinales. Basado en mapa del Arte de contar tributarios, p. 16-17

A partir de 1543 la máxima autoridad en la provincia de Chiapa fue la Audiencia de los Confines, cuyas primeras sedes fueron Comayagua y luego Gracias a Dios en 1544, ambas ciudades de Honduras. El Soconusco, en cambio, siguió dependiendo de la Audiencia de México hasta 1556, año en que pasó a formar parte de la Audiencia de los Confines, cuya sede se había trasladado a Santiago de los Caballeros de Guatemala, en 1549. En 1564, la Audiencia de los Confines fue disuelta, y Chiapa regresó a formar parte de la Audiencia de México. Con la restauración de la Audiencia en la ciudad de Guatemala en 1570, la provincia de Chiapa y el Soconusco volvieron a depender de ésta. 
A pesar de pertenecer a una misma jurisdicción, la provincia de Chiapa y Soconusco tuvieron organizaciones político-administrativas distintas. Cada una de estas estuvo dividida informalmente en distintos partidos.

###### La alcaldía mayor de Chiapa
Entre 1520-1530 Chiapa formó parte del gobierno de la Nueva España. El entonces gobernador de la Ciudad de México, Alonso de Estrada, nombró a Diego de Mazariegos teniente para que administrara la zona, cargo que mantuvo de 1527 a 1529. Dicho teniente fue reemplazado por Juan Enríquez de Guzmán, alcalde mayor teniente de capitán general de Chiapa, que fue nombrado por su pariente, Nuño de Guzmán, entonces presidente de la Audiencia de México. El gobierno de Enríquez duró poco, ya que Pedro de Alvarado logró que el rey le nombrara gobernador de Guatemala, incluyendo a Chiapa bajo su jurisdicción. A su regreso de España (1530), Alvarado nombró a un teniente de gobernador para la administración de esta región. El cabildo de Ciudad Real (ver adelante), después de quejarse directamente con el monarca, logró que este prohibiera en 1535 la designación de tenientes por parte de los gobernadores. Con esta orden la administración de la provincia recayó por unos años en el gobierno municipal. Sin embargo, en 1539, un acuerdo entre Pedro de Alvarado y Francisco de Montejo permitió a este último ser nombrado gobernador de Chiapa a cambio de ceder al primero la provincia de Honduras

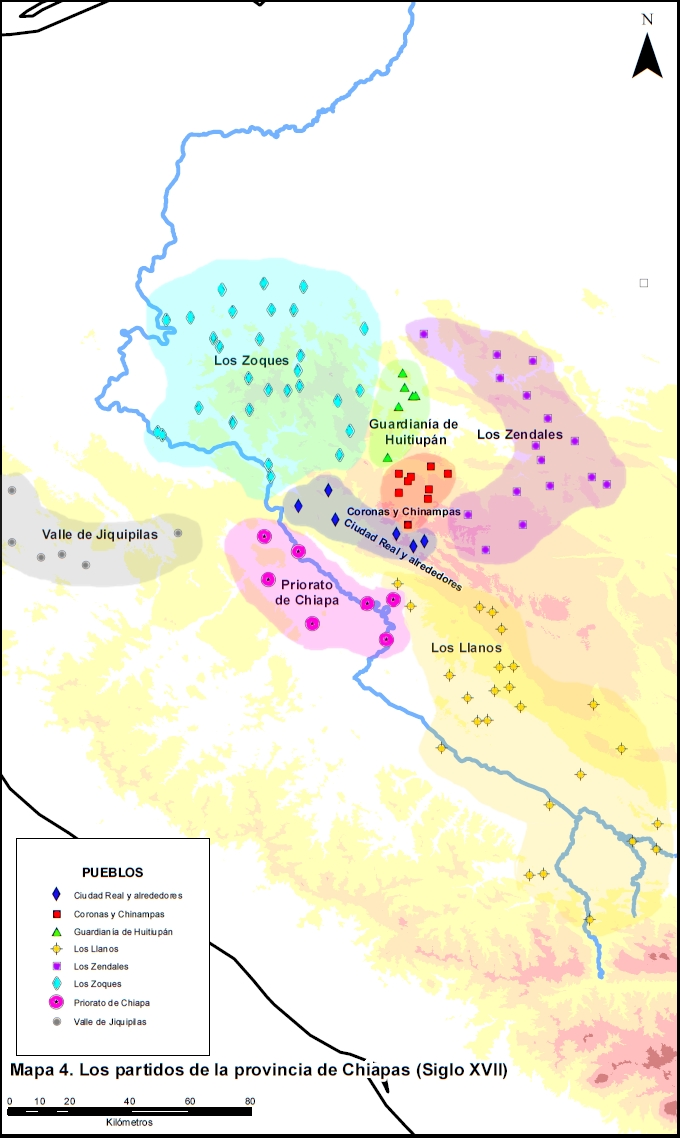
Los partidos de la provincia de Chiapas. Basado en mapa del Arte de contar tributarios, p. 70.

En los años siguientes, en los que el asiento del juzgado superior (la audiencia) estaba por definirse, surgió una discusión sobre la mejor forma en que la provincia de Chiapa sería administrada. Para 1577 se determinó que sería gestionada por alcaldes mayores (ya no habría un gobernador), subordinados a la autoridad de Guatemala. Por un breve periodo la facultad de nombrar al alcalde mayor recayó en el presidente de la Audiencia guatemalteca. No obstante, a finales de esta década del siglo XVI, comenzaron a nombrarse delegados reales para ocupar este cargo (el primero fue Juan de Mesa Altamirano), los cuales eran electos por el Consejo de Indias a intervalos de cuatro años. Pese a ser nombrados por el Consejo debían seguir actuando como subordinados de la Audiencia y del capitán general de Guatemala. Esta situación provocó serios conflictos en el gobierno local, en la medida en que la actuación de alcaldes mayores –nombrados por el Consejo– no siempre fue del agrado de las autoridades que presidieron el tribunal (y viceversa). La inconformidad también la expresaron los frailes dominicos, pues entraron en serias disputas legales con los alcaldes, las cuales debieron resolverse en el juzgado de Santiago de Guatemala.
Chiapa estuvo dividida informalmente en distintas subregiones, normalmente referidas como partidos. El primero de ellos correspondió al partido de Ciudad Real (actualmente San Cristóbal de las Casas) y sus alrededores. Al Norte de ésta se encontraba el partido de Coronas y Chinampas en las cimas montañosas. Al Noreste de Ciudad Real el partido de Los Zendales se extendió hasta Palenque. El partido de Los Zoques se ubicaba al noroeste y sus límites llegaban hasta la jurisdicción de Tabasco. Dos subregiones hacían referencia a la administración religiosa que prevaleció en esos espacios, a saber: la Guardianía de Huitiupán (al Norte de Coronas y Chinampas) y el Priorato de Chiapa (al suroeste de Ciudad Real). Al Sureste de Ciudad Real, el partido de Los Llanos se extendió hacia Guatemala. Por último, el partido del Valle de Jiquipilas se encontraba en el extremo poniente y colindaba con la provincia de Tehuantepec.

###### La gobernación de Soconusco
Tras la Conquista, Hernán Cortés se adjudicó el control de esta provincia y, muy particularmente, de su producción cacaotera. Sin embargo, a diferencia de Chiapa, desde muy temprano (entre 1527-1529) la región del Soconusco pasó a tributar directamente a la Corona. Sus autoridades (en principio un corregidor) pasaron a ser electas por la Audiencia de México y su nombramiento recayó en el virrey de Nueva España. Después, en 1551 el cargo de corregidor fue sustituido por el de alcalde mayor, y en 1556 la región quedó incorporada a la jurisdicción de la Audiencia de los Confines. Cinco años más tarde su principal autoridad pasó a ser un gobernador, el cual era designado por el rey de España. Durante el lustro en que la Audiencia de Panamá estuvo en funciones, las apelaciones en Soconusco se redirigieron al juzgado de México, pero con el establecimiento definitivo del tribunal guatemalteco en la ciudad de Santiago de los Caballeros, la administración militar y fiscal volvió a recaer en manos del presidente de la Audiencia de Guatemala. Ahora bien, los constantes cambios de adscripción jurisdiccional, la lejanía respecto al tribunal y particularmente que la provincia fuera (en principio) un territorio directamente manejado por la Corona, hicieron que, como en Chiapa, las diferencias entre las autoridades resultaran en una administración llena de conflictos, siendo los más importantes aquellos entre obispos y los gobernadores de la región. En Soconusco, sin embargo, los gobernadores lograron concentrar mayores capacidades administrativas que sus homólogos (los alcaldes mayores) en Chiapa.
La división territorial en Soconusco fue menos fragmentada que aquella en Chiapa. Las subregiones del territorio se limitaron a dos: el partido del Soconusco y el conocido como el Despoblado, ambas entre los litorales del Pacífico y la Sierra Madre. El primero correspondía a la zona previamente controlada por la Triple Alianza. El segundo debe su nombre precisamente a su baja densidad demográfica, al menos durante los siglos XVI y XVII.

##### Gobierno local: cabildos y pueblos
Dentro de los distintos niveles de gobierno civil, aquel de menor escala correspondía a los cabildos locales. Estos cuerpos se fundaban en las principales villas y ciudades de cada provincia, sus miembros también tuvieron labores de gobierno, hacienda y justicia. En el caso de la provincia de Chiapa, las primeras villas españolas de San Cristóbal de los Llanos y Villa Real llegaron a tener su propio cabildo. Unos meses después, ambas se reunieron en el asentamiento de la segunda en 1528. Cuando la Villa Real obtuvo la categoría de ciudad en 1536, el cabildo de esta, ahora denominada Ciudad Real, acrecentó su importancia. Rápidamente los encomenderos usaron este cuerpo político para defender sus intereses, pero en pocos años encontraron oposición, primero por parte del gobernador Montejo, luego de los frailes dominicos y, más adelante, de los alcaldes mayores, que eran representantes directos de los intereses monárquicos. El caso de Soconusco resalta por la ausencia de un cabildo español, pues fue hasta 1813 cuando Tapachula y Tonalá alcanzaron el estatuto de villa. Previo al siglo XIX, el asiento del gobierno en la región cambió de lugar varias veces, primero estuvo en Cacaluta y luego pasó a Huehuetlan en la cuarta década del XVI. A finales del XVII el gobernador vivía en Escuintla, y solo a partir de 1794 la capital del territorio estableció su asentamiento en Tapachula.
Después de que los dominicos congregaran a los naturales en pueblos de indios, se dotó a éstos de un autogobierno: los cabildos o repúblicas de indios, que cada año elegía a sus autoridades, por lo general dos alcaldes ordinarios, cuatro regidores y distintos cargos menores. La política de congregación de indios fue implementada con mayor firmeza en Chiapa. En cambio, en el Soconusco, en donde el cultivo de cacao requería de una atención y cuidado casi permanente (por el riego o para eliminar depredarores), se permitió que muchos indios siguieran viviendo dispersos cerca de sus cacaotales. No obstante, aquí también se crearon pueblos de indios con sus respectivos cabildos.

##### Cambios en la segunda mitad delsigloXVIII
La organización política del territorio no sufrió cambios importantes hasta la segunda mitad del siglo XVIII. En un primer momento, la provincia de Chiapa fue dividida en dos alcaldías mayores en 1769, siendo la residencia de sus respectivos alcaldes los asentamientos de Tuxtla y Ciudad Real, ambas autoridades subordinadas al capitán general de Guatemala. El siguiente cambio se produjo en 1786 con la creación de la Intendencia de Chiapa, la cual agrupó a las dos alcaldías referidas y a la gobernación de Soconusco. A su vez, esta intendencia primero se subdividió en tres partidos (uno por alcaldía y gobernación). No obstante, a principios del siglo XIX, el número de partidos aumentó hasta un total de 12. Estos cambios buscaban mejorar el control del territorio y su población, particularmente en cuanto a la organización y recaudación del tributo pagado por los indios.
|  |  |  |
|  |  |  |

#### La administración religiosa
La Iglesia tuvo un papel fundamental en la construcción de la sociedad colonial en América. La cristianización de los indios constituía en efecto una condición indispensable a la integración de los territorios americanos dentro de la Monarquía hispánica.  Para sostener este proceso de conversión religiosa de los indios, pero también para darles la posibilidad de vivir como buenos cristianos, se procedió a la creación de distintas unidades administrativo-religiosas. A la largo del tiempo, se fue dibujando una geografía religiosa del territorio, reflejo de los proyectos de los diferentes actores de la Iglesia que participaron en la administración espiritual de los indios de la región. Estos actores eran las órdenes religiosas (principalmente dominicos y franciscanos) y el clero secular.: 148 

##### El obispado (o diócesis) de Chiapa y Soconusco

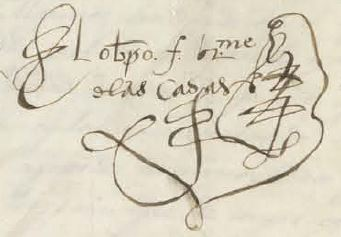
Firma de fray Bartolomé de las Casas

El obispado de Chiapas y Soconusco fue creado en el año 1539. Sin embargo, fue solamente seis años después que fray Bartolomé de las Casas llegó a la sede episcopal del obispado de Chiapas y Soconusco, para fungir como primer obispo de la diócesis. La jurisdicción episcopal, negociada en Madrid por el obispo dominico antes de su llegada a Chiapas,  cubría un extenso territorio, conformado por la alcaldía mayor de Chiapa, el Soconusco, Tabasco, Verapaz y Yucatán.
La diócesis conoció sin embargo reajustes de sus límites territoriales durante cincuenta años, hasta adquirir su forma definitiva en el año 1592.  Durante el resto de la época colonial, el obispado abarcó los territorios de la provincia de Chiapa y de la gobernación de Soconusco.
El obispado de Chiapa y Soconusco fue sufragáneo del arzobispado de México durante dos cientos años, hasta 1745, fecha de la elevación del diócesis de Guatemala al rango de arzobispado, al cual fue adscrito desde entonces.: 150–152 

##### Prioratos, guardianías y beneficios

###### Los prioratos y las vicarías dominicas
Debido a la importancia de la orden dominica en la conquista espiritual de la región, los frailes predicadores quedaron a cargo, durante casi toda la época colonial, de la administración religiosa de una gran parte del territorio, que dividieron en distintos prioratos y vicarías. 
A cada priorato (o vicaría), le correspondían uno o varios pueblos, sobre los cuales el prior o el vicario ejercían su autoridad, y un convento principal, en donde este residía. Las vicarías consistían en un nivel administrativo y de autonomía inferior comparado al priorato y estaban destinadas generalmente a transformarse con el tiempo en prioratos.
Los distintos prioratos o vicarías de la región fueron los siguientes: 

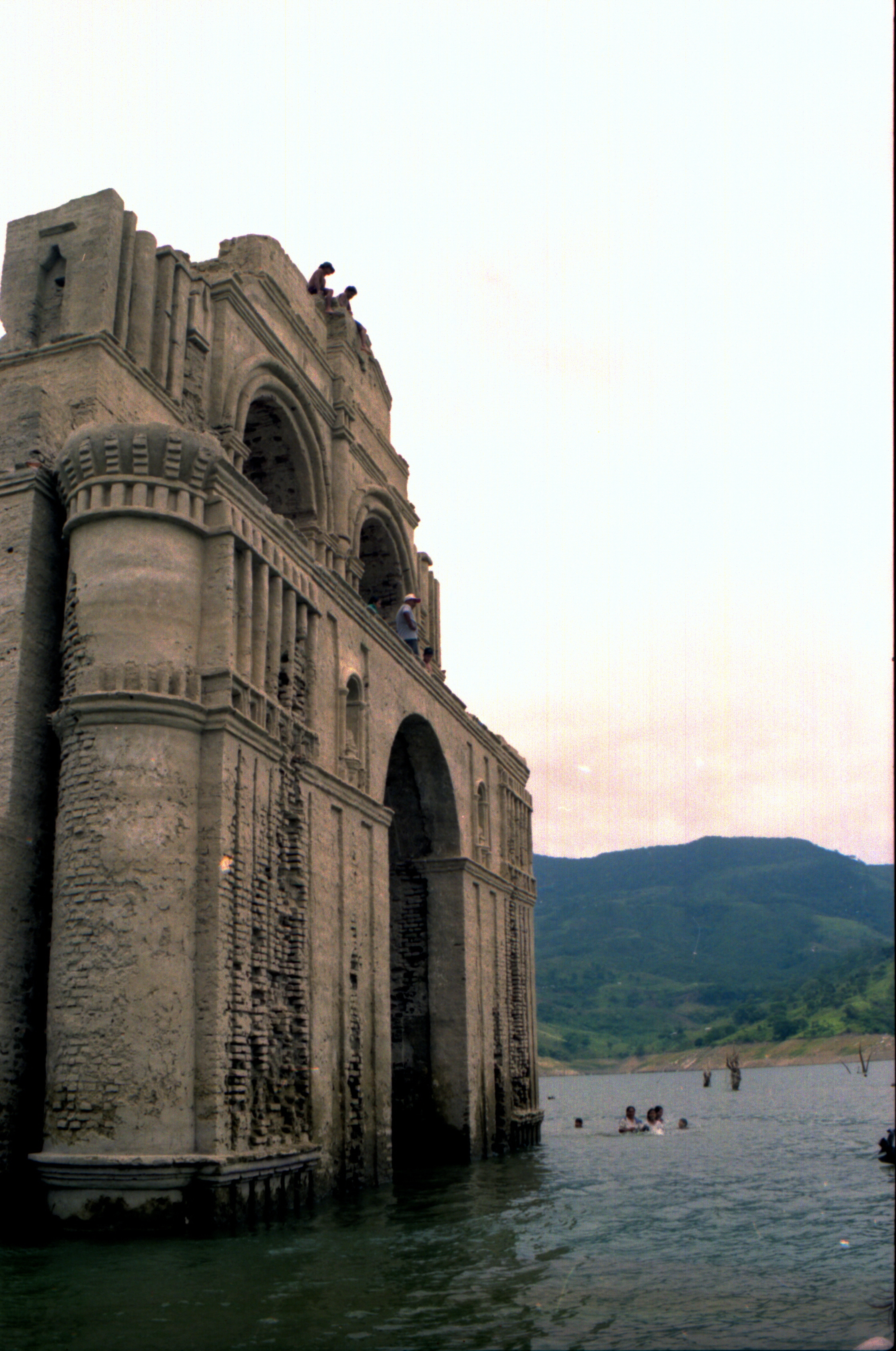
Convento de Quechula (fachada)

- El priorato de Ciudad Real, fundado en 1546 en Zinacantán y trasladado a Ciudad Real en 1547
- El priorato de Copanaguastla, fundado en 1557, trasladado a Socoltenango en 1629
- El priorato de Tecpatán, fundado en 1564 en la provincia de Los Zoques
- El priorato de Chiapa de Indios, fundado en 1576
- El priorato de Comitán, fundado en 1576
- La vicaría de Chapultenango, fundada a finales del siglo XVII
- La vicaría de Ocosingo
- La vicaría de Tapijulapa, fundada en 1679 (situada en Tabasco pero que administraba algunos pueblos del obispado de Chiapa y Soconusco)

Los prioratos o vicarías dominicos del territorio chiapaneco dependían de la provincia de San Vicente de Chiapa y Guatemala de la orden de los predicadores, provincia creada en el año 1551.
Varios elementos entraban en juego en la conformación de cada priorato: se buscaba limitar el número de lenguas mesoamericanas que se hablaban en cada uno para facilitar la evangelización de los indios, sin descartar otros factores más pragmático como, por ejemplo, la calidad de las tierras, la cercanía con una sede de poder o con puntos estratégicos para el comercio.: 156, 161 
Esta organización territorial de los prioratos dominicos cambió en el año 1705 por una bula papal, que ordenaba la supresión de los conventos con menos de ocho religiosos. Desaparecieron entonces los conventos de Socoltenango, Ocosingo, Chapultenango-Tacotalpa, que fueron agregados respectivamente a los conventos de Comitán, de Ciudad Real y Tecpatán. : 157  Esta reconfiguración espacial conllevó consecuencias importantes en la administración espiritual de la región al alejar los doctrineros de la autoridad de sus superiores, los priores.

###### Las guardianías franciscanas

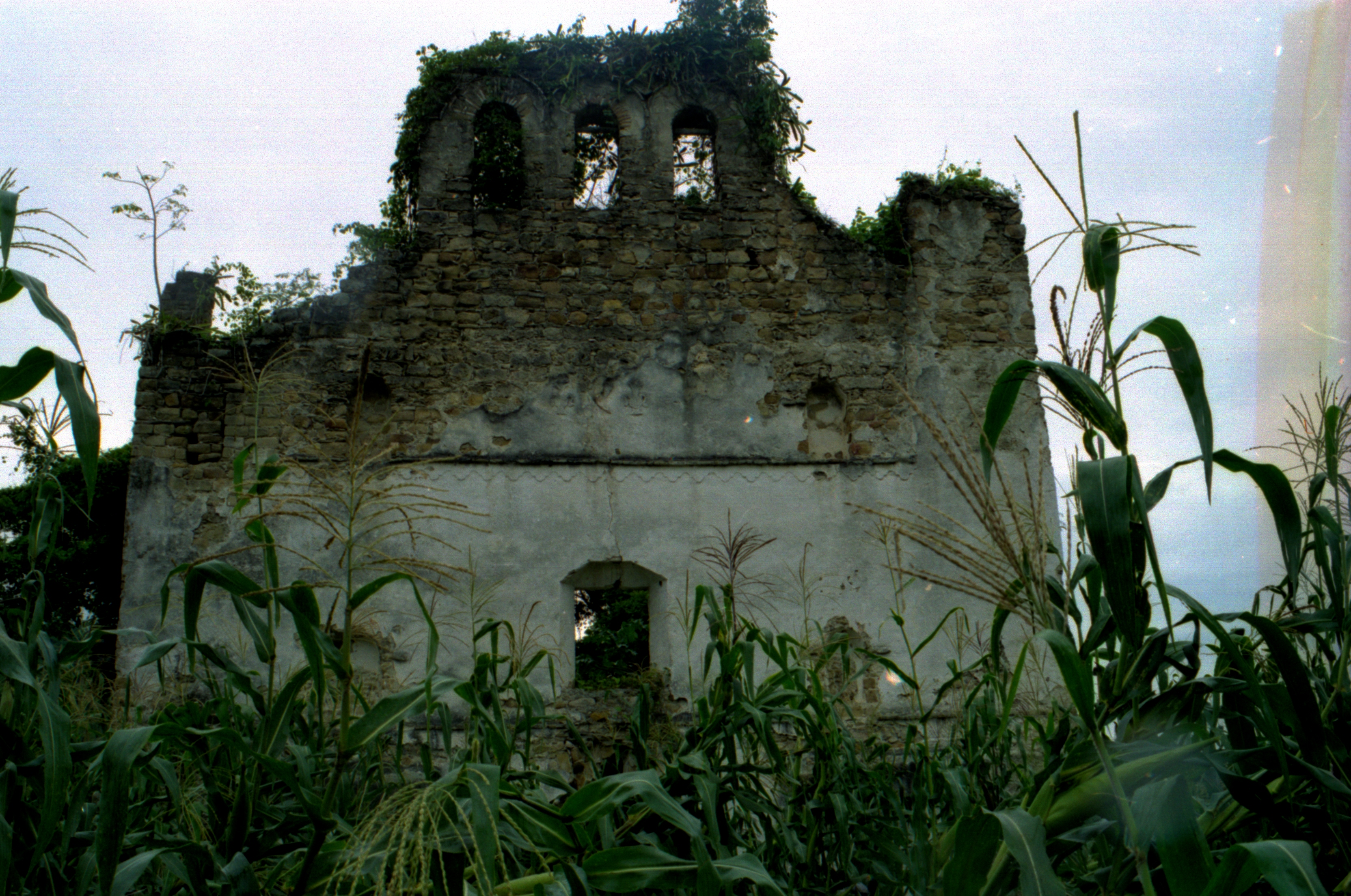
Convento de San Pedro de Huitiupán

Los franciscanos jugaron un papel menor en la administración espiritual de la región de Chiapas.  Disponían de dos guardianías (equivalente de los prioratos dominicos):
- El convento de San Antonio en Ciudad Real en donde la orden franciscana estaba a cargo de dos barrios de indios de la ciudad (San Diego y San Antonio) y el pueblo de San Felipe, colindante a Ciudad Real.
- La Guardianía de Huitiupan

Los franciscanos de Chiapas dependían de la provincia del Santísimo Nombre de Jesús de Guatemala, que abarcaba el territorio que se extiende desde de Chiapas hasta Nicaragua.: 149 

###### Los beneficios seculares
El clero secular disponía al principio de pocos beneficios seculares en la región. Estaban a cargo del cuidado espiritual del Soconusco, de Palenque y tres pueblos cercanos (dos pueblos de habla chol –Tila y Túmbala- y un pueblo tseltal –Petalcingo), así como de los pueblos del valle de Jiquipilas. Estos beneficios fueron en su mayoría cedidos por los frailes dominicos por estar ubicados en zonas pocas pobladas o en los confines de la alcaldía mayor.

##### Doctrinas y curatos
El territorio de la diócesis estaba también dividido en una serie de parroquias, llamadas doctrinas, si estas se encontraban a cargo de las órdenes regulares, o curatos, si pertenecían al clero secular.
La situación que prevalecía en los reinos americanos en la que los frailes administraban parroquias en lugar del clero secular fue considerada con el tiempo como una anomalía por la Corona española, por lo que se ordenó que las doctrinas se volvieran curatos y que la labor de los frailes se limitara a la evangelización y a la vida conventual. Este proceso se conoce como la secularización de las doctrinas.
Sin embargo, si bien varios obispos intentaron actuar en acuerdo con esta política en la diócesis de Chiapas y Soconusco,  distintos factores frenaron estos impulsos reformadores.: 170  Primero, el clero secular no podía cubrir todas las necesidades pastorales del territorio. Por otra parte, el hecho que la mayoría de los clérigos no hablaba ninguna lengua mesoamericana consistía en un argumento de mucho peso para los frailes mendicantes, que desde la evangelización habían apostado en dar su doctrina en las lenguas locales para facilitar la cristianización. Y finalmente a lo largo de los años, los dominicos habían adquirido mucho poder social y económico y disponían de muchos medios de presión para limitar la acción de los obispos en este sentido.
Fue solo a partir de la mitad del siglo XVIII que esta política secularizadora pudo llevarse a cabo, con el ímpetu de los reformadores borbónicos. Los obispos fray José Vital de Moctezuma (1754-1766) y de fray Juan Manuel García de Vargas y Rivera (1770-1774) llevaron a cabo la secularización de varias doctrinas importantes.: 172  Esta política provocó sin embargo muchos descontentos. En efecto, la falta de conocimientos en lenguas mesoamericanas de parte de los curas creó un distanciamiento entre los indios y sus pastores, y en consecuencia de la religión cristiana.

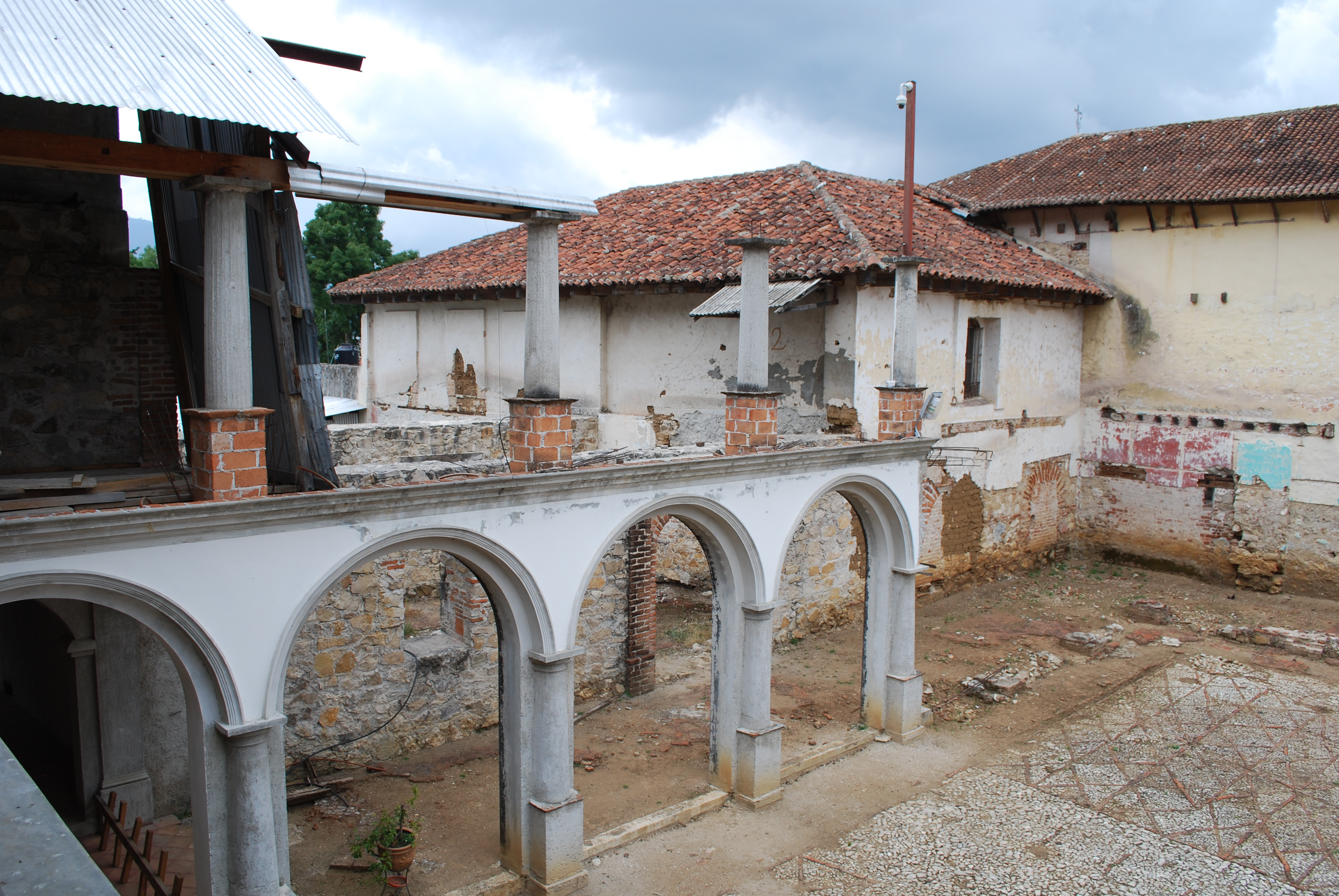
Convento de la Merced de San Cristóbal de las Casas.

Otras órdenes religiosas estuvieron presentes de manera muy marginal en la alcaldía mayor de Chiapa y se dedicaron principalmente a proporcionar servicios religiosos a los españoles de Ciudad Real. Fue el caso de los mercedarios, que llegaron desde fechas muy tempranas en la región. En el año 1537, se fundó el convento de nuestra Señora de la Merced en Ciudad Real. El convento perteneció a la provincia de la Redención de Cautivos de la Presentación de la orden mercedaria, basada en la ciudad de Guatemala. Los jesuitas estuvieron también presentes en Ciudad Real a partir de la segunda mitad del siglo XVII, en donde fundaron un colegio de la compañía de Jesús y erigieron la iglesia de San Agustín.

### Economía y sociedad
La organización política del territorio chiapaneco estuvo acompañada por la explotación de sus recursos naturales y de la población local que lo habitaba. Fueran encomenderos, frailes, mercaderes o autoridades, todos buscaron obtener algún beneficio de las nuevas posesiones ultramarinas. Por ello en esta sección se ofrece un esbozo de las formas de explotación, un panorama demográfico del territorio y, después, un recuento de las principales actividades económicas realizadas en ambas provincias.

#### Formas de explotación
La política de congregaciones permitió concentrar la mano de obra indígena en pueblos compactos, articulando así trabajo y producción. En este sentido, las congregaciones fueron esenciales para el real erario, en la medida en que los ingresos pagados por los indios como tributo siempre fueron de gran importancia para las arcas del rey español. El tributo que debían cubrir los habitantes de los pueblos de indios consistió en una cantidad de dinero y mercancías (incluyendo, pero sin limitarse a: maíz, mantas, gallinas, frijol, etc). Desde 1560 comenzaron a elaborarse tasaciones y cálculos del monto que cada pueblo debía pagar en función de su número de tributarios, sin embargo, las cantidades y tipo de mercancías variaron según las posibilidades de cada lugar. La participación de los indios en la fabricación de bienes estaba asegurada a través de algunos métodos legales e ilegales; siendo estos últimos ampliamente tolerados. 
Por una parte estaban las encomiendas, a través de las cuales se recompensó a los conquistadores (y sus sucesores) con el trabajo y tributo de los indios que le fueron encomendados a cada uno. A cambio el encomendero debía garantizar la evangelización y buen trato de los indios. Poco a poco la corona intentó reducir el poder y los beneficios económicos de los encomenderos, limitando las veces en que se podían heredar sus encomiendas (el número de "vidas" que tenían). Una vez que los hijos (en otras ocasiones los nietos) de los encomenderos fallecieran, las encomiendas serían restituidas al patrimonio de la Corona, o bien serían otorgadas como nuevas encomiendas a los descendientes de los conquistadores y los funcionarios coloniales, así como a los miembros de la alta nobleza y funcionarios cortesanos de Madrid. Por otra parte, con frecuencia se asignaron “jueces de milpas” a los partidos, un cargo no reconocido por la Corona, pero cuya función era aumentar la producción indígena para asegurar el sustento de los asentamientos españoles.
Otro método consistió en los distintos “repartimientos”. Una de estas prácticas consistió en obligar a los indios a comprar las mercancías “repartidas” a crédito por los alcaldes mayores. Del mismo modo, los alcaldes también repartían materias primas para la confección de manufacturas de su interés, mismas que después recuperaban para su comercialización y beneficio personal. Finalmente existió el repartimiento de dinero, el cual consistía en un adelanto de dinero a cambio de que la próxima cosecha quedara comprometida como forma de pago. Los repartimientos no siempre fueron forzosos, ya que los indios también tuvieron interés en obtener préstamos o un ingreso extra por el excedente de una buena cosecha o por su trabajo, por lo que llegaron a participar de forma activa en tales intercambios. Estos mecanismos sirvieron, por un lado, para que los indios obtuviesen un sustento básico y, por otro, para que los españoles que los gobernaban se hiciesen de textiles, tintes y cacao para su comercialización en el mercado internacional. 
Las haciendas fueron otra forma de explotación económica en Chiapas. Consistían en unidades de producción agrícola o ganadera que dependían de mano de obra india y en algunos casos de esclavos africanos. Las haciendas abarcaban grandes extensiones de tierra que se obtenían por mercedes reales, compras, donaciones o regularizando los predios obtenidos ilegalmente ante la Corona mediante un pago, por medio de las llamadas "composiciones de tierras". 
Por otra parte, aunque cada una llegó a concentrarse en algún bien particular (añil, azúcar, ganado o cacao), su producción fue diversa con el fin de lograr cierta autosuficiencia. Las haciendas se desarrollaron, principalmente, en ciertas regiones de Chiapa: el partido de Los Llanos, la Rivera de Ixtacomitán, la gobernación del Soconusco y en Los Cuxtepeques y la Frailesca. El desarrollo de las haciendas durante el siglo XVIII las convirtió en importantes focos de concentración poblacional, alcanzando un momento de esplendor a partir del último tercio de dicha centuria y durante gran parte del siglo XIX.

#### Demografía
Un efecto indeseado de las congregaciones para la población fue facilitar la propagación de las enfermedades traídas desde Europa: la viruela, el sarampión, la malaria y la fiebre amarilla estuvieron entre los padecimientos más importantes que mermaron la población india. El impacto demográfico causado por el proceso de Conquista fue enorme. En términos generales, en Mesoamérica la población disminuyó -aproximadamente- a un tercio de su total para finales del XVI y principios del XVII. En el obispado de Chiapas y Soconusco, un derrumbe de estas proporciones redujo el total de la población a unos 80 mil individuos. No obstante, la caída demográfica tuvo variaciones en el espacio y en el tiempo. A diferencia de Nueva España, donde los niveles de población comenzaron a recuperarse desde la primera mitad del XVII, la tendencia a la baja en Chiapas continuó hasta el primer tercio del XVIII. La disminución de la población fue todavía más brutal en el Soconusco, en donde un 93% de sus habitantes habían fallecido para 1570.
Las hambrunas también contribuyeron a la disminución de la población. Una serie de malas cosechas comenzaron en 1691 y que se alargaron por 20 años.  En esos años se produjeron un motín y dos rebeliones, todas con repercusiones demográficas importantes (ver más adelante) En cuanto a las plagas, la más importante fue de chapulin(o langostas), durante los años de 1769 a 1771. Tanto la región de Chiapa de Indios, como la cabecera de la recientemente fundada alcaldía de Tuxtla, vieron gravemente mermada su población, pues perdieron al menos la mitad de sus tributarios.
Otro factor demográfico importante fue la movilidad de los indios. A pesar de la política de congregaciones, el abandono (la “fuga” o “huida” de personas) de naturales de estos pueblos fue constante, a pesar de los esfuerzos de las autoridades que veían con recelo la disminución de los tributarios/trabajadores que estaban bajo su control. Frente a las enfermedades y las excesivas cargas impositivas, los indios del territorio chiapaneco no dudaron en cambiar su residencia momentánea o definitivamente. Todo esto dificultó un recuento demográfico preciso de la provincia. En el último tercio del siglo XVIII, las autoridades de la región redoblaron esfuerzos para solucionar el problema que suponían estos asentamientos “informales”, fundando nuevos pueblos o registrando en los padrones de tributarios a los indios que radicaban en los llamados "parajes".
El Camino Real desempeñó un papel muy importante en la organización socioeconómica de la región, pero también en su demografía. Este camino fue la principal vía de comunicación entre Nueva España y Guatemala. Desde la ciudad de Santiago hasta el Golfo de México, muchos pueblos de indios se ubicaron sobre dicho camino, por el cual transitaban frailes, autoridades, noticias, órdenes reales y, claro está, mercancías. El camino atravesaba el valle del Río Grande a lo largo de su ribera norte. Conectaba las poblaciones de Aquespala, Escuintenango, Coapa, Copanaguastla, San Bartolomé de los Llanos (ahora Venustiano Carranza), Ostuta, Acala, Chiapa de Indios, Tuxtla, Osumacinta, Chicoasén, Copainalá, Tecpatán y Quechula. En este último pueblo, los viajeros y mercancías se embarcaban en canoas hasta llegar al Golfo de México.Este camino fue la principal vía de propagación de las enfermedades que llegaron con la Conquista, coadyuvando así al descenso poblacional.
A partir del segundo tercio del siglo XVIII, la población comenzó recuperarse. Este proceso se produjo de manera diferenciada en las distintas regiones de Chiapas. El hecho de que el Camino Real atravesara el valle del Grijalva explica por qué esta región fue, en un principio, la más poblada, pero también explica que se viera más rápidamente afectada por las enfermedades, de manera que la disminución poblacional se prolongó hasta finales de esa centuria. En cambio, en las zonas montañosas la caída demográfica fue menos dramática y la población empezó a recuperarse más pronto. Por ello, hacia el último tercio del siglo XVIII, la mayor parte de la población se ubicaba en esas zonas. Esto trajo como consecuencia el progresivo abandono del viejo Camino Real. En su lugar, el camino ascendió a las montañas, pasando por Comitán, Teopisca, Ciudad Real, Zinacantán, San Gabriel (ahora El Palmar, municipio de Chiapa de Corzo), Ixtapa, Chicoasén, donde conectaba con la región Zoque. En la región de Los Zoques la caída demográfica comenzó a revertirse ligeramente en el segundo tercio del XVIII, en buena medida gracias al desarrollo cacaotero de la Rivera de Ixtacomitán.
A partir de 1776 inició un crecimiento demográfico rápido y extenso. La región del valle del Grijalva por fin comenzó a recuperarse, mientras que el continuo crecimiento en Los Zendales se manifestó con la fundación de nuevos pueblos al norte o hacia la selva Lacandona. Asimismo, el crecimiento también incluyó a la región de Los Zoques y contribuyó a su crecimiento económico.

#### Las principales actividades económicas
Se puede distinguir dos tipos de actividades económicas: las actividades orientadas hacia un consumo local, destinadas principalmente a la subsistencia de las poblaciones, y las actividades orientadas a la exportación. La integración de Chiapas a la Monarquía hispánica significó en efecto la conexión de la región a un mercado global, que procuró oportunidades para algunos agentes económicos.

##### Agricultura

###### El maíz, frijol y chile
El maíz, el frijol y el chile, parte esencial de la alimentación de las poblaciones indígenas, fueron producidos durante la época colonial para el consumo local. Estos productos de subsistencia se cultivaron en todas las zonas del actual Chiapas. Las tierras fértiles o más productivas de la región se encontraban en el valle del Río Grande.

###### Cacao
En la época colonial, uno de los productos más codiciados y apreciados por los españoles fue el cacao. Producido desde la época prehispánica, se alentó su producción para exportarlo a la Nueva España y Europa. Se producía en tres regiones: el Soconusco, las tierras bajas de la región zoque y el valle del río Tulijá.
En la región del Soconusco, cuando llegaron los españoles, ya existía “un delicado sistema de cultivo en las huertas de cacao”.  En un primer momento, se respetaron los múltiples asentamientos que organizaban la producción y su tradición de cultivo. Si bien los indios no fueron despojados enseguida de sus plantaciones, los españoles impusieron un monopolio de su comercio.  Las plantaciones de cacao del Soconusco fueron durante toda la época colonial un polo de atracción para trabajadores de otras regiones de Chiapas. Esta migración se debió a la falta de mano de obra para suplir a las necesidades de la producción en estas tierras cálidas e húmedas, propicias a la propagación de enfermedades.
En la región zoque, la producción de cacao, ubicada principalmente en la Rivera de Ixtacomitán, se volvió muy importante a partir del último tercio del siglo XVII. Existen también testimonios de la explotación de cacaotales en el valle de Tulijá en Los Zendales a partir de la segunda mitad del siglo XVII.

###### La caña de azúcar
Los españoles introdujeron la producción de la caña de azúcar en la región. Los dominicos, en particular, desarrollaron grandes haciendas azucareras. El cultivo intenso de la caña se concentró en el valle del Río Grande y en las regiones de Ocosingo y Comitán.

##### Ganado
Los españoles introdujeron reses, caballos y mulas en el Nuevo Mundo. En Chiapas, las primeras estancias de ganado en la Depresión Central nacieron para transportar el oro recogido en el Río Grande. Las haciendas ganaderas se multiplicaron posteriormente a lo largo del camino Real, para alimentar a los viajeros y para abastecerlos de bestias de carga.
La ganadería se desarrolló también en otras regiones. Se puede mencionar por ejemplo las estancias ganaderas en El Despoblado de la gobernación de Soconusco a partir de 1560, la importancia de la producción porcina en Los Zendales o las haciendas ganaderas dominicas de Ocosingo y Comitán. Al igual que para la producción azucarera, los frailes predicadores tuvieron un papel importante en la explotación ganadera de Chiapas.
El ganado no fue solamente destinado al consumo local (alimentación o transporte). Se vendían vacas, pero también caballos de gran calidad en la Ciudad de México, Puebla y Oaxaca.

##### Colorantes: la grana cochinilla y el añil
Se recolectaba grana cochinilla silvestre, principalmente en las tierras frías de Los Zoques. Aunque no era de primera calidad, se exportaba hacia España. Otra tintas como el añil (o índigo) se producía sobre todo en el pueblo de Tonalá y en menor medida en Comitán.

##### Algodón, seda y mantas
Se cultivaba algodón en Los Zoques, Los Llanos, Los Zendales y la Guardianía de Huitiupan. Por otra parte, la región de Tecpatán fue un lugar de recolección de seda silvestre.
A partir de estas materias primas, se producía mantas muy apreciadas como producto de comercio por los españoles. Las mantas de Chiapas se vendían en regiones lejanas como Guatemala, San Salvador, Honduras, Tehuantepec y Oaxaca o se exportaba hacia la península ibérica.  En los documentos tributarios, se menciona diversas calidades de manta: las mantas del Rey, de Ostuta, de los Zoques - todas estas mantas de alta calidad- y las mantas de Quelenes, de los Zendales, más económicas.

##### Oro y ámbar
Con la llegada de los españoles, se encontró oro en el río Grande (especialmente en la zona de Copanaguastla).  La explotación duró algunos pocos años y se agotó rápidamente a principios de la década de los años 1540. El ámbar era otro producto muy codiciado por los españoles. Se explotaron durante todo este periodo vetas de ámbar en la Guardianía de Huitiupán y en Totolapa.

### Resistencias
A lo largo de la época colonial, los indios mostraron reticencia en integrarse dentro de las estructuras de poder de la Monarquía hispánica. Existían diversas formas de resistencias, desde la huida en las montañas, la pervivencia de cultos de origen prehispánico a escondidas hasta la rebelión violenta.
En Chiapas, el final del siglo XVII y los principios del siglo XVIII, se caracterizó por un recrudecimiento de enfrentamientos entre poblaciones indias y las autoridades españolas. El periodo conoció un motín y dos rebeliones en el transcurso de veinte años.
Esta situación se debe, en parte, a una crisis agrícola, ligada a una larga temporada de malas cosechas que asolaron las tierras americanas. La escasez, a veces el hambre y la enfermedad, de estos tiempos volvieron los pagos de tributo a la Corona una fuerte carga para los indios.  Por otra parte, corresponde a un momento de vacío o debilidad tanto del poder monárquico por la guerra de Sucesión española, como de las instituciones locales de la región de Chiapas (en el caso de la rebelión de 1712). 

#### Motín de Tuxtla (1693)
En 1693, los indios zoques de Tuxtla mostraron su descontento contra el gobernador indio Pablo Hernández por sus maltratos en contra de la población. Se le acusaba, junto con el teniente del alcalde mayor don Nicolás de Trejo, de haber embargado bienes y dinero por la fuerza (entre otras cosas).
Los indios zoques acudieron a la Audiencia de Guatemala para pedir la destitución del gobernador. La demanda fue aceptada y se ordenó al alcalde mayor de Chiapas que hiciera efectiva esa destitución. Pero, en vez de cumplir las órdenes de la Audiencia, el alcalde mayor Manuel de Maisterra, en una visita a Tuxtla, ordenó que se instalaran las horcas para atemorizar a los naturales y mandó a apresar a un indio. Molestos, los indios de Tuxtla atacaron a pedradas al cabildo del pueblo y mataron tanto al alcalde mayor, como al gobernador indio.
Para castigar los actos de violencia y reprimir el motín, salió de Chiapa de Indios a Tuxtla un grupo de 30 o 50 soldados españoles. El 19 de mayo, la tropa apresó a 69 indios zoques que enviaron a Chiapa de Indios bajo custodia. A mediados de junio, 21 reos, incluyendo 5 mujeres, fueron condenados a muerte y 48 reos se pusieron a disposición de los dominicos guatemaltecos, quienes los llevaron a un trapiche azucarero de la orden religiosa.

#### Rebelión de Lamadrid (1700-1701)
En 1700 y 1701, la Capitanía General de Guatemala sufrió una grave crisis política. La Corona española envió al visitador Francisco Gómez de Lamadrid para hacer una inspección general de la capitanía como respuesta a las quejas del presidente de la Audiencia, Gabriel Sánchez de Berrospe, contra la compañía miliciana del barrio de San Jerónimo, acusada de insubordinación y de alborotar la ciudad de Santiago en 1697, y en contra de dos oidores: Pedro de Ozaeta y Bartolomé de Amézquita. La visita también tenía el objetivo de poner fin a los fraudes en el pago de impuestos relativos a la explotación de la mina de oro en la provincia de Honduras. Desde su llegada, el visitador empezó a intervenir en varios asuntos tanto civiles como eclesiásticos y entró en conflicto con los dos oidores y con el presidente y capitán general de Guatemala.
El visitador fue expulsado del reino de Guatemala por la Audiencia. Pero, tras permanecer unas semanas fuera de la jurisdicción guatemalteca, se refugió en el Soconusco. El presidente de la Audiencia mandó sus tropas para apresarlo, pero el visitador escribió a los pueblos para que se levantaran en armas contra el presidente y el ejército de la Audiencia. Cuando llegaron las tropas de Guatemala a Soconusco para combatir a los pueblos sublevados e intentar arrestar al visitador, este decidió huir a Yucatán, buscando en Mérida el amparo del obispo de aquella diócesis.

#### Rebelión Zendal (1712)

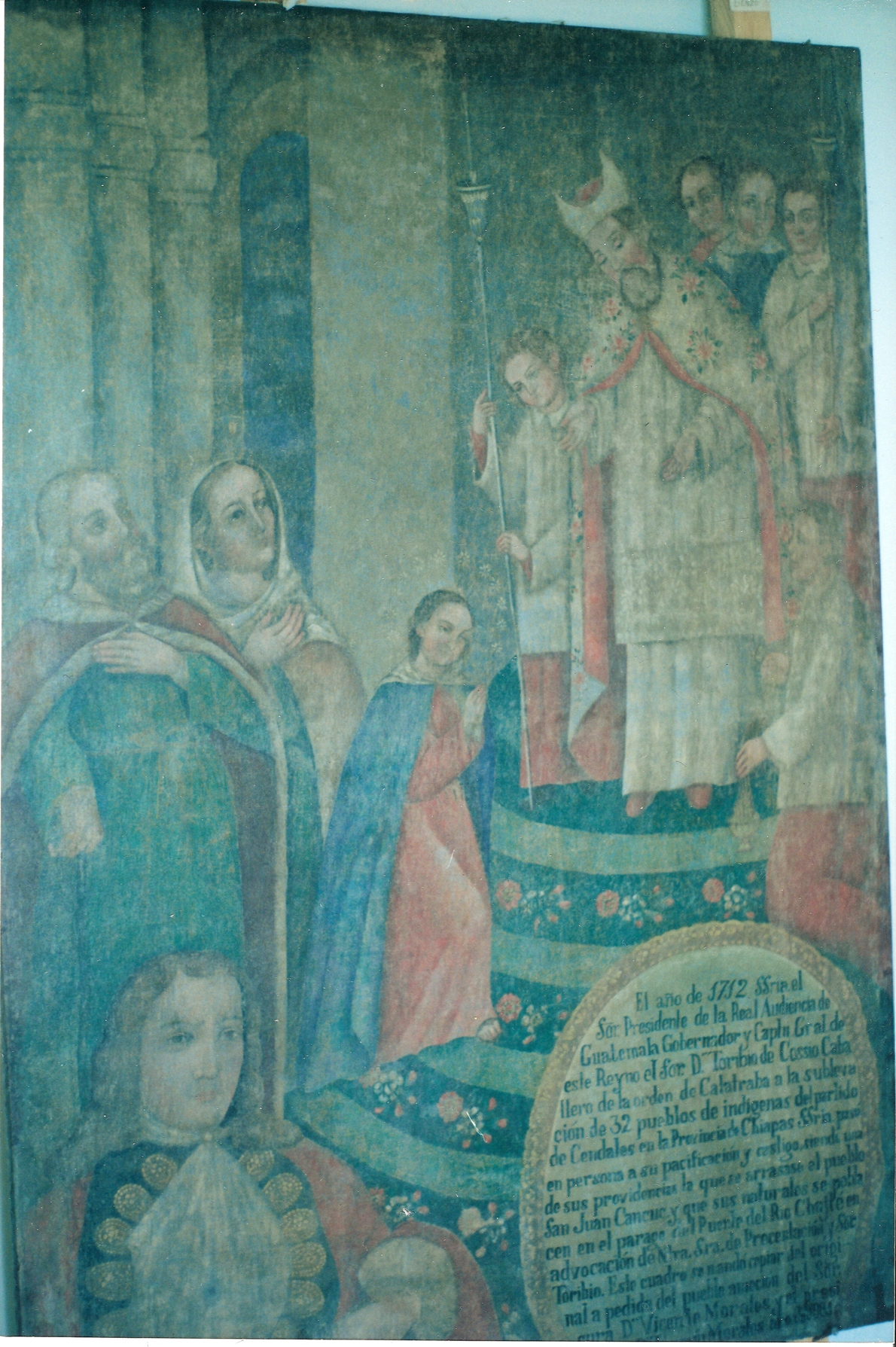
Lienzo de la presentación de la Virgen en el templo en la iglesia de Cancúc, en memoria de la sumisión de los indios rebeldes el día 21 de noviembre de 1712

La rebelión de los Zendales de 1712 fue un levantamiento en armas de los pueblos de las provincias de Los Zendales, Coronas y Chinampas y la Guardianía de Huitiupan, que tuvo lugar de agosto a finales de noviembre de ese año.
Se puede considerar a esta rebelión como un movimiento socio-religioso, ya que estuvo envuelto de apariciones milagrosas y profecías, que estuvieron íntimamente ligados al estallido de la revuelta. En efecto, en Cancuc, una joven india afirmó que le había aparecido la Virgen para pedirle la construcción de una ermita, avisarle de la muerte del rey y ordenarle la ejecución de todos los españoles. Los dirigentes de la sublevación convocaron a todos los pueblos de la región a juntarse en Cancuc con sus imágenes religiosas, lo que dio inicio a la rebelión. Los indios dejaron de pagar sus tributos, ordenaron a sus propios sacerdotes y autoridades y tomaron las armas contra el dominio español.
Los rebeldes atacaron los pueblos de Chilón y Ocosingo, en donde se había concentrado la mayoría de los españoles, mestizos, mulatos y negros de la región, y mataron ahí a muchos de ellos.  Sitiaron luego Huixtán y a las tropas españolas que iban a combatirlos y estuvieron a punto de derrotarlas, de no ser por la llegada de refuerzos compuestos principalmente de indios leales de Chiapa de Indios.  Solo meses después gracias a la llegada de tropas de Guatemala y Tabasco, las autoridades españolas pudieron vencer a los indios sublevados, primero en Oxchuc y finalmente en Cancuc el 21 de noviembre.  Ahí, casi cuatro meses después del principio del levantamiento, la sublevación fue derrotada. Muchos indios de Los Zendales abandonaron sus casas para refugiarse en los montes, de tal forma que las tropas españoles se tardaron varios meses en convencerlos de regresar a sus pueblos.
Las autoridades españolas castigaron a los sublevados con mucha dureza. Destruyeron el pueblo de Cancuc, ejecutaron a más de cien dirigentes indios y mandaron al exilio a muchos otros. De manera general, la revuelta y su represión tuvieron consecuencias muy negativas para la región durante varias décadas.

## Chiapas durante elsigloXIX

### Historia política
En buena medida, la historia del Chiapas decimonónico es la historia de los conflictos y negociaciones de dos facciones políticas que se disputaron el control político y económico del territorio. Por un lado, se encontraba la élite de San Cristóbal de Las Casas (antes Ciudad Real), caracterizada por su conservadurismo político y económico. Por otro lado, estaba la facción de los Valles Centrales —cuyo eje rector fue la ciudad de Tuxtla—, cuya creciente importancia provenía de sus fincas agroganaderas y que se identificó muy pronto con la corriente liberal a nivel nacional. De esa manera, ambas facciones se aliaron con los grupos de poder del centro del país y, en cierta forma, reprodujeron a escala regional —y con variantes importantes— los conflictos políticos que se observaron a nivel nacional.
Esta interpretación de la historiagrafía tradicional está siendo revisada a partir de nuevas investigaciones pero todavía es un modelo útil. 

#### Independencia e incorporación a México (1821-1824)
La Intendencia de Chiapas se mantuvo al margen del movimiento independentista de la Nueva España. La declaración de independencia de la provincia respondió más a las decisiones de los ayuntamientos ante el triunfo de los insurgentes en Nueva España.

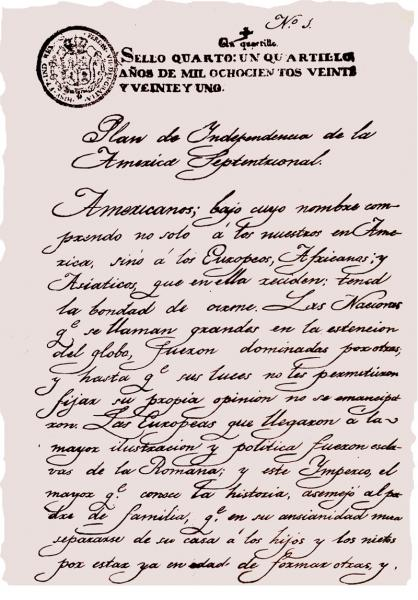
Primera foja del Plan de Iguala.

Tras la ocupación de Oaxaca por parte del Ejército Trigarante, este invitó a Chiapas y a Guatemala a adherirse al Plan de Iguala. El ayuntamiento de Comitán decidió convocar a una junta formada por los ciudadanos prominentes de la ciudad, además del cura párroco, los frailes dominicos y los empleados públicos, cuya resolución fue la firma del acta de independencia de Comitán el 28 de agosto de 1821. La iniciativa de los comitecos sirvió de ejemplo para otros ayuntamientos, de manera que el 3 de septiembre el ayuntamiento de Ciudad Real proclamó su independencia. Un día después, Tuxtla también declaró su adhesión al Plan de Iguala.
El consenso entre los ayuntamientos reflejó los intereses de un grupo conformado por comerciantes, burócratas, terratenientes y clérigos que vio mayores beneficios al anexarse a México. En primer lugar, buscó liberarse del dominio de la capital guatemalteca y del monopolio de los comerciantes centroamericanos. En segundo, vio con temor la posibilidad de que España cayera en manos de jacobinos, lo que podía afectar seriamente sus privilegios. Finalmente, la provincia quedó incorporada a México por decreto oficial el 15 de enero de 1822.
El Imperio Mexicano de Agustín de Iturbide no solo incluyó a la provincia de Las Chiapas, sino a todo la antigua Capitanía General de Guatemala. Pronto, aquel amplio territorio se disgregó, pues la abdicación del emperador mexicano al trono provocó que las provincias centroamericanas —ya de por sí descontentas— reconsideraron su posición y llegaron a la conclusión de  que, más que beneficios, su unión a México les acarreado onerosas cargas, tales como la manutención de un ejército de ocupación. Así que, tras un congreso en el que se discutió tal situación, las provincias —con excepción de Chiapas— se declararon independientes de México y conformaron las Provincias Unidas del Centro de América, lo cual polarizó a los grupos de poder en Chiapas, pues estaba en juego su incorporación a Centroamérica o a México.
Inmediatamente después de la caída de Iturbide, se instaló una junta con representantes de los doce distritos de la provincia, la cual declaró la soberanía de Chiapas para decidir su futuro político. México y Guatemala aceptaron dicho pronunciamiento. Sin embargo, poco tiempo después el Congreso Mexicano envió tropas dirigidas por el general Vicente Filisola con la orden de disolver la junta. Ello generó un gran descontento, principalmente entre las élites de Tuxtla y Comitán. Como respuesta a las presiones de México, el 2 de octubre de 1823 se firmó en Comitán el Plan de Chiapas Libre. El plan no pretendía conformar una nación independiente, antes bien reconocía que Chiapas no tenía los elementos necesarios para ello. De lo que se trataba era de que ese territorio decidiera libremente su destino político. Ese documento fue apoyado por los tuxtlecos más prominentes, representados por Joaquín Miguel Gutiérrez. El movimiento se ganó las simpatías de la mayor parte de la provincia y se inclinó cada vez más hacia la opción de la anexión a Guatemala. Ciudad Real, por el contrario, se mantuvo firme en la causa pro-mexicana, probablemente porque esperaba de esa situación mantener su autonomía administrativa, además de obtener ventajas comerciales.
Las diferencias entre ambos bandos se agravaron, a tal grado que Comitán y Tuxtla conformaron un ejército que ocupó Ciudad Real. Para evitar un enfrentamiento, las tropas mexicanas se replegaron hacia Tehuantepec. Todo parecía indicar que la provincia quedaría finalmente integrada a Centroamérica, pero en 1824, cuando la Junta Suprema tomó la decisión final, ocurrió un giro importante en la política regional; Comitán —que había apoyado con ciertas reticencias a la unión con Centroamérica— cambió radicalmente su postura tras las elecciones municipales en las que triunfó el bando mexicanista.
En diciembre de 1823 la Junta convocó de nuevo a los representantes de los 12 partidos para decidir el futuro político de la provincia. Aprovechando la ausencia de los representantes de Tuxtla e Ixtacomitán, los demás vocales modificaron la forma en que se la decisión. Los representantes de cada partido debían consultar a los vecinos antes de emitir su voto. El voto de cada representante se multiplicaría por el número de habitantes de su partido (o de cada ayuntamiento en caso de que en un partido no todos los ayuntamientos se hubiesen pronunciado en el mismo sentido). El ayuntamiento de Tapachula rechazó tal disposición, que favorecía los partidos más poblados, como San Cristóbal y Comitán, y decretó la incorporación del Soconusco a la república centroamericana.
Dicho sistema de votación dio como resultado: 96,829 sufragios a favor de la anexión a México frente a 60,400 por Centroamérica, más 15,724 “indiferentes”. De esa manera, el 14 de septiembre de 1824 la Junta Suprema decretó la incorporación del estado de Chiapas a la república mexicana. Hecho que conllevó a la disolución de las milicias municipales y el fin de la autonomía de que había gozado la provincia.
La historia oficial ha interpretado ese sistema de votación como si se tratara de un plebiscito, lo que supondría que todos los habitantes de Chiapas —incluyendo mujeres y niños—habrían emitido su voto. En realidad, se trató de una decisión tomada de acuerdo a las formas democráticas de la época que privilegiaban las elecciones indirectas: los ciudadanos nombraban a sus representantes, quienes elegían luego a las distintas autoridades.
Algunas interpretaciones que cuestionan la legalidad de este procedimiento, afirmando que los padrones de población que se usaron en esa ocasión fueron inflados a favor de los partidos mexicanistas. Sin embargo, investigaciones recientes han mostrado el gran crecimiento demográfico que conocieron los indígenas tseltales, tsotsiles y choles de las regiones montañosas a fines del periodo colonial y la notable mejora de la administración para empadronarlos.
En resumen, la anexión de Chiapas a México respondió a una confluencia de intereses: por un lado, el gobierno mexicano deseaba consolidar su frontera sur —entre otras cosas, en vista de la posible construcción de un canal interoceánico en el Istmo de Tehuantepec‑. A su vez, las élites políticas de Los Altos consideraron más conveniente unirse a México para mantener sus privilegios políticos y comerciales.
Tras un pacto de caballeros (es decir sin firmas de por medio), México y Guatemala acordaron mantener la “neutralidad” del Soconusco hasta que alcanzaran un tratado de límites. El Soconusco se mantuvo, así, en una situación indefinida y gozó de una autonomía total por casi dos décadas. Sin embargo, en septiembre de 1842, el presidente Antonio López de Santa Anna —aprovechando la crisis política por la que atravesaba Centroamérica y alentado por las élites sancristobalenses, encabezadas por Manuel Larráinzar— envió fuerzas armadas al Soconusco con el fin de ocuparlo. El día 11 de ese mes el mismo Santa Anna proclamó el decreto de incorporación de ese territorio a México.

#### La Primera República (1824-1855)
Las diferencias entre los políticos de Ciudad Real —San Cristóbal desde 1829— y los de Tuxtla continuaron durante el resto de la centuria. Los primeros buscaban mantener el control que tenían sobre la amplia población indígena de Los Altos, además de estar interesados en continuar ejerciendo su monopolio administrativo. Sus objetivos coincidieron con los del clero regional, encabezados por sus obispos que radicaban en San Cristóbal. De esa manera las élites políticas se aliaron con los gobiernos centralistas del centro de la República y posteriormente se identificaron con los conservadores. En cambio, las élites tuxtlecas, cuyas haciendas cobraron cada vez mayor importancia, buscaron ampliar sus propiedades y tener un acceso libre a la mano de obra indígena de Los Altos.

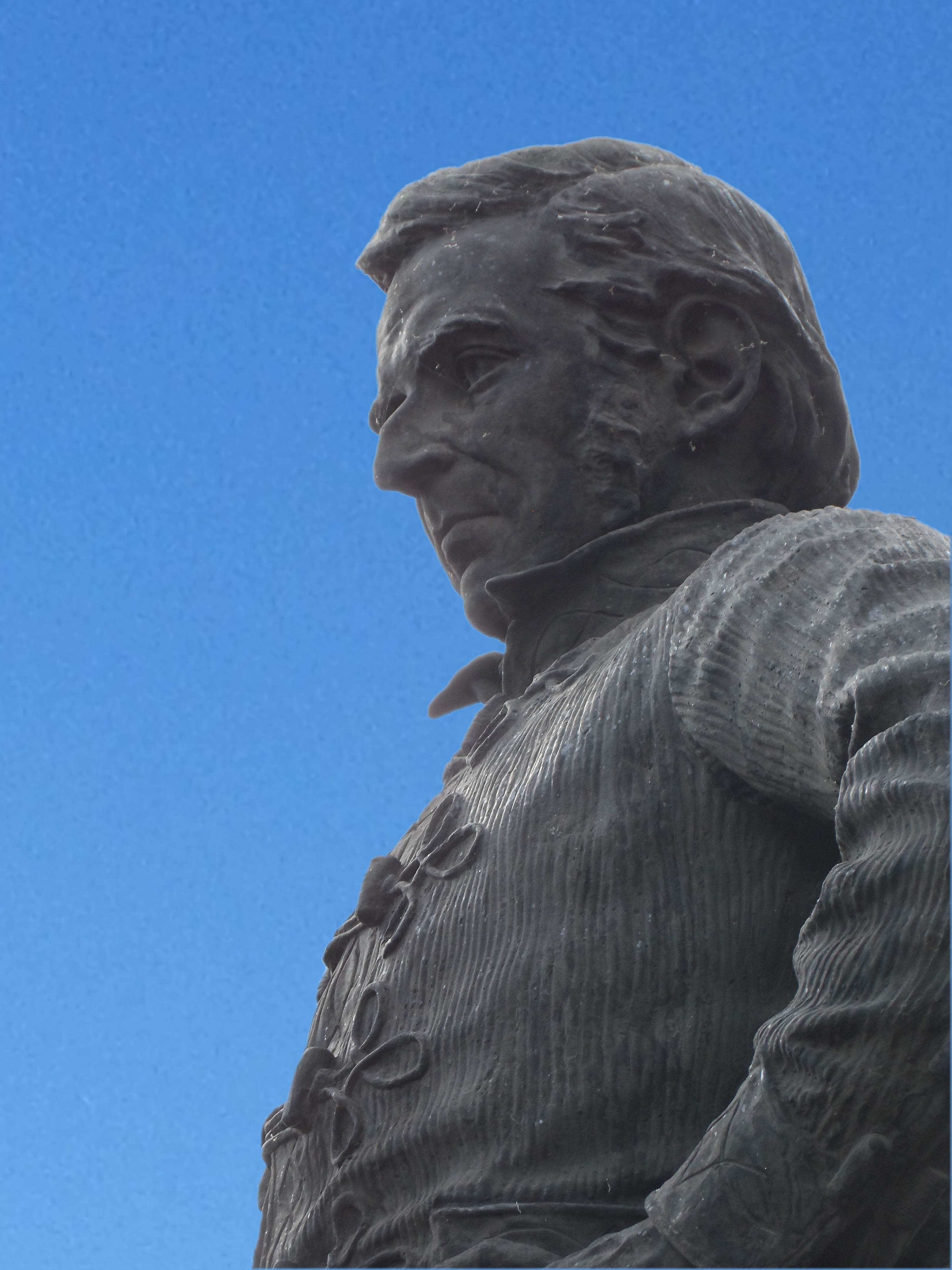
Joaquín Miguel Gutiérrez. Estatua ubicada en el Paseo de la Reforma.

Las primeras leyes agrarias en el estado se emitieron en 1826 y 1832. En ellas se definió la extensión legal máxima de los ejidos de los pueblos, lo que dejaba el camino libre para apropiarse de las tierras que se rebasaban los límites legales. Así, en teoría, tanto las élites de Tuxtla como las de San Cristóbal obtendrían algún beneficio de estas leyes: los finqueros de los Valles Centrales podían acrecentar sus tierras, en tanto que a los alteños se les facilitaría utilizar a los indios desposeídos como fuerza de trabajo.
En 1831 ocupó la gubernatura el liberal Joaquín Miguel Gutiérrez —del que tomará el apellido la ciudad de Tuxtla años más tarde— quien puso en marcha un proyecto para instalar a funcionarios gubernamentales en todos los pueblos y así dejar depender de los párrocos para poder llevar a cabo ciertas funciones administrativas.
En 1848 llegó a la gubernatura —gracias a los liberales— Fernando Nicolás Maldonado. Durante su gobierno trató de conciliar las facciones en pugna, pero su inclinación hacia la Iglesia católica provocó que el bando liberal le retirara su apoyo, por lo que se vio obligado a renunciar en 1855, presionado por el Congreso.
La reforma liberal (1856-1863)
Maldonado fue reemplazado por el coronel de la Guardia Nacional y líder de los terratenientes de los Valles Centrales, Ángel Albino Corzo, quien se encargó de aplicar las leyes liberales —emitidas en el centro de México tras la Revolución de Ayutla— y, posteriormente, vigiló el cumplimiento de los preceptos de la Constitución de 1857. El interés de los terratenientes de los Valles Centrales estaba puesto en las ricas tierras que la Iglesia poseía en aquella región, de tal manera que la desamortización de los bienes eclesiásticos les brindó una valiosa oportunidad para adquirirlas. En contraste, fueron pocos los sancristobalenses que se aprovecharon del proceso de desamortización de los bienes de la Iglesia.
La oposición a las Leyes de Reforma no se hizo esperar: Juan Ortega en Comitán y José María Chacón en el Soconusco se levantaron en armas contra el gobierno de Corzo. Este se vio en la necesidad de trasladar la capital a Chiapa en 1858. Parcialmente derrotados por la Guardia Nacional, Ortega y Chacón retomaron la ofensiva en 1859, pero tuvieron que replegarse a Guatemala en 1861, año en que regresaron los poderes estatales a San Cristóbal.

#### Del Segundo Imperio al triunfo liberal (1863-1868)
En 1863, tras el establecimiento del Segundo Imperio en México, Juan Ortega lanzó el Plan de Yalmus para desconocer al gobierno de Chiapas. Para ese entonces el ejército chiapaneco se encontraba debilitado porque un año antes el gobierno había enviado un destacamento de 550 hombres al centro del país, dirigidos por José Pantaleón Domínguez, como apoyo contra la Intervención Francesa. Ortega se aprovechó de esa situación y, con la ayuda del franciscano Víctor María Chanona, instaló un gobierno conservador en San Cristóbal. Al año siguiente, con el regreso de las fuerzas comandadas por Domínguez y con el apoyo de un batallón enviado por Porfirio Díaz, los liberales retomaron la ciudad de San Cristóbal.
Tras la recuperación de San Cristóbal en 1864, el gobernador José Pantaleón Domínguez intentó limitar el poder de las élites de esa ciudad. Para ello, maniobró con el fin de que varios liberales obtuvieran cargos claves en Los Altos. La sede de los poderes estatales se mantuvo en Tuxtla hasta 1872.

#### La “Guerra de Castas” (1868-1869)
Los indígenas de Los Altos no se libraron de los efectos provocados por la guerra entre facciones en Chiapas. Liberales y conservadores hicieron uso de la leva para engrosar sus filas en momentos de crisis, lo que provocó que los mecanismos que contenían la violencia en los pueblos se debilitaran. Hacia 1862-1863 se registraron hechos violentos en Chamula. Uno de los disturbios se debió a los intentos del párroco por movilizar al pueblo en favor del Imperio.
Tras el triunfo liberal, el gobernador Pantaleón Domínguez inició una campaña para disminuir la influencia de las élites de Los Altos sobre las poblaciones indígenas. Las autoridades liberales incitaron a los indígenas a no pagar las contribuciones religiosas, y abolieron los cargos de mayordomo y alférez, quienes ayudaban a los curas a recabar fondos en los pueblos indígenas. En resumidas cuentas, los liberales fomentaron la práctica de la religión católica sin sacerdotes. Por su parte, los indígenas —para quienes la presencia y manutención del párroco se había vuelto ya una pesada carga— aprovecharon la oportunidad para liberarse del control religioso de la Iglesia.
A ello se le sumó la actitud del vicario de Chamula, Miguel Martínez, que incluso en ese clima se atrevió a exigir las contribuciones de los indios de aquel pueblo y llegó a recurrir a la coerción física para alcanzar sus fines.
En 1867, en Tzajalhemel (Chamula), nació un culto a unas “piedras parlantes”, por medio de las cuales los santos se dirigían a una india llamada Agustina Gómez Checheb y a Pedro Díaz Cuzcat, fiscal de Chamula. El culto llegó a ser tan exitoso que se conformó un mercado regional indígena a su alrededor que atraía a indígenas de una amplia zona de Los Altos, de manera que la ciudad de San Cristóbal vio seriamente afectados sus intereses comerciales, a más que las rentas religiosas disminuyeron sensiblemente.

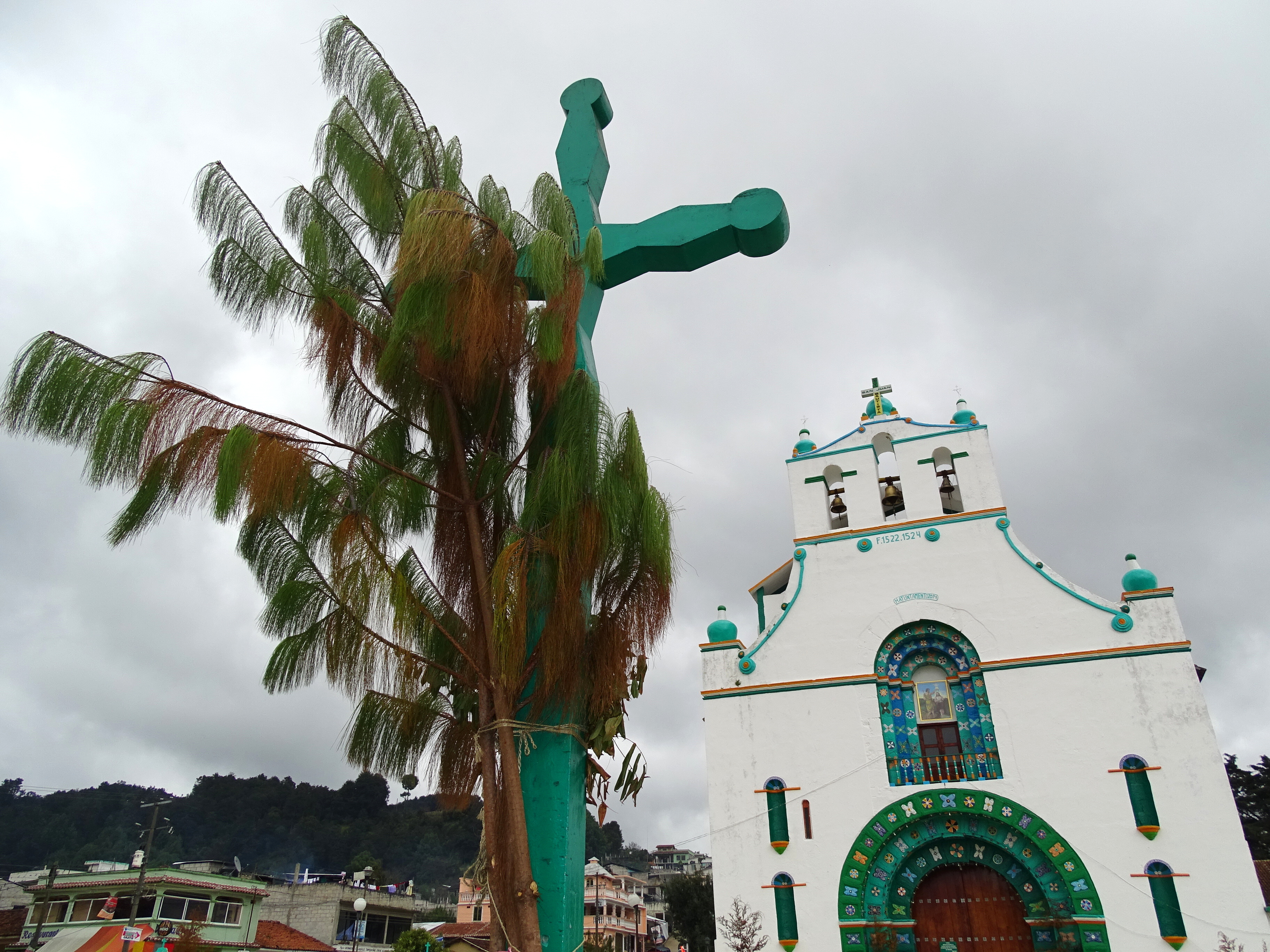
Fachada actual del templo de San Juan Bautista, Chamula, Chiapas.

El 13 de junio, el cura Martínez, acompañado de escoltas, acudió a Tzajalhemel para tratar de convencer a los indios de abandonar el culto. En el lugar, logró que algunos de los indios le entregaran las piedras parlantes, pero en el camino de regreso, fue alcanzado por el participantes del culto y fue asesinado junto con sus acompañantes ladinos. A partir de ese momento se produjeron algunas agresiones de indígenas contra algunos ladinos en varios pueblos cercanos. Sin embargo, la violencia no se generalizó. Al parecer, los chamulas descargaron su ira contra aquellos que consideraban- habían sido culpables de las vejaciones sufridas. No obstante, en San Cristóbal circuló la idea de que los indígenas pretendían acabar con los ladinos y con la civilización. El periódico local La brújula alimentó la imagen de una guerra de castas.
Posteriormente el gobernador —probablemente con la intención de desviar la atención de las elecciones que acababa de perder— decidió movilizar a sus tropas. El 21 de junio, al frente de 300 soldados, atacó a los chamulas apostados al norte y al oeste de San Cristóbal —quienes no habían vuelto a mostrar ninguna actitud hostil. El saldo final fue de 300 muertos, de los cuales 43 eran de las fuerzas del gobierno. El 30 de junio, después de reunir más hombres, Domínguez llevó a cabo la ofensiva final. Con más de 1000 hombres atacó Chamula, matando a más de 300 indígenas. Sus fuerzas en cambio no reportaron ni una sola baja. En las semanas que siguieron, el gobernador inició una cruel persecución sobre el resto de los rebeldes, para la cual reclutó a algunos indígenas de Mitontic, de Chenalhó, e incluso de Chamula.
A raíz de estos acontecimientos, los líderes de San Cristóbal y de Tuxtla acordaron compartir el control de la mano de obra indígena. La oposición entre liberales y conservadores en Chiapas se diluyó. Algunos políticos de Los Altos, incluso, empezaron a comulgar con el liberalismo. Sin embargo, el conflicto por el control de la mano de obra de los pueblos de los Altos no desapareció del todo.

#### La república restaurada (1869-1911)

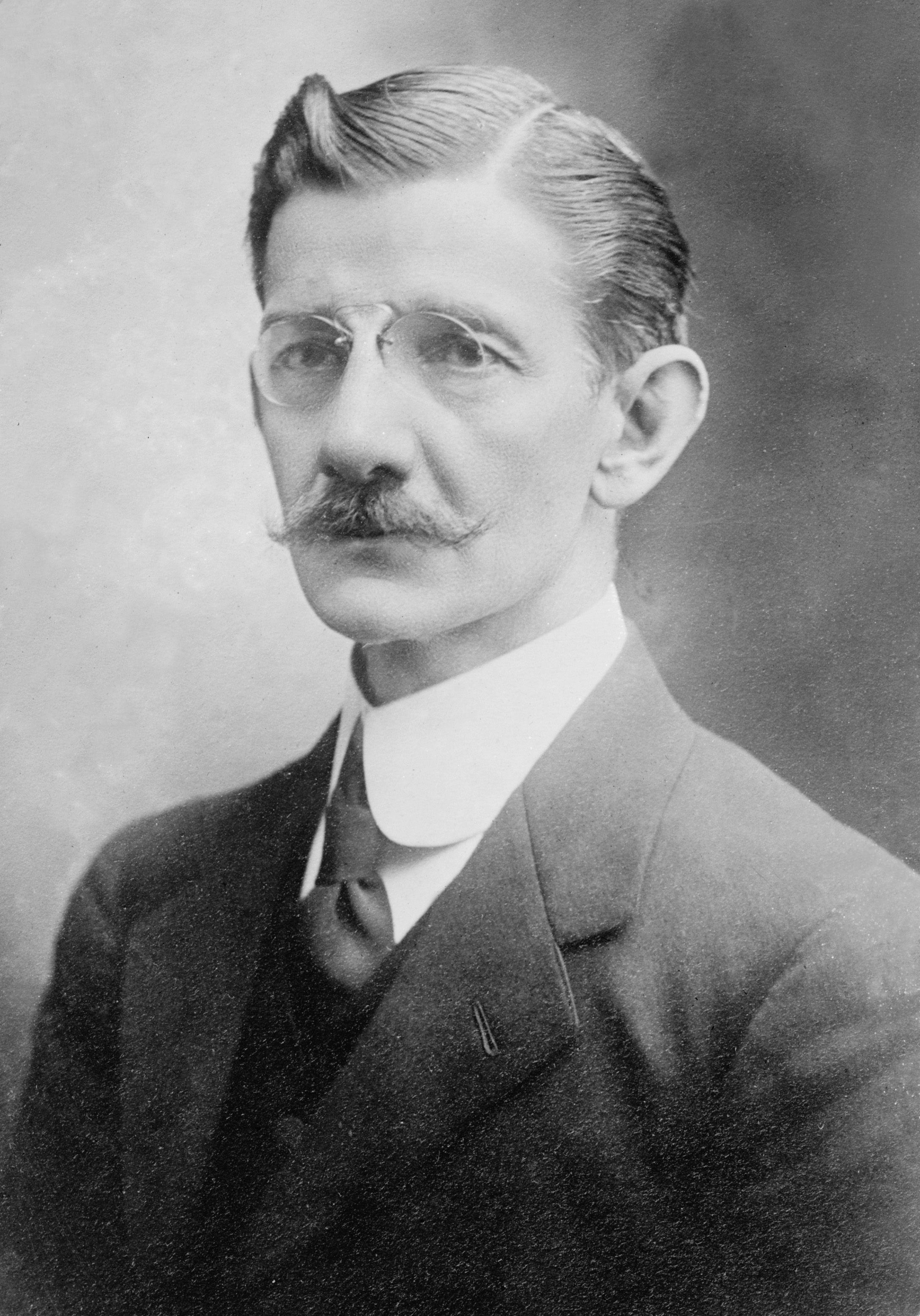
Emilio Rabasa Estebanell

Algunos autores consideran que las tendencias modernizadoras impulsadas por el régimen de Porfirio Díaz solo llegaron a Chiapas en 1892, año en que ocupó la gubernatura Emilio Rabasa, quien inició una reforma administrativa y fiscal importante además de centralizar el poder, el cual estaba fragmentado en diversos cacicazgos regionales: Sebastián Escobar dominaba la región del Soconusco, Julián Grajales controlaba la región de Chiapa de Corzo y Miguel Utrilla ejercía el control sobre Los Altos. Sin embargo, desde principios de la década de 1880, los gobernadores del estado se preocuparon por impulsar la educación, establecer un sistema penitenciario moderno y transformar los hábitos y las conductas de la población.
Así, en 1881 se emitió un bando de policía y buen gobierno, el cual pretendía normar los comportamientos y dejar atrás conductas consideradas como perjudiciales para la sociedad. En 1889 se decretó una ley de instrucción pública que retomó los preceptos de la pedagogía moderna y ese mismo año se publicó un reglamento de cárceles. En las principales ciudades se realizaron obras de mejoramiento urbano, tales como pavimentación de calles, introducción de alumbrado eléctrico y de sistemas de abastecimiento de agua. Dichas obras tenían que ver con el mejoramiento de las condiciones de salubridad pero también respondían a los ideales de progreso tan en boga en ese momento.
Tras un largo periodo de disputas entre los gobiernos de México y de Guatemala, en 1882 se firmó el Tratado de Límites entre ambos países. En esta negociación desempeñó un papel de primera importancia el político mexicano Matías Romero. Con dicho acuerdo Chiapas obtuvo el territorio de la actual región Sierra —el cual pasó a conformar el departamento de Mariscal—, y una porción de la Selva Lacandona. A cambio México cedió a Guatemala una pequeña franja del Soconusco. No obstante, la tensión entre los dos países se mantuvo hasta 1896, al grado que se llegó a temer una confrontación militar en la frontera.
Como ya se mencionó, Emilio Rabasa logró consolidar un gobierno fuerte e iniciar un plan de desarrollo económico moderno. En ese sentido vio con buenos ojos la floreciente economía de exportación de los Valles Centrales, cuyas élites resultaron beneficiadas con algunas medidas, tales como la construcción y mejoramiento de caminos. El carácter liberal de la administración rabasista pronto entró en conflicto con la élite de San Cristóbal, por lo que el gobernador decidió trasladar los poderes a Tuxtla Gutiérrez. De esa forma, a partir de 1892, aquella ciudad obtuvo el título de capital.
Emilio Rabasa dejó la gubernatura —y el estado— en 1896, sin embargo, promovió la elección de gobernadores que, en términos generales, mantuvieron su política y lograron la estabilidad del estado hasta 1911.

### Economía
Uno de los principales motores de la economía chiapaneca durante el siglo XIX fue la fuerza de trabajo aportada por la población indígena, especialmente la que se encontraba en Los Altos. De esa forma, los grupos de poder se preocuparon por controlarla. Desde el periodo colonial, el desarrollo de Ciudad Real se basó en el trabajo de los indios. En el siglo XIX, los tsotsiles y tseltales de Los Altos intercambiaban en la ciudad productos agrícolas por artículos de labranza y otros objetos especializados elaborados por los artesanos de la ciudad. El aguardiente desempeñó un papel importante en las transacciones comerciales entre los indígenas y los comerciantes de San Cristóbal, pues ese producto se utilizaba para endeudar a los primeros y apropiarse de sus mercancías.
Por su parte, la creciente producción agroganadera de los Valles Centrales demandó una importante mano de obra que solo los indígenas podían satisfacer. Dicha región se caracterizó desde principios del siglo por sus prósperas haciendas productoras de ganado, azúcar y maíz que exportaban a Guatemala y a diversas regiones de México. Conforme avanzaba el siglo, el peso económico de los Valles Centrales fue creciendo aún más con la producción de algodón, arroz, azúcar y café, destinados al abasto de los mercados de México y del Atlántico Norte, hecho que le permitió convertirse en la región económica más dinámica.
La necesidad de mano de obra de esta región, cuyo eje rector era la ciudad de Tuxtla, mantuvo en constante conflicto a sus finqueros contra los políticos y terratenientes de Los Altos. Sin embargo, entre 1870 y 1890, ambos grupos llegaron a un acuerdo: los sancristobalenses mantuvieron el control de los indios pero permitieron que los de los Valles Centrales se beneficiaran en cierta medida de esa fuerza de trabajo.
Durante ese periodo, se desarrolló otra zona económica de gran importancia: El Soconusco. Las políticas de atracción de capital y población extranjeros y el alza en los precios del café a nivel mundial propiciaron la llegada de empresarios alemanes procedentes de Guatemala, quienes establecieron plantaciones de dicho producto en el Soconusco. Para la década de 1890 existían 26 prósperas fincas cafetaleras en la región, cuyos impuestos aportaron al gobierno estatal grandes cantidades de recursos que lo fortalecieron y le permitieron la puesta en marcha del proyecto modernizador de Rabasa. Al finalizar el siglo, los enganchadores se valieron del alcohol para endeudar a los tsotsiles y reclutarlos como peones para las fincas cafetaleras de esa región.
En esos mismos años, el cultivo de cacao observó un auge notable en Pichucalco –al norte del estado. Debido a su ubicación, los productores de aquella región lograron establecer estrechas relaciones comerciales con Tabasco, lo que les permitía rivalizar con los cafetaleros respecto a la aportación de ingresos al erario estatal.
Los impuestos fueron otra fuente importante de enriquecimiento para el tesoro del estado. Para realizar el cobro de gravámenes destinados a los pueblos indígenas los políticos de San Cristóbal realizaron un pacto con el clero, de manera que algunos párrocos cumplían con la función de elaborar censos para calcular las contribuciones fiscales. Buena parte del porcentaje del impuesto que debían pagar todos los varones adultos —la capitación— provenían de la población indígena de Los Altos.

### Las fincas
La ampliación de los mercados comerciales benefició a los terratenientes de los Valles Centrales, de manera que desde los primeros años de vida independiente las fincas (palabra centroamericana utilizada para denominar a las propiedades de agricultores-rancheros) se convirtieron en la principal unidad económica de la región, la cual abastecía de productos tales como algodón, azúcar, arroz y café a México, Guatemala y al Atlántico Norte.
Durante las tres primeras décadas del siglo XIX, los gobiernos estatales fomentaron el denuncio de tierras ejidales, lo que contribuyó al crecimiento del número de fincas en la entidad. Tan solo en el centro y el sur de la Cuenca del Grijalva, para 1838 el número de estas se había elevado de 50 a 167. Mientras tanto, los hacendados locales aprovecharon para adueñarse de gran parte del valle. Una vez ocupadas esas tierras, los rancheros se desplazaron al sur y al noreste, a los departamentos de Comitán, Chiapa y La Libertad, los cuales llegaron a tener 2,318 fincas rústicas a finales del Porfiriato.
Por su parte, la región de Pichucalco cobró importancia en la producción de cacao desde los primeros años del Chiapas independiente. Para finales del siglo XIX, las políticas de atracción de capital extranjero y las facilidades para la adquisición de tierras con fines productivos acrecentó aún más la producción en esta zona. En 1890 había aproximadamente 2.5 millones de plantas de cacao en el departamento de Pichucalco.
Las fincas cacaoteras en esa región estaban en manos, principalmente, de empresarios españoles y mexicanos. La década de 1890 conoció un crecimiento importante en el número de fincas: de 93 en 1896 pasaron a ser 270 en 1903.
Como en otras zonas de Chiapas, la producción de cacao en Pichucalco se basó en el trabajo forzado de los indígenas, cuyos principales mecanismos fueron el reclutamiento forzoso y el endeudamiento. Como muestra, en 1897 el departamento de Pichucalco tenía 3,242 peones endeudados, tan solo en los registros oficiales.
Finalmente, la producción de café en el Soconusco cobró un auge sin precedentes hacia finales de la centuria, de manera que la mayor concentración de fincas rurales en el estado se encontraba en los departamentos de Soconusco con 19% del total, Tuxtla con 16%, Pichucalco con 12% y Chiapa con 8%.

### Demografía y sociedad
El siglo XIX chiapaneco estuvo marcado por importantes movimientos de la población. El desarrollo de nuevas regiones productivas provocó grandes migraciones, ya fueran temporales o permanentes. A la vez, el crecimiento demográfico fue considerable; en el periodo 1778-1880 el número de habitantes pasó de 84 000 a 248 000.

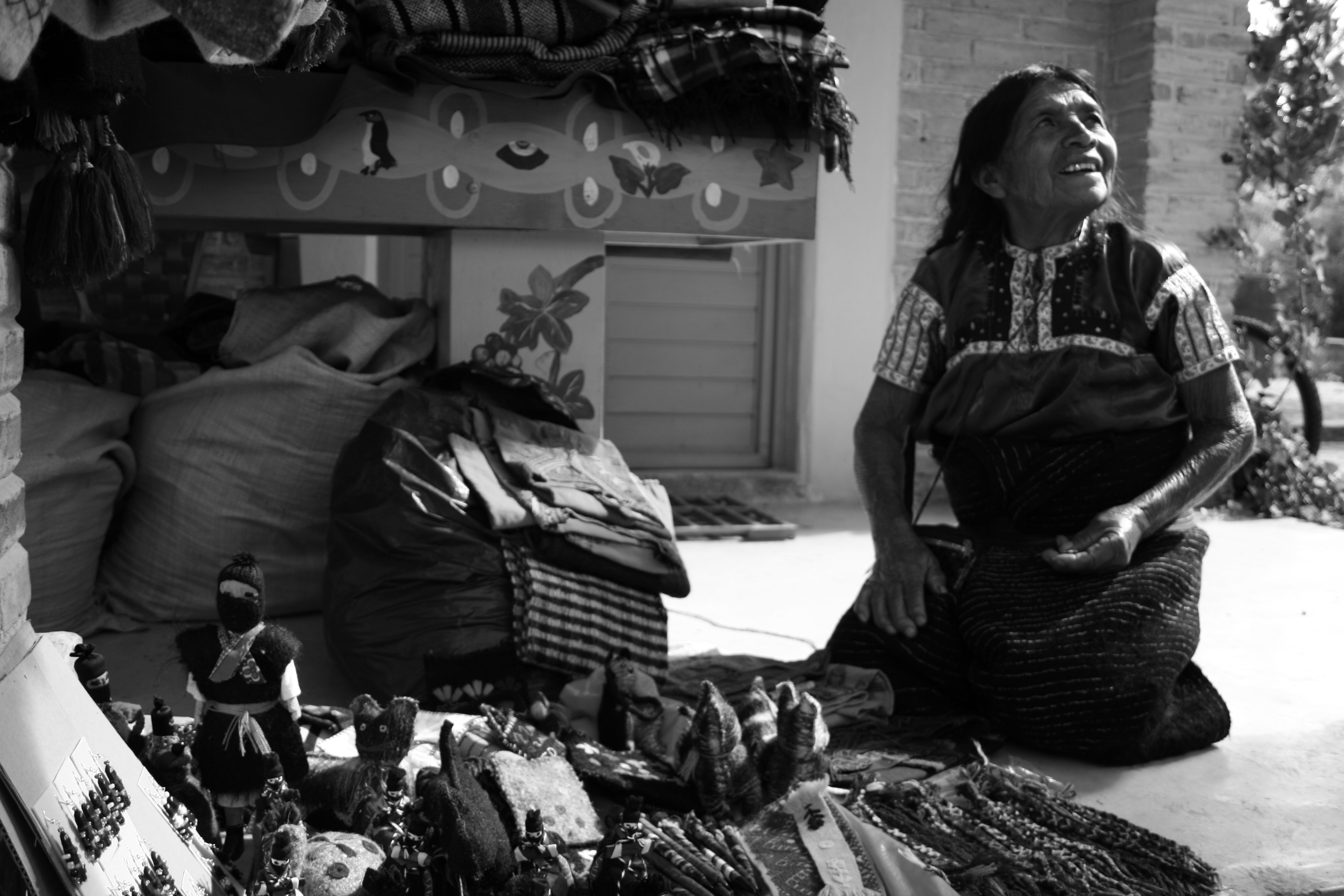
Vendedora tsotsil de Los Altos de Chiapas.

En esa centuria, hacendados y campesinos colonizaron las tierras del fondo de los valles intramontanos del Macizo Central, los de la Depresión Central y los de las llanuras costeras que habían quedado despoblados debido a las epidemias, plagas y hambrunas del periodo colonial. La llegada de mestizos —conocidos en Chiapas y Guatemala como ladinos—a los pueblos indígenas y el debilitamiento del control político sobre los mismos tras la independencia provocó la migración de muchos indígenas a sus tierras de cultivo, formándose los llamados “parajes”. Otros se convirtieron en mozos de las fincas (peones acasillados).
Se produjo también una importante migración de los indígenas de Los Altos hacia otras regiones. Por ejemplo, se pobló el noroeste de las Llanuras de Palenque, con la consiguiente fundación del pueblo de La Libertad en 1868. Los zoques migraron hacia el norte y se emplearon en las plantaciones de cacao del departamento de Pichucalco, en donde  se fundaron los pueblos de Tectuapán antes de 1829, Pueblo Juárez en 1861 y Reforma en 1883. Las fincas de Comitán se extendieron hacia la Selva Lacandona, incorporando como peones acasillados a tzeltales y tojolabales. Por su parte, las haciendas de los Valles Centrales atrajeron a un importante número de campesinos: Los Cuxtepeques recibieron a indígenas de la región intermedia entre Los Altos y los Valles Centrales, al igual que las fincas de la Frailesca, las cuales también crecieron con población de la zona de Chiapa de Corzo, mientras que los Valles de Jiquipilas y Cintalapa recibieron a habitantes de Ocozocoautla y, probablemente, del oeste de la región zoque.
A partir de 1880 el crecimiento poblacional se aceleró. De 258 mil habitantes con los que contaba el estado en aquel año, pasó a tener un poco menos de 530 mil. Ello se explica por el auge del café, principalmente en la región del Soconusco, cuya producción atrajo a un importante número de migrantes de Guatemala y de Los Altos, a lo que se sumó la demanda de mano de obra para la construcción del ferrocarril. Así entonces, el Soconusco y la Sierra se convirtieron en focos de atracción de flujos migratorios importantes, sin embargo, las corrientes migratorias mencionadas más arriba no desparecieron.
Otro dato demográfico importante es que, mientras que para 1778 los indígenas representaban un 82% de la población, para 1862 habían disminuido a 63% y para 1900 a 33%. El proceso de ladinización (o desindianización) en Chiapas configuró una geografía humana que, en buena medida, se mantiene hasta hoy. Las áreas preponderantemente ladinas quedaron conformadas por las llanuras del Pacífico, los llanos de Comitán, la mayor parte de los Valles Centrales y las dos Llanuras del Golfo, en tanto que la población indígena se concentró en el Macizo Central.

## Chiapas durante la revolución mexicana (1910-1940)

### Los inicios de la Revolución en Chiapas (1910-1914)
El inicio de la revolución mexicana en tierras chiapanecas reactivó el enfrentamiento entre las élites de San Cristóbal de las Casas y las de Tuxtla Gutiérrez. Para San Cristóbal el traslado de la capital a Tuxtla, realizado por Emilio Rabasa en 1892, seguía siendo un gran agravio. En mayo de 1911, a raíz de los Tratados de Ciudad Juárez, Porfirio Díaz dejó la presidencia y abandonó el país. En Chiapas el gobernador Ramón Rabasa abandonó el cargo, desencadenando una lucha política entre los políticos porfiristas de Tuxtla y los declarados maderistas de San Cristóbal. Estos últimos pensaban que la crisis nacional constituía una oportunidad para que los poderes del estado regresaran nuevamente a su ciudad y así recobrar su influencia política y económica.
 Para todas las élites políticas de Chiapas, el llamado de Francisco I. Madero en 1911 a constituir fuerzas políticas con el objetivo de participar en elecciones representó la ocasión ideal para organizarse políticamente mediante la fundación de clubes antirreleccionistas. Los grupos políticos de San Cristóbal exigieron la renuncia del gobernador interino que sucedió a Rabasa y la abolición de la capitación (un impuesto personal). Con esta última demanda buscaban atraer a los indígenas a su causa. Sin embargo, no existía un consenso entre estos maderistas sancristobalenses sobre quien debería ser su candidato para la gubernatura.
 También se fundaron clubes en otras partes del estado de Chiapas. Por mencionar algunos ejemplos, los rabasistas de Tuxtla Gutiérrez, que habían controlado el estado durante el Porfiriato, fundaron un club para impulsar la candidatura de Manuel de Trejo, quien había sido nombrado gobernador interino a la salida de Ramón Rabasa. Otro de los clubes, llamado “Soconusco”, se componía de ganaderos acaudalados de la ciudad de Tapachula que estaban en contra de los productores de café.
Madero y Emilio Vázquez Gómez, quien se desempeñaba como ministro de gobernación de Francisco León de la Barra (presidente interino a la salida de Díaz), se preocuparon por la situación política chiapaneca. Madero y el partido antirreleccionista, después de una reunión con la colonia chiapaneca residente en la Ciudad de México, resolvieron apoyar a Flavio Guillén, lo cual no fue bien recibido por los grupos maderistas de Chiapas. También se mostraron contrarios a este designación los diputados estatales, quienes querían como gobernador interino a Reynaldo Gordillo León.
En este contexto de inestabilidad política y de pugna entre grupos locales, las élites de San Cristóbal de Las Casas se declararon en rebelión el 3 de julio de 1911. Entre los dirigentes de dicha rebelión se encontraban Juan Espinoza Torres, los hermanos Antero y Carlos Ballinas, así como Alberto Pineda Ogarrio quien recibió, por parte de los rebeldes, el grado de teniente coronel. Estos rebeldes tomaron las armas por inconformidad ante la designación de Gordillo León y resolvieron proponer como gobernador interino a Manuel Pineda como gobernador.
El gobernador interino Gordillo Léon creó, entonces, un grupo armado de voluntarios, llamado, “Hijos de Tuxtla” para enfrentar a los sublevados. Sin embargo, Gordillo León tuvo que renunciar el 5 de julio. A Gordillo le sucedió Policarpo Rueda, gobernador que tampoco permaneció mucho tiempo en el cargo, ya que fue removido el 17 de agosto.La situación se agravó, ya que los inconformes de San Cristóbal recurrieron a un líder indígena chamula llamado Jacinto Pérez y apodado “El Pajarito” para que apoyara con indígenas armados a las fuerzas militares de los sancristobalenses. A las fuerzas de “El Pajarito” se unieron también unos indígenas de Soyaló al mando de Juan González.
Las fuerzas rebeldes lanzaron una ofensiva que duró una semana, en la cual lograron tomar Ixtapa, Chicoasén, La Concordia, San Bartolomé, Copainalá, Simojovel, Chiapilla, San Gabriel (ahora El Palmar, municipio de Chiapa de Corzo), Solistahuacán y Chiapa de Corzo. Esta última ciudad retiró su respaldo al gobierno del estado el 24 de septiembre. Sin embargo, la ocupación de esas localidades no fue duradera. El 8 de octubre las fuerzas gubernamentales retomaron Chiapa de Corzo y comenzaron una contraofensiva que se prolongó a lo largo de cuatro días, en la cual los rebeldes de San Cristóbal perdieron las poblaciones más importantes que habían ocupado.
El 13 de octubre se alcanzó un acuerdo entre los líderes sancristobalenses y los tuxtlecos. Los rebeldes reconocieron al gobierno asentado en Tuxtla y entregaron dos días después las armas. A cambio de esto, obtuvieron una amnistía para los participantes en la rebelión. Posteriormente, se convocó a elecciones para elegir un nuevo gobernador interino. Los principales candidatos fueron Reynaldo Gordillo y José Antonio Rivera G. El resultado fue muy reñido.  Un mes después de haberse efectuado las elecciones, el Congreso del Estado anuló las votaciones de Palenque y Chilón, con lo cual le otorgó la victoria a Gordillo León, quien había recibido el respaldo de los políticos tuxtlecos. Gordillo solo duró en funciones un mes y fue sustituido por Flavio Guillén.
Por su parte, los indígenas que participaron junto con los rebeldes de San Cristóbal no recibieron alguna solución a sus demandas, que eran la abolición del sistema de enganche de trabajadores para las fincas de café del Soconusco y la recuperación de las tierras que les habían quitado los ladinos. Además, muchos de los indígenas que fueron hechos prisioneros durante la revuelta fueron desorejados.
  Flavio Guillén fue visto inicialmente como una figura ligada a los políticos rabasistas; sin embargo actuó de forma conciliadora. Durante su gubernatura  impulsó la creación de partidos para encauzar las demandas políticas de los distintos grupos del estado. En Tuxtla se formó el Partido Liberal Chiapaneco, que reunió a los grupos de las tierras bajas con intereses comerciales y agrícolas. Por su parte, en San Cristóbal se fundó el Partido Popular Chiapaneco, que tenía como bandera política regresar la sede del gobierno del estado a San Cristóbal. Esa política conciliadora de Guillén se manifestó también en las elecciones de 1912 en las que se renovó la legislatura local y se eligieron los diputados y senadores federales. El gobernador se mantuvo al margen de los comicios y no favoreció a ninguna de las fuerzas políticas.
Flavio Guillén tomó varias medidas laborales para mejorar la situación de los campesinos e indígenas. En diciembre de 1912 expidió una ley laboral en la que se prohibía que los empleadores acumularan deudas de sus trabajadores por más de un año, así como que las deudas se heredaran de padres a hijos. También se establecía una jornada laboral máxima de diez horas diarias y se pedía a los patrones asegurar a sus trabajadores frente a alguna incapacidad para trabajar. Aunque se expidieron esas leyes, el sistema de enganche para las fincas de café permaneció casi igual que antes de la rebelión de 1911.
 En los municipios indígenas, los ladinos siguieron controlando los ayuntamientos, desde los cuales vigilaban que los indígenas enganchados cumplieran con sus contratos y desquitaran con su trabajo el anticipo que se les había dado. En fincas los propietarios continuaron endeudando a los mozos (peones acasillados) para que tuvieran que permanecer trabajando ahí. Sin embargo, en Chamula el control de los ladinos sobre el ayuntamiento disminuyó. Los puestos en el ayuntamiento constitucional pasaron a ser ocupados por los indígenas monolingües de más edad que habían desempeñado cargos tradicionales. Aunque, el enganche forzoso ya no practicaba, los chamulas seguían dependiendo del trabajo en las fincas cafetaleras y en las tierras bajas para asegurar su subsistencia.
 El gobierno de Guillén terminó con el derrocamiento de Madero en febrero de 1913, cuando Gordillo León, quien lo sustituía provisionalmente mientras viajaba a la Ciudad de México, apoyo el golpe de Estado de Victoriano Huerta. Este designó como gobernador de Chiapas al general Bernardo A.Z. Palafox, militar que recibió el apoyo de las élites políticas de San Cristóbal. En cambio, otros grupos se levantaron en armas a favor de las fuerzas constitucionalistas de Venustiano Carranza., dando lugar en varias regiones del estado a algunos enfrentamientos entre los constitucionalistas y las fuerzas armadas simpatizantes de Huerta.
Huerta fue derrotado militarmente por el ejército constitucionalista en 1914. En Chiapas, Palafox fue removido de la gubernatura. El 14 de septiembre de ese año, llegó a Chiapas, al frente de la 21.ª división, el general Jesús Agustín Castro, comisionado por Venustiano Carranza para hacerse cargo de la gubernatura. Castro entró rápidamente en conflicto con las élites políticas chiapanecas. Al poco tiempo de su llegada, disolvió el Congreso del Estado y el Tribunal Superior de Justicia. El 14 de diciembre de ese año aprobó una ley que limitaba fuertemente las actividades de la Iglesia, al prohibir la confesión, legalizar el divorcio, clausurar conventos y reducir la celebración de misas a una vez por semana. También confiscó las propiedades del antiguo obispo de San Cristóbal, Francisco Orozco y Jiménez.
En octubre de 1914, aprobó la denominada Ley de Obreros, que también fue conocida como Ley de Liberación de Mozos. En ella se prohibía el peonaje por deudas y el enganche, y se cancelaban las adeudos de los trabajadores en las tiendas de raya. También se fijaba una jornada de diez horas para los trabajadores, se fijaban salarios mínimos y se establecían seguros por accidentes o  discapacidad, además se estipulaba que los propietarios rurales debían establecer escuelas para los hijos de sus trabajadores.
 Las tropas de Castro entraron en conflicto con la población civil. Capturaron y fusilaron a exfuncionarios y a antiguos líderes políticos, como fue el caso de Jacinto Pérez, quien fue arrestado y fusilado en octubre de 1914. Los habitantes de las tierras bajas, principalmente, decidieron tomar nuevamente las armas en contra del gobierno de Jesús Agustín Castro. Ello dio inicio la rebelión mapache.

### La rebelión de los mapaches (1914-1920)
El dos de diciembre de 1914 se reunieron 40 finqueros a orillas del río Canguí, (municipio de Chiapa de Corzo), y acordaron levantarse en armas en contra de las tropas constitucionalistas. Según ellos, la división carrancista al mando de Jesús Agustín Castro era un “ejército invasor”, que cometía múltiples abusos contra la población civil. Además, estos finqueros se oponían a la Ley de Liberación de Mozos. Los alzados eligieron como líder militar a Tiburcio Fernández Ruiz, quien era un joven finquero. Los líderes de estos rebeldes eran, principalmente, propietarios de la Frailesca y Los Cuxtepeques, regiones relativamente marginales. En cambio, los propietarios y los comerciantes de Tuxtla se mantuvieron fieles a Castro. A los finqueros rebeldes se les unieron otros rancheros de las tierras bajas junto con vaqueros, caporales, peones locales, jornaleros y exmilitares. Este grupo recibió el mote de “mapaches” en virtud de que se desplazaban por la noche y comían maíz crudo que arrancaban de las milpas por las que atravesaban.
 En 1914, con la caída de Huerta, los grupos revolucionarios se dividieron. Los villistas y zapatistas, que se adhirieron a la Convención de Aguascalientes, se enfrentaron a las fuerzas constitucionalistas de Carranza. En ese contexto, los mapaches se declararon villistas, al tener como enemigo común a las autoridades carrancistas.
 Los mapaches lograron conseguir apoyos más allá del territorio que controlaban. Así, en la región de Comitán muchos finqueros se aliaron con ellos. En 1916, Alberto Pineda de San Cristóbal, al frente de la “Brigada Las Casas”, se adhirió a su causa, aunque conservando un gran margen de autonomía,. Pineda operó en los departamentos de Las Casas, Chilón, Palenque y Simojovel.
En noviembre de 1916, incursionaron a territorio chiapaneco Félix Díaz y Juan Andrew Almazán, quienes fueron acogidos por los mapaches. En mayo de 1916, los zapatistas comandados por Rafael Cal y Mayor, quienes habían llegado a Chiapas apenas un mes antes, entablaron pláticas con los mapaches para actuar de forma conjunta, pues ambas fuerzas se asumían como convencionalistas. Sin embargo,  la unión entre mapaches y zapatistas no llegó a darse porque Cal y Mayor comenzó a repartir tierras de las haciendas entre los campesinos, política contraria a los intereses de los finqueros mapachistas. La ruptura se hizo visible en agosto de 1916 al producirse choques armados entre las tropas de Tiburcio Fernández y las de Rafael Cal y Mayor.
Los mapaches desarrollaron una técnica de guerrilla, realizando combates cortos y rápidos y huyendo posteriormente sin entablar una batalla frontal contra las fuerzas comandadas por Castro. A diferencia de los carrancistas, los mapaches tenían arraigo popular, por lo cual recibían ayuda de finqueros y rancheros, tanto en dinero, combatientes o suministros, lo que les permitió mantener su lucha en contra de las autoridades carrancistas por cuatro años.
En 1916, los mapaches hicieron un esfuerzo por unificar sus fuerzas militares. Fernández Ruiz acordó con el líder mapache de Comitán, Tirso Castañón, formar un gobierno rebelde, en el que Castañón se desempeñaba como gobernador provisional, mientras que el mando militar lo mantuvo Fernández Ruiz al ser nombrado como jefe de operaciones de la Brigada Libre de Chiapas.
Por su parte, las fuerzas carrancistas no siempre optaron por las armas para derrotar a los mapaches. En septiembre de 1916, el gobernador Pablo Villanueva entabló negociaciones con los rebeldes, estableciendo una “Junta Pacifista”, la cual no logró su propósito.
Carranza, después de haber ocupado la presidencia de México, designó en julio de 1917 al general Salvador Alvarado como jefe de operaciones del sureste. Este estableció su cuartel en Tabasco y desde ahí envió al general Alejo González a Chiapas a mediados de 1917. Alvarado se trasladó a Chiapas a mediados de marzo de 1918, acompañado de 2,500 efectivos. Alvarado recurrió a la táctica de concentrar a la población rural en los pueblos para privar de apoyos a los mapaches. Éstos respondieron evitando toda confrontación directa con el ejército de Carranza y refugiándose en la serranía. Los enfrentamientos entre mapaches y carrancistas fueron escasos a lo largo de 1918, aunque en 1919 continuaban las escaramuzas que dejaban ver la resistencia que aún podían ofrecer los mapaches.
En el año de 1920 se produjo la ruptura entre Álvaro Obregón y Venustiano Carranza. Obregón y sus partidarios se levantaron en armas por medio del Plan de Agua Prieta. Este conflicto terminó con el asesinato de Carranza en mayo de 1920. Posteriormente se convocó a elecciones donde Obregón resultó ganador, llegando a la presidencia en diciembre de ese año.
En Chiapas durante marzo y abril de 1919, se acordó un alto al fuego entre el ejército y los rebeldes. Fernández Ruiz inició negociaciones con el ejército constitucionalista que finalmente frutificaron cuando se adhirió a la rebelión de Agua Prieta, al negociar su adhesión con el general Albino Lacunza, quien se encontraba al frente de la guarnición de Villaflores. Así, Fernández se incorporó al bando ganador en 1920. Al aliarse con Lacunza y con Obregón, Fernández quedó en una muy buena posición política. Tomó la capital de Chiapas el 27 de mayo de 1920, siendo designado como jefe de operaciones militares. Más tarde, en diciembre, cuando tomó posesión Obregón, el colegio electoral lo declaró gobernador constitucional.
Una vez que Fernández fue designado gobernador llegó a un acuerdo con Cal y Mayor, así como con Pineda, para que dejaran las armas. Este último fue nombrado jefe de operaciones en Tabasco, mientras que Cal y Mayor recibió un cargo dentro de la burocracia agraria. De esa forma terminó la fase armada de la Revolución en Chiapas.

### El gobierno de Tiburcio Fernández (1920-1924)
Tiburcio Fernández tomó posesión de la gobernatura de Chiapas en diciembre de 1920. A grandes rasgos su mandato se caracterizó por no aplicar las reformas agraria y laboral que habían sido promulgadas por la constitución de 1917. Uno de los medios para lograr ese objetivo fue no asignar recursos para los inspectores que vigilaban la puesta en práctica de ambas legislaciones.
En 1921 la legislatura estatal aprobó una ley que definía como “pequeña propiedad” las extensiones de tierra menores a 8,000 hectáreas, por lo cual no podían ser objeto del reparto agrario.  Los propietarios que tenían predios mayores a ese límite tenían la posibilidad de decidir cuáles hectáreas querían conservar y podían vender el excedente. A esta ley se agregaron otras que, de igual manera, pusieron trabas al reparto de tierra. Una de ellas autorizaba de nuevo las tiendas de raya y el peonaje acasillado, no teniendo estos últimos trabajadores derecho a recibir tierras.
Tiburcio Fernández integró su gobierno únicamente con mapaches rebeldes, lo que lo enemistó con las élites políticas chiapanecas. Otro factor de descontento fue haber descuidado a los Altos y a la región de Pichucalco.
 El Partido Socialista Chiapaneco, opositor al gobierno de Tiburcio Fernández, se creó el 13 de enero de 1920, en Motozintla. Dicho partido se expandió al Soconusco, enarbolando demandas de carácter laboral, lo que le permitió ganar simpatías entre los trabajadores estacionales de las fincas cafetaleras.
En 1921, el dirigente de ese partido, Ricardo Alfonso Paniagua, estableció una alianza con el general Carlos A. Vidal, quien tenía fincas en Pichucalco, y que desempeñaba un cargo en el Ministerio de Defensa. Ello le permitió a Paniagua fortalecer su trabajo sindical entre los cafetaleros del Soconusco. Para 1924, en el contexto de la rebelión delahuertista, el Partido Socialista Chiapaneco se colocó del lado de Obregón, quien les otorgó su apoyo para las elecciones locales de julio de ese año. El Partido Socialista defendió la candidatura de Carlos A. Vidal en contra del candidato de Tiburcio, Luis Ramírez Corzo.
La legislatura local, bajo el control de Fernández, desconoció los resultados de 58 distritos de un total de 62, lo que provocó un grave conflicto poselectoral. Los partidarios de Vidal crearon su propio congreso local. Cuando Plutarco Elías Calles tomó posesión de la presidencia en diciembre de 1924, nombró a César Córdova como gobernador interino para que convocara a elecciones municipales en abril de 1925 y para gobernador en mayo de ese año. Vidal resultó ganador en estas últimas y tomó posesión el 20 de mayo de 1925.
El gobierno de Carlos A. Vidal (1925-1927)
Las acciones de gobierno de Vidal estuvieron encaminadas a impulsar el reparto agrario, a reorganizar el sistema fiscal y a crear oficinas para regular la contratación de trabajadores para las fincas. Una de sus medidas consistió en cobrar impuestos a los finqueros por el transporte en ferrocarril del café. También expidió leyes para regular el trabajo, entre las que se encuentran las que establecieron la Junta Central de Conciliación y Arbitraje, las Juntas Municipales de Conciliación, las Comisiones Especiales del Salario Mínimo y las Oficinas Investigadoras de Contratos en Comitán, San Cristóbal y Motozintla. Además promulgó una nueva legislación laboral en 1927, que tenía como objetivo que los contratos de trabajo fueran colectivos y se firmaran entre el patrón y el sindicato de los trabajadores. Además las nuevas leyes laborales prohibían la sustitución de trabajadores en huelga.
En agosto de 1927 Vidal se separó de la gubernatura para apoyar la campaña presidencial de Francisco R. Serrano, quien se oponía a la reelección de Álvaro Obregón e impulsaba su propia candidatura, Carlos Vidal, antes de dejar el cargo, nombró como gobernador interino a su hermano Luis. Francisco Serrano, junto con otro aspirante a la presidencia, Arnulfo R. Gómez, planeó una rebelión en contra de Calles. Esa conjura fue descubierta, y el 3 de octubre de 1924 los principales cabecillas fueron arrestados en Cuernavaca. Calles ordenó asesinarlos en Huitzilac. Entre los fusilados se encontraba Carlos A. Vidal. En Chiapas, el gobernador interino, Luis Vidal, y el presidente de la Cámara de Diputados local, Ricardo Alfonso Paniagua, fueron depuestos de sus cargos y luego fusilados. Con ello, el Partido Socialista Chiapaneco recibió un duro golpe que lo llevó a replegarse momentáneamente.

### El gobierno de Raymundo Enríquez (1928-1932)
Después del fusilamiento de Luis Vidal y Ricardo Alfonso Paniagua, se nombró como gobernador interino a Federico Martínez Rojas, quien era presidente municipal de San Cristóbal. En marzo de 1928, con la venia de Calles, fue remplazado por Amador Coutiño, quien preparó el camino para el triunfo del ingeniero agrónomo Raymundo Enríquez, el cual había lanzado su candidatura a gobernador en enero de ese año. Raymundo Enríquez ganó las elecciones; aunque los otros contendientes, Luis C. García y Rafael Cal y Mayor, desconocieron el resultado y crearon sus propios congresos locales. Sin embargo, el indefectible apoyo de Calles permitió que Enríquez pudiera tomar posesión de la gubernatura el 1 de diciembre de 1928.
Durante su gobierno, se resolvieron 113 solicitudes de tierra que permitieron el reparto de 171 889 hectáreas de tierra. Sin embargo, esta política agrarista no afectó las fincas de café ni las haciendas de los mapaches de La Frailesca y de los Altos. Raymundo Enríquez apoyó la formación en marzo de 1931 de la Confederación Campesina y Obrera de Chiapas. Para resolver los conflictos entre trabajadores y patrones, creó el Departamento de Trabajo, Defensa Proletaria y Bienestar Social, que, entre otras de sus funciones, asesoraba a los campesinos en sus demandas agrarias y supervisaba los contratos colectivos de trabajo.
Enríquez mantuvo relaciones conflictivas con la Iglesia católica. Respaldó las medidas anticlericales de Calles y mandó clausurar iglesias y limitar el número de sacerdotes a ocho: cinco de la Iglesia católica, uno evangélico y los restantes miembros de la Iglesia ortodoxa. Así, un único cura tenía que administrar una zona enorme, que comprendía San Cristóbal y los municipios tsotsiles y tseltales. En San Cristóbal, se permitió el toque de campanas solo  tres veces al día.

### El gobierno de Victórico Grajales (1932-1936)
Los conflictos entre la iglesia y el gobierno se agravaron todavía más durante el gobierno de Victórico Grajales. Grajales llegó a la gubernatura en 1932, apoyado por Plutarco Elías Calles durante el llamado “Maximato”. Algunas de las medidas que Grajales tomó fueron la construcción de carreteras, el apoyo a la educación socialista, que desde su perspectiva tenía como finalidad la desfanatización de la población, la creación de instituciones para apoyar a los indígenas y la implementación de una campaña antialcohólica. Durante su gestión se construyó la carretera que va de Tuxtla Gutiérrez a Arriaga, con la finalidad de unir el centro de Chiapas con la red ferroviaria del Soconusco.
Las políticas gubernamentales de Grajales que rápidamente chocaron con la iglesia fueron la educación socialista y la campaña de desfanatización.Grajales redujo el número de ministros religiosos autorizados en Chiapas a cuatro y cambió el nombre de los pueblos que hacían referencia a algún santo o a alguna advocación de la Virgen. En enero de 1934 limitó el número de sacerdotes a tan solo uno para todo el territorio de Chiapas. En octubre de 1934, ordenó la expulsión del obispo y de todos los sacerdotes, a excepción de un padre cismático, quien dejó los hábitos a finales de ese año.
En el otoño de 1934, el gobierno promovió las quemas públicas de imágenes religiosas y de ornamentos religiosos en ciudades como Tuxtla, San Cristóbal, Comitán y Tapachula. En algunas poblaciones como Cintalapa, Coapilla, Zinacantán o en Chamula, los habitantes se opusieron a estas acciones, escondieron a sus santos en cuevas y, en algunos casos, se organizaron para repeler a los llamados “quemasantos”.
En 1935 Grajales reformó el código agrario estatal de 1921 en conformidad de la ley agraria federal de 1933. En esa reforma legislativa, se establecía como límites para la propiedad privada 150 hectáreas en el caso de tierra irrigada, mientras que en terreno montañoso la extensión máxima era de 5,000 hectáreas, al igual que para los cultivos de caña de azúcar, café y cacao.
El triunfo de Lázaro Cárdenas en las elecciones presidenciales de 1934 modificó el panorama político en Chiapas. Los roces entre el nuevo presidente y Grajales no tardaron en producirse. A pesar de ello, Cárdenas decidió mantener a Grajales a la cabeza del estado de Chiapas hasta el término de su mandato, mientras encontraba a un político confiable con quien reemplazarlo. Finalmente, le otorgó su respaldo a Efraín Gutiérrez como candidato a gobernador en las elecciones de 1936.

### El gobierno de Efraín Gutiérrez (1936-1940)
Para alcanzar el triunfo de Efraín Gutiérrez, los cardenistas consiguieron primero el apoyo del PNR estatal, nombrando a personajes de filiación cardenista en la dirección del partido y en el comité estatal. Además, buscaron el voto de los católicos, al mostrarse más tolerantes con la Iglesia que Grajales. Finalmente, obtuvieron la confianza de muchos indígenas, que constituían un sector muy importante de la población. En esta última tarea, desempeñó un papel de primera importancia Erasto Urbina, un oficial de migración que hablaba tsotsil y tseltal.
Tras el triunfo de Efraín Gutiérrez, Urbina fue nombrado jefe del Departamento de Protección Indígena, institución desde la cual formó el Sindicato de Trabajadores Indígenas a finales de 1936. Dicho sindicato se hizo cargo de negociar las contrataciones de los indígenas de los Altos para trabajar en las fincas de café del Soconusco.]Urbina logró, también, reemplazar a los secretarios ladinos que controlaban los municipios indígenas por jóvenes tsotsiles y tseltales bilingües y alfabetizados, muchos de los cuales habían participado con él en los comités electorales que impulsaron la candidatura de Gutiérrez. Algunos de estos jóvenes siguieron controlando los municipios de Los Altos después de la década de 1940, al desplazar del poder local también a los ancianos monolingües y al actuar como intermediarios entre las comunidades y las agencias gubernamentales. El poder de estos intermediarios bilingües se consolidó cuando, el 1 de enero de 1939, el Departamento de Protección Indígenas anunció que solo trataría con presidentes municipales bilingües.
Efraín Gutiérrez repartió tierras en Los Altos y en el Soconusco. En esta última región el reparto comenzó en marzo de 1939, al expropiar tierras a poderosos finqueros. Uno de los que más hectáreas perdió fue Enrique Braun: cerca de la mitad de las 7,988 hectáreas repartidas en marzo le habían pertenecido a él. En 1940, el gobierno de Gutiérrez expropió tierras de las fincas no solo del Soconusco sino también de la región de Motozintla.

### Demografía
Durante el periodo de 1910 a 1940, la población de Chiapas conoció un crecimiento importante, con la única excepción de la década de 1910. Ese año, el estado contaba con un total de 438 843 habitantes. Como resultado de los enfrentamientos armados y, sobre todo, de la epidemia de la gripe española, ese número se redujjo a 421 744 habitantes. Para el año de 1940, la población se había recuperado y alcanzaba la cifra de 679 885 habitantes. Durante todo el periodo el porcentaje de hablantes de alguna lengua indígena se mantuvo en torno a la tercera parte del total.

### Economía
La economía de Chiapas, después de la revolución y durante las primeras cuatro décadas del siglo XX, tuvo como actividades principales: la ganadería, el cultivo de café y de cacao. En 1940 Chiapas se criaba el 3,66% del ganado vacuno nacional; el 4,79% del equino; el 4,55% del ovino 4,55%; el 7,80% del el porcino y el 7,39% de las aves de corral.
Las principales zonas ganaderas de Chiapas eran: para el ganado porcino, las Llanuras del Golfo y el valle del Grijalva; para el ganado ovino Los Altos; para el vacuno, La Frailesca, Cintalapa y Jiquipilas. También se criaba este último tipo de ganado en Los Cuxtepeques, Venustiano Carranza (antes San Bartolomé de Los Llanos), La Trinitaria (antes Zapaluta); Comitán, Ocosingo; Palenque, Playas de Catazajá y Salto de Agua.
 En el caso del cacao, las dos zonas productoras más importantes eran la parte sureste del Soconusco y la zona zoque. Se ha contabilizado que después de la lucha armada la producción de esta semilla decayó, pasando de 1500 toneladas entre 1920 a 1925 a menos de 1000 en el periodo de 1930 a 1933. La producción se recuperó después hasta alcanzar un total de 5675 toneladas en 1943.
 El café, por su parte, se producía principalmente en el Soconusco, Los Altos y la Selva.  La producción en Chiapas durante el periodo de 1909-1910 alcanzó una producción de 120 000 quintales. Se llegó a un nivel máximo en 1914-1915 de 177 000 quintales, a pesar de las luchas. En el periodo de 1919-1920 la producción se redujo a 130 000 quintales. Pero entre 1929-1930, volvió a aumentar hasta alcanzar los 298,000 quintales. Desde inicios del siglo XX, Chiapas se mantuvo en el segundo lugar nacional en cuanto a la producción de café. En 1925 produjo el 30% del total nacional.

## Chiapas posrevolucionario, 1940-1994
Entre 1940 y 1994, el estado de Chiapas tuvo 14 gobernadores, de los cuales nueve fueron elegidos mediante el voto en urnas y el resto fungieron como gobernadores interinos nombrados tras la renuncia de su antecesor. Todos ellos militaron en las filas de un mismo partido: el Partido de la Revolución Mexicana (PRM) que en 1946 se convirtió en el Partido Revolucionario Institucional (PRI). 
La selección de los personajes que ocuparon la gubernatura durante estos años se hizo con base en criterios que fueron cambiando a lo largo de los años. Así, entre 1940 y 1964, se optó por dar el cargo a jóvenes políticos chiapanecos egresados de alguna licenciatura en la Universidad Nacional Autónoma de México y vinculados a la dirigencia nacional del partido. 
Por otro lado, en la década de 1970, el PRI prefirió llevar a la gubernatura del estado a militantes que gozaran de buen prestigio entre la sociedad debido a sus actividades académicas o a su trayectoria en la administración pública. Esto se hizo con la finalidad de mejorar la imagen del gobierno ante la sociedad en el marco de la política populista del presidente Luis Echeverría. 
Durante los años ochenta, las guerras civiles que afectaban Centroamérica hicieron que el partido optara por llevar a la gubernatura del estado a un militar, con la finalidad de reforzar la seguridad en la frontera con Guatemala. Por último, a finales de esa década, se buscó que el gobierno estatal estuviera encabezado por políticos que simpatizaran con el nuevo modelo económico de tipo neoliberal que comenzaba a aplicarse en el país.

### El gobierno de Rafael Pascacio Gamboa (1940-1944)
Médico de profesión egresado de la UNAM y adscrito a los grupos políticos encabezados por Manuel Ávila Camacho y Miguel Alemán Valdez, Rafael Pascacio Gamboa fue designado candidato del PRM a la gubernatura de Chiapas por el periodo de 1940 a 1944 y posteriormente logró la victoria en los comicios realizados en 1940.
Durante su gobierno se inició un plan de renovación de la imagen urbana de Tuxtla Gutiérrez, que consistió en la construcción de edificios de gobierno, escuelas, hospitales, vialidades y parques públicos. Asimismo, llevó a cabo la edificación de obras en otros municipios del estado, especialmente en San Cristóbal de Las Casas y Tapachula. 
Por otro lado, el gobierno de Rafael Pascacio Gamboa marcó el comienzo de la etapa más álgida del reparto agrario en Chiapas. Así, si bien entre 1930 y 1940, se entregaron 290 354 hectáreas, de 1940 a 1949 se repartieron 468140 hectáreas.

### Los gobiernos de Juan María Esponda, César Augusto Lara Ramos y Francisco J. Grajales (1944-1952)
Juan María Esponda, quien también fue candidato del PRM, ganó los comicios y asumió la gubernatura de Chiapas en 1944. Esponda pertenecía al grupo político del gobernador saliente Rafael Pascasio Gamboa; sin embargo su gobierno únicamente duró dos años, pues una crisis política desatada por la baja votación que sus candidatos tuvieron en las elecciones intermedias de 1946, lo obligó a dejar el cargo.
En su lugar fue nombrado César Augusto Lara Ramos como gobernador interino, quien no poseía una trayectoria política destacada. De hecho, la presión de los diversos grupos políticos que conformaban el PRI en Chiapas logró su remoción del cargo en 1950. De este forma, el ingeniero Francisco J. Grajales, militar de carrera y nieto del exgobernador Victórico Grajales, fue designado gobernador interino.             

### El gobierno de Efraín Aranda Osorio (1952-1958)
Gracias a sus vínculos con el presidente Miguel Alemán Valdez, Efraín Aranda Osorio fue designado candidato del PRI al gobierno de Chiapas para el periodo de 1952-1958, obtenido el triunfo en las elecciones de 1952. 
Aunque su sexenio, a diferencia del de sus antecesores, transcurrió con calma, al final de este se enfrentó a los grupos políticos del PRI nacional encabezados por Adolfo López Mateos, quien sería candidato a la presidencia, ya que le impidieron participar en la designación de su sucesor.

### El gobierno de Samuel León Brindis (1958-1964)
Luego de un disputado proceso interno, Samuel León Brindis fue designado candidato del PRI al gobierno de Chiapas para el periodo de 1958 y 1964, obteniendo la victoria en los comicios de 1958. Los críticos a su gobierno indicaron que la administración de Samuel León Brindis transcurrió sin pena ni gloria, pues este no atendió las necesidades básicas de la entidad pero tampoco se suscitaron conflictos sociales y políticos como había ocurrido en las administraciones anteriores. 

### El gobierno de José Castillo Tielemans (1964-1970)
Postulado por el PRI, José Castillo Tielemans resultó ganador de las elecciones para la gubernatura del estado para el periodo 1964-1970. Al igual que la mayor parte de sus antecesores, Tielemans había egresado de la UNAM y hecho carrera en la administración pública federal aprovechando los vínculos que construyó con diversos dirigentes del PRI. 
A diferencia de su antecesor, Tielemans puso en marcha nuevos planes de infraestructura en las principales ciudades del estado, que consistieron en la construcción de edificios de gobierno, mercados, escuelas, vialidades y parques públicos. Asimismo, inició con los trabajos para la fundación de la Universidad de Chiapas, la cual se inauguró finalmente cuatro años después de la finalización de su gobierno. 

### El gobierno de Manuel Velasco Suárez (1970-1976)
Médico de profesión y con una reconocida trayectoria como neurocirujano, Manuel Velasco Suárez fue nombrado candidato a gobernador por el PRI para contender en las elecciones de 1970.
La designación de Velasco obedeció a la nueva política que el PRI seguía para la selección de sus candidatos. Así, tras la crisis que había representado el movimiento estudiantil de 1968, buscaba a personajes que gozaran de gran prestigio social gracias a sus trayectorias personales o académicas, aunque estos tuvieran poca o nula experiencia en la administración pública.
Aunque la llegada de Velasco Suárez molestó a algunos miembros de la élite política chiapaneca, quienes hubieran preferido que el candidato hubiera sido Juan Sabines Gutiérrez, el nuevo gobernador logró conciliar los ánimos de sus detractores. 
Durante su gobierno se terminó la construcción de la presa La Angostura y se inició la construcción de la de Chicoasén, al tiempo que fue publicada una nueva constitución política del estado en 1973 y creó la Universidad de Chiapas en 1974.

### El gobierno de Jorge de la Vega Domínguez (1976-1977)
En 1976, el priísta Jorge de la Vega Domínguez ganó las elecciones para la gubernatura de Chiapas para el periodo de 1976-1982. Domínguez pertenecía a una nueva generación de políticos chiapanecos que había logrado establecer buenas relaciones con la dirigencia nacional del PRI y por ello fue designado candidato. 
Si bien su nombramiento molestó a algunos grupos locales del PRI en Chiapas, Domínguez rápidamente logró ganarse la confianza de políticos ligados al gobernador saliente, Manual Velasco, al tiempo que recibió un gran apoyo de los políticos de Comitán, su tierra natal, gracias a lo cual pudo armar un gobierno sólido. 
Sin embargo, su paso por la gubernatura de Chiapas fue efímero. En 1977 fue llamado por el presidente José López Portillo para ocupar un cargo en el gobierno federal. Como su sucesor, fue nombrado Salomón González Blanco. 

### El gobierno de Salomón González Blanco (1977-1979)
Del Distrito Federal llegó Salomón González Blanco a ocupar la gubernatura interina de Chiapas. Sin embargo, su enemistad con los grupos políticos locales encabezados por el político tuxtleco Juan Sabines Gutiérrez hizo que su encargo como gobernador durara solamente un par de años.

### El gobierno de Juan Sabines Gutiérrez (1979-1982)
Tras la salida de González Blanco, Juan Sabines Gutiérrez ocupó la gubernatura interina de Chiapas por un periodo de tres años. Sabines había pertenecido al PRI desde hacía varias décadas y llegó a ocupar diversos cargos al interior del partido, al tiempo que fue presidente municipal de Tuxtla Gutiérrez, diputado federal en dos ocasiones y senador. 
Si bien los grupos políticos que lideraba habían querido que Sabines ocupara la gubernatura de Chiapas desde inicios de la década de 1970, los miembros de la cúpula del partido en el Distrito Federal habían optado por dejar pasar a otros políticos más cercanos a ellos. 
Con todo, a Sabines tocó administrar las mieles que para Chiapas tuvo el auge petrolero de finales de la década de 1970, completó el plan de renovación urbana de Tuxtla Gutiérrez y promulgó una nueva constitución política estatal que estuvo vigente hasta 2011.

### El gobierno de Absalón Castellanos Domínguez (1982-1988)
Ante la llegada de miles de refugiados guatemaltecos a Chiapas, y ante las repetidas incursiones del ejército de ese país en el territorio chiapaneco con la finalidad de atacar los campamentos de refugiados, el gobierno del presidente Miguel de la Madrid inició con la aplicación de medidas para garantizar la seguridad en la región fronteriza con Guatemala.
En este sentido, la llegada del general Absalón Castellanos al gobierno de Chiapas obedeció al contexto que vivía la región centroamericana a inicios de los años ochenta. Ante la escalada de violencia producida por los conflictos armados que sacudían Guatemala, El Salvador y Nicaragua, el gobierno mexicano decidió instalar a un militar en la gubernatura de Chiapas, con la finalidad de evitar que las tensiones de los países centroamericanos pusieran en peligro la seguridad interna del país.
Dada su nula experiencia política, el gobierno de Absalón Castellanos estuvo caracterizado por una alta conflictividad social que, en vez de ser atendida, fue duramente reprimida por el gobierno. Así, organizaciones de la sociedad civil denunciaron que durante su gobierno se cometieron numerosas violaciones a los derechos humanos en contra de opositores políticos, entre las que destacan asesinatos, desapariciones, torturas, encarcelamientos injustificados, desplazamiento de comunidades o represión de los cuerpos policiacos a mítines.
A pesar de las acusaciones de violaciones a los derechos humanos, de corrupción y de la gran desorganización que caracterizó a su gobierno (fue notable la continua salida y entrada de miembros a su gabinete), el general Castellanos logró cumplir con los seis años que duraba su cargo. 

### El gobierno de José Patrocinio González Blanco Garrido (1988-1993)
Hacia principios de los años noventa era claro en el panorama político nacional de México que al interior del PRI la corriente política encabezada por los tecnócratas, a la cual pertenecían en el expresidente Miguel de la Madrid y su sucesor Carlos Salinas de Gortari, se perfilaba como la que dominaría en los años siguientes la vida del partido y sería la encarga de designar al próximo candidato a la presidencia. 
En ese sentido, la designación del candidato a la gubernatura de Chiapas recayó sobre José Patrocinio González Blanco Garrido, un político chiapaneco que había trabajado en distintas dependencias del gobierno federal y que había sido ya diputado federal y senador y que tenía una buena relación con De la Madrid y Salinas.  
Para conseguir el apoyo de los grupos políticos locales en Chiapas, González Blanco manifestó públicamente ser partidario de que se abriera una investigación judicial contra el general Castellanos por los abusos cometidos durante su gobierno. Si bien esta estrategia le granjeó la simpatía de algunos político, González Blanco obtuvo la menor votación que un candidato del PRI a la gubernatura hubiera tenido desde la creación de ese partido en 1946.
Para fortalecer su gobierno, González Blanco logró establecer alianzas con los grupos políticos encabezados por los exgobernadores Manuel Velasco y Jorge de la Vega y poco a poco fue tomando el control del estado, favoreciendo al mismo tiempo el surgimiento de una nueva clase política al interior del PRI de Chiapas identificada con las políticas económicas y sociales que implementaba el presidente Salinas. 
Sin embargo, los estragos de la crisis económica que Chiapas, al igual que todo México, padecía, complicaron la gestión de González Blanco, cuyas acciones de gobierno no fueron capaces de aminorar los graves problemas económicos que vivía la entidad. 
Con todo, González Blanco no logró terminar su periodo de seis años al frente del gobierno de Chiapas. A principios de 1993, fue llamado por el presidente Salinas para que ocupara el cargo de secretario de gobernación del gobierno federal. En su lugar, Elmar Setzer Marseille fue nombrado gobernador interino.

### El gobierno de Elmar Setzer Marseille (1993)
Durante su corto gobierno, Elmar Setzer Marseille enfrentó un panorama político y social complicado. En el mes de marzo se produjo un enfrentamiento entre miembros del ejército mexicano e integrantes de un grupo rebelde, y pocas semanas después se descubrió la existencia de bases de entrenamiento de una guerrilla en la Selva Lacandona. Estos sucesos, habrían de anunciar la aparición pública el 1° de enero de 1994 del Ejército Zapatista de Liberación Nacional, cuya irrupción provocó la renuncia de Setzer Marseille y provocó una crisis que cimbró a la clase política chiapaneca.

## Demografía
Entre 1930 y 2000, la población de Chiapas creció a un ritmo anual de 2,90 por ciento, pasando de 529 983 habitantes en 1930 a 3 920 892 en 2000. Al interior del estado, la población se hallaba concentrada principalmente en las áreas rurales de la región de Los Altos, Tuxtla y el Soconusco. 
Si bien el proceso de ladinización que se vivía en Chiapas desde finales del periodo colonial siguió su curso durante la década de 1940, en el decenio siguiente el porcentaje de hablantes de lenguas indígenas se estabilizó. Si en 1930, 32 por ciento de la población chiapaneca hablaba alguna lengua mesoamericana, para el año 2000 esta cifra se había reducido a un 25 por ciento.
En algunas regiones de Chiapas, el desplazamiento de las lenguas indígenas se debió a las campañas de castellanización que el gobierno emprendió con el fin de integrar a los indígenas a la sociedad mexicana. Este, por ejemplo, fue el caso de la zona de Motozintla, en donde los campesinos mames que habían llegado de Guatemala fueron obligados a abandonar su lengua y trajes tradicionales.
Sin embargo, en Los Altos de Chiapas, la presencia de indígenas aumentó significativamente, así para 1990 estos representaban más del 70% de los habitantes de esta región. Ello se debió a que los gobiernos emanados de la Revolución formaron nuevas élites indígenas que poco a poco desplazaron a los ladinos que habían controlado los municipios de esta región, por lo cual muchos ladinos decidieron migrar hacia otras localidades, huyendo del hostigamiento de los indígenas o en busca de mejores oportunidades de vida.
Hacia la década de 1970, las principales ciudades del estado comenzaron a crecer de forma más concisa. A Tuxtla, por ejemplo, llegaron miles de campesinos de las regiones aledañas que se emplearon en las obras de construcción de las presas del complejo hidroeléctrico del Grijalva. En este sentido, esta urbe comenzó a vivir un proceso de crecimiento que se reflejó en la realización de diversas obras públicas que transformaron su fisonomía: el centro histórico se demolió y en su lugar se alzaron modernos edificios pensados para atender a la creciente población; sus calles y avenidas fueron remodeladas para dar paso a vialidades más amplias que facilitarían la conexión entre las zonas antiguas de la ciudad y las nuevas zonas habitacionales; y comenzaron a surgir nuevos comercios que abastecían la demanda de servicios.
San Cristóbal de Las Casas también registró un repunte de su población debido a la llegada de miles de indígenas que habían sido expulsados de sus comunidades a causa de conflictos religiosos. Los nuevos habitantes de la ciudad se asentaron en las zonas ubicadas al norte de ésta, dando vida a nuevas colonias cuya población siguió creciendo en las décadas siguientes. Asimismo, a San Cristóbal arribaron familias ladinas que habían emigrado de los municipios indígenas de Los Altos. Durante este periodo la población de la Selva Lacandona también creció debido a la llegada de miles de campesinos. Los nuevos pobladores de esta región habían sido peones acasillados que recientemente habían sido expulsados de las fincas de Ocosingo y Comitán; otros provenían de Los Altos de Chiapas y algunos más eran originarios de otros estados del país.
Como han señalado algunos autores, el gobierno mexicano utilizó esta región para dotar de tierras a campesinos que no habían sido beneficiados con el reparto agrario en sus municipios de origen. Al paso de los años, muchas de las comunidades instaladas en la Selva Lacandona se convertirían en las bases de operación del Ejército Zapatista de Liberación Nacional.

## Economía
Hacia 1940, la integración de dos tipos de regiones permitía que la economía de Chiapas funcionara. Las primeras, entre las que se encontraban los Valles Centrales, el Soconusco y las llanuras del norte, se caracterizaban por sus prósperas fincas maiceras o cafetaleras, las cuales funcionaban como los motores de la economía estatal. Por otro lado, Los Altos y la Sierra Madre, las cuales estaban densamente pobladas pero ubicadas sobre tierras de pobre calidad, funcionaban como reserva de mano de obra para las plantaciones. 
Entre las décadas de 1950 y 1960, Chiapas vivió un periodo de auge económico motivado por la rápida expansión de la agricultura en los Valles Centrales y el Soconusco. Así, el aumento en los cultivos de maíz y la buena salud que gozaba el cultivo del café generaron una oferta de empleo creciente que fue capaz de absorber la mano de obra de aquellas regiones del estado que se hallaban densamente pobladas. 
La disponibilidad de empleos en las fincas de los Valles Centrales y del Soconusco permitió disminuir la presión sobre la tierra en Los Altos en donde el número de pobladores indígenas crecía con rapidez. De esta forma, si bien las tierras devueltas a las comunidades de esta región tras el reparto agrario terminaron siendo insuficientes para satisfacer las necesidades de sus habitantes, estos hallaron en las fincas el medio para poder complementar sus ingresos y mantener así a sus familias. Se calcula que para finales de la década de 1960, 50% de los hombres de San Juan Chamula trabajaban como jornaleros en las fincas del Soconusco y otro 25% laboraba en los Valles Centrales.
La prosperidad vivida en las décadas de 1950 y 1960 llegó a su fin durante el sexenio de Luis Echeverría. A partir de 1976, los precios del maíz, cuyo cultivo en los Valles Centrales daba trabajo a miles de indígenas de Los Altos y a campesinos ladinos de esa región, comenzaron a caer. Para minimizar los efectos del problema, los dueños de las fincas decidieron despedir a los peones que desde hacía años habían trabajado para ellos y sustituirlos por la maquinaria que habían comprado en los años de prosperidad.
A esto se añade, que el gobierno mexicano decidió apoyar con subsidios la ganadería extensiva. En consecuencia, muchos finqueros deseosos de aprovechar los altos precios del ganado y los apoyos gubernamentales decidieron terminar con sus cultivos de maíz y convertir sus propiedades en criaderos de ganado. Si en 1970 se criaban en Chiapas 2 000 000 de cabezas de ganado, para 1980 esta cifra había ascendido a más de 4 000 000.
La crisis de los precios del maíz y la expansión de la ganadería en el campo chiapaneco dejaron sin empleo a miles de indígenas que dependían del trabajo estacional que realizaban en las fincas para poder sobrevivir. 
El auge petrolero que México vivió durante el sexenio de José López Portillo permitió que las autoridades invirtieran millones de pesos en la construcción de una serie de obras públicas (refinerías, caminos, puentes, mejoras urbanas) tanto en Chiapas como en Tabasco. La realización de estos programas de infraestructura requirió de la contratación de miles de trabajadores, gracias a lo cual muchos de los antiguos jornaleros que habían sido despedidos de las fincas pudieron conseguir un empleo. Además, algunos chiapanecos lograron emplearse en la construcción del "mega proyecto" turístico de Cancún en el estado de Quintana Roo.
La bocanada de aire fresco que significó para la economía de Chiapas el auge petrolero llegó a su fin tras el estallido de la crisis de la deuda externa a principios de los años ochenta. Para 1982, el gobierno mexicano suspendió sus proyectos de infraestructura en el sureste, dejando sin trabajo a miles de personas, quienes difícilmente encontraron acomodo en la agricultura y en los otros ramos de la economía. 
Las fincas cafetaleras del Soconusco y del norte de Chiapas no podían absorber la gran cantidad de mano de obra desempleada que comenzó a aparecer. A esto se sumó que con la llegada de miles de refugiados provenientes de Guatemala, quienes huían de las masacres que el ejército de aquel país llevaba a cabo en las comunidades indígenas como parte de su campaña de contrainsurgencia, los dueños de las fincas cafetaleras prefirieron contratar a los refugiados guatemaltecos, pues estos estaban dispuestos a recibir salarios más bajos que los que se pagaban comúnmente a los campesinos de Chiapas.            
Si bien el sector cafetalero había logrado resistir la crisis, la situación económica de los productores de café empeoró cuando los precios internacionales del grano cayeron a mediados de 1989. La crisis que ya vivía este sector se agudizó a principios del decenio siguiente cuando el gobierno del presidente Carlos Salinas de Gortari suspendió los subsidios que el Estado les había otorgado a través del Instituto Mexicano del Café.
Tras el hundimiento del cultivo del maíz y la crisis en el sector cafetalero, el mundo rural en Chiapas dejó de brindar oportunidades laborales para la población de la entidad. A estos problemas se sumaron los devastadores efectos del huracán Mitch en 1998 que afectó gravemente la economía del Soconusco que de por sí ya estaba bastante resentida por la crisis del café. 
En este sentido, los problemas económicos internos de Chiapas dieron como resultado que los flujos migratorios de chiapanecos hacia estados del norte de la república y, sobre todo, hacia los Estados Unidos comenzaran a crecer de forma notable hacia mediados de la década de 1990. Entre 1995 y 2000, el número de migrantes chiapanecos con destino a la frontera norte de México o Estados Unidos pasó de 5 936 a 46 407, y esta tendencia continuó creciendo en los años siguientes ante la pervivencia de los factores estructurales que causan la grave crisis que Chiapas vive desde los años ochenta.

## La tierra
A partir de la década de 1940 comenzará en Chiapas la fase más álgida del reparto agrario. Así, entre 1940 y 1969 la cantidad de tierras entregadas a los campesinos ascendió aproximadamente a 1 600 000 hectáreas.
En el transcurso de las décadas de 1960 a 1980, el campo en Chiapas experimentará un proceso de minifundización, eso quiere decir que el número de unidades productivas pequeñas comenzó a crecer de forma notable tanto en el sector social, es decir, en la tierra de propiedad ejidal, como en el sector privado. De esta forma, los predios privados de hasta cinco hectáreas pasaron de 12 498 en 1960 a 24 792 en 1990.
En gran medida, el crecimiento poblacional vivido en el estado abonó mucho a la creciente fragmentación de la tierra en el sector social, pues en cada generación las parcelas al heredarse se dividían en unidades cada vez más pequeñas. De esta forma, si bien en el censo de 1970 no se registraron unidades menores a cinco hectáreas, veinte años después la situación había cambiado pues existían 127 678 predios de este tipo.
Otra transformación importante que vivió el campo chiapaneco en estos años fue el crecimiento de la ganadería extensiva. En efecto, durante la década de 1970, el gobierno mexicano decidió apoyar con subsidios a los productores de ganado, por lo cual muchos finqueros decidieron convertir sus cultivos de maíz, café o caña de azúcar —cuyos precios habían disminuido— en pastizales para la cría de ganado. Como resultado, para 1994, en Chiapas la ganadería ocupaba unas 3 000 000 de hectáreas, tres veces más que las utilizadas para la siembra de maíz.
El crecimiento de la población, la minifundización y la extensión de la ganadería contribuyeron a que cientos de campesinos quedaran sin tierras suficientes para poder sobrevivir o sin empleo. Para inicios de la década de 1980, se calcula que unos 158 mil habitantes del campo chiapaneco carecían de tierras.
Esta situación provocó que la conflictividad social en el campo chiapaneco aumentara notablemente en las décadas de 1970 y 19806. En este sentido, con la llegada a diversas regiones de Chiapas de profesionistas, técnicos e intelectuales marxistas y maoístas, muchos de ellos invitados por la diócesis de San Cristóbal o por el Instituto Nacional Indigenista, comenzaron a trabajar con las comunidades campesinas a fin de organizarlas para exigir la entrega de nuevas tierras o agilizar los trámites de las que ya habían solicitado ante la Secretaría de la Reforma Agraria.
Al cabo de algunos años, estos campesinos, organizados en uniones ejidales o agremiados ya a organizaciones campesinas, comenzaron a realizar las primeras invasiones de tierras. Así, estos se lanzaron sobre los predios que desde hacía años habían solicitado ante las autoridades o bien se posesionaron de las fincas en las cuales habían trabajado, como ocurrió en la región de Simojovel.
Para principios de los años ochenta, el gobierno chiapaneco hablaba de la existencia de 203 predios invadidos en diversas regiones del estado. Antes esto, las autoridades decidieron echar a andar el Programa de Rehabilitación Agraria (PRA), a fin de regularizar la tenencia de la tierra en la entidad. Sin embargo, los resultados de estas medidas fueron insuficientes para resolver el problema de la falta de tierras y de las invasiones. 
Así, el gobierno adquirió y repartió unas 71 122 hectáreas, beneficiando con ello a 8416 campesinos. Sin embargo, la mayoría de estos pertenecían a la Confederación Nacional Campesina, una organización vinculada al PRI, mientras que el 20% restante se repartió en una serie de organizaciones campesinas como la Central Independiente de Obreros Agrícolas y Campesinos, la Asociación Rural de Intereses Colectivos o la Unión de Uniones. De esta forma, al favorecer principalmente a campesinos que simpatizaban con el gobierno, las autoridades no lograron resolver el descontento agrario. De hecho, tras el levantamiento armado del Ejército Zapatista de Liberación Nacional el 1 de enero de 1994, el conflicto agrario en Chiapas cobraría fuerza, pues numerosas invasiones se produjeron a manos de campesinos ladinos e indígenas que levantaron la bandera del zapatismo.